# Princeton University Art Museum
Princeton University Art Museum (Muzeum Sztuki Uniwersytetu Princeton) – muzeum sztuki w Princeton, założone w 1882 roku. Znajduje się na terenie kampusu Uniwersytetu w Princeton. Kolekcja muzeum liczy ponad 97 tysięcy eksponatów, obejmujących dzieła sztuki starożytnej, amerykańskiej, europejskiej, azjatyckiej, afrykańskiej i prekolumbijskiej.
W 1975 jeden z budynków muzeum, McCormick Hall (z 1923), wchodzący w skład Princeton Historic District, został wpisany na listę National Register of Historic Places pod nr. #75001143.
Przed Muzeum ustawione są na stałe Duże figury autorstwa Magdaleny Abakanowicz z 2004 roku (20 figur z brązu)

## Historia

### Początek zbiorów
Początek zbiorów sztuki w Princeton sięga niemal dnia założenia miejscowego uniwersytetu, co czyni z muzeum sztuki jedną z najstarszych instytucji kolekcjonerskich w Ameryce. Uczelnia, założona w 1746 jako College of New Jersey, przeniosła się dziesięć lat później do Nassau Hall. Przedtem jej patron, gubernator kolonialny New Jersey, Jonathan Belcher, przekazał na rzecz przyszłych zbiorów własny, pełnopostaciowy portret w pozłacanej ramie. Został on zawieszony na ścianie głównej sali modlitewnej. Wkrótce potem obok niego pojawił się portret króla Anglii, Jerzego II. Później w sali znalazły się obiekty przyrodnicze i fragmenty architektury starożytnej. Chociaż oba obrazy zostały zniszczone w 1777 podczas bitwy pod Princeton, a kolejne eksponaty przepadły w katastrofalnym pożarze z 1802, to te początkowe działania na rzecz gromadzenia dzieł sztuki stały się inspiracją dla podobnych inicjatyw w następnym stuleciu. W 1868 do Princeton przyjechał szkocki wykładowca James McCosh, któremu powierzono zadanie modernizacji uczelni. Wprowadził on do programu nauczania wykłady z historii sztuki, zlecając w 1882 Williamowi Cowperowi Prime’owi i generałowi George’owi McClellanowi przygotowanie stosownego programu dydaktycznego. Prime, nowojorski dziennikarz i członek założyciel rady powierniczej Metropolitan Museum of Art, wypracował wspólnie z McClellanem program nauczania w oparciu o muzealne dzieła sztuki.

### Początek muzeum

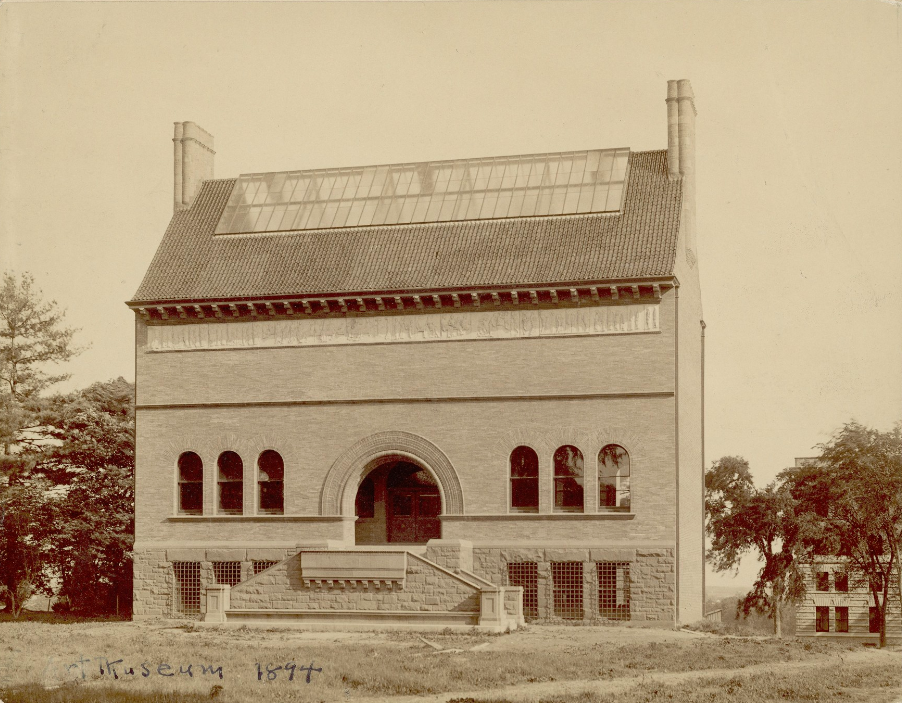
Pierwszy budynek muzeum (fotografia z 1894)

Muzeum formalnie powstało w 1882. Od samego początku miało służyć podwójnemu celowi: wystawianiu oryginalnych dzieł sztuki oraz nauczaniu historii sztuki w oparciu o kolekcję sztuki światowej. Wykładowcą w nowo utworzonym dziale sztuki i archeologii został Allan Marquand, dotychczasowy wykładowca łaciny i logiki. Wybrano go z uwagi na fakt, iż jego ojciec, Henry Gurdon Marquand, był kolekcjonerem sztuki i jednym z założycieli Metropolitan Museum of Art. Zarząd uczelni w Princeton zaczął gromadzić fundusze na budowę ognioodpornego budynku, w którym, według obietnic Prime’a, miała się mieścić kolekcja ceramiki i porcelany. Projekt budynku sporządził architekt A. Page Brown. Trzykondygnacyjny obiekt z ceglanymi ścianami na kamiennym fundamencie ukończono przed 1890. Budynek ten, znany jako Muzeum Sztuki Historycznej, mieścił przez wiele lat samo muzeum, wspomniany wydział, bibliotekę sztuk pięknych i nowo powstałą Szkołę Architektury. W tym samym roku umieszczono w nim kolekcję Trumbulla-Prime’a, kończąc tym samym pierwszy etap rozwoju Muzeum. Działalność muzeum od początku połączona była z procesem dydaktycznym i funkcjonowaniem biblioteki. Marquand w 1883 został mianowany profesorem, a wkrótce także dyrektorem muzeum, pełniąc tę funkcję aż do czasu przejścia na emeryturę w 1922. Wśród pierwszych nabytków muzeum znalazł się w 1890 zbiór cypryjskiej ceramiki z kolekcji Metropolitan Museum of Art, a potem także ceramiki etruskiej, rzymskiej i południowowłoskiej oraz eksponaty z późniejszych okresów. Aby uporządkować chaotyczny rozwój muzealnej kolekcji, Marquand rozpoczął proces organizowania darowizn na rzecz placówki, przeznaczając na jej potrzeby również własne, znaczące środki finansowe. Dzięki darowiznom kolekcja muzealna zaczęła się powiększać.

### Pierwsze dekady XX wieku
W 1910 grono kadry pedagogicznej zasilił Frank Jewett Mather Jr., który zaczął wykładać sztukę renesansu. W 1922 został on dyrektorem muzeum. W tym samym roku wzbogaciło się ono o budynek McCormick Hall, zbudowany w stylu weneckiego gotyku według planów Ralpha Adamsa Crama. Budynek, będący darem rodziny Cyrusa H. McCormicka, został przeznaczony na cele edukacyjne. Dzięki temu pierwotny budynek mógł pełnić funkcje wyłącznie muzealne. Kolejnym kolekcjonerem, który przyczynił się w znaczący sposób do wzbogacenia muzealnych zbiorów, był Frank Mather. Jego zakupy na rzecz muzeum obejmowały dzieła sztuki starożytnej i prekolumbijskiej, iluminowane manuskrypty oraz dzieła artystów amerykańskich.

### Lata 30., 40. i 50.
Ważne darowizny pojawiły się w Muzeum w latach 30. Wśród nich był zbiór ponad 40 włoskich obrazów, przekazanych przez Henry’ego White’a Cannona Jr. z jego rodzinnej willi we Fiesole, a także zbiór ponad 500 buteleczek do zażywania tabaki pułkownika Jamesa A. Blaira, uważanej i dziś za jedną z najcenniejszych kolekcji tego typu w Stanach Zjednoczonych. W latach 30. XX wieku w zbiorach muzeum w Princeton pojawiły się znaczące darowizny sztuki chińskiej i japońskiej. Podczas II wojny światowej do programu nauczania doszły wykłady ze sztuki amerykańskiej. Zorganizowano wystawę prac Paula Cézanne’a, wypożyczonych ze zbiorów Duncana Phillipsa (założyciela w 1921 pierwszego w Stanach Zjednoczonych muzeum sztuki nowoczesnej), a także ważnych dzieł ze zbiorów Museum of Modern Art, którego założyciel, Alfred H. Barr Jr., był absolwentem uczelni w Princeton. Za kadencji Mathera w kolekcji znalazło się pierwsze dzieło artysty z Afryki Subsaharyjskiej (1937), a w następnych dziesięcioleciach muzealne zbiory wzbogaciły jego własne dary etiopskiej sztuki chrześcijańskiej, w tym iluminowany, królewski manuskrypt. W okresie II wojny światowej w zbiorach w Princeton pojawiły się rzymskie mozaiki i inne zabytki z wykopalisk w Antiochii, w których znaczący udział miał Princeton. Zbiór starożytnych mozaik z Antiochii należy do czołowych w Stanach Zjednoczonych. Kolejnym ważnym darem była kolekcja Dana Fellowsa i Ethel Bliss Platt, przekazana do muzeum w czasie wojny. Obejmowała ona starożytne włoskie meble, albumy z rysunkami, obrazy i inne przedmioty. W 1946 Frank Mather przeszedł na emeryturę. Na stanowisku dyrektora zastąpił go Ernest DeWald, który odegrał ważną rolę w ratowaniu europejskich dzieł sztuki pod koniec II wojny światowej. Jako dyrektor DeWald mocno zaangażował się w konserwację dzieł sztuki. W latach 1946–1947, z okazji 200-lecia uniwersytetu, nadzorował przebudowę muzealnych galerii, w tym wystawy nowej kolekcji chińskich papirusów. Za jego kadencji znacznie wzbogaciły się kolekcje sztuki azjatyckiej, a później także afrykańskiej. Nabycie w 1949 pierwszej fotografii do zbiorów Muzeum, Tylny pokład Alfreda Stieglitza zapoczątkowało budowę kolekcji tego gatunku sztuk wizualnych. Te i inne działania otworzyły nową erę w historii Muzeum, którą cechowała częsta wymiana wystaw czasowych i ważne działania popularyzatorskie.

### Lata 60.
W 1960 dyrektorem muzeum został Patrick Joseph Kelleher. Kontynuując starania swego poprzednika zabiegał o wybudowanie nowego obiektu dla muzeum, którego zbiory nie mieściły w pierwotnym budynku. Budynek A. Browna i północna część McCormick Hall zostały w 1963 wyburzone, aby zrobić miejsce dla projektu w stylu międzynarodowym, sporządzonym przez nowojorską firmę Steinmann and Cain. Budowa została ukończona w 1966. Za czasów Kellehera w zbiorach muzealnym pojawiła się kolekcja rzeźby na wolnym powietrzu, która stała się jedną z najważniejszych w Stanach Zjednoczonych. Tworzą ją dzieła Alexandra Caldera, Henry’ego Moore’a, Louise Nevelson, Isamu Noguchiego, Davida Smitha, Tony’ego Smitha.

### Lata 70.
Lata 70. stały pod znakiem rozwoju kolekcji fotografii. Zapoczątkował ją w 1971 David Hunter McAlpin przekazując w darze swoją kolekcję fotografii oraz tworząc fundusz umożliwiający zakup kolejnych eksponatów. W 1972 jego dzieło wsparł Peter Bunnell, wcześniej kurator Museum of Modern Art, który w tym celu przyjechał do Princeton. W 1973 został on dyrektorem muzeum i piastował to stanowisko do 1978. Jako naukowiec, mentor i dyrektor zapoczątkował proces kształcenia w Princeton naukowców i kuratorów fotografii. Dzięki jego staraniom kolekcja fotografii liczy obecnie ponad 27 tysięcy eksponatów, obejmując prace, między innymi, Clarence’a Hudsona White’a, Minora White’a i Rutha Bernharda. Ważnym wydarzeniem było przekazanie muzeum w połowie lat 70., na zasadzie długoterminowego wypożyczenia, kolekcji Henry’ego i Rose Pearlman. Jest ona wystawiana a poza tym udostępniona studentom i naukowcom w celach badawczych.

### Lata 80.
W 1980 Allen Rosenbaum, dotychczasowy zastępca Bunnella, został mianowany dyrektorem muzeum. Jako specjalista w dziedzinie dawnego malarstwa, przyczynił się do istotnej rozbudowy zbiorów malarstwa renesansowego i barokowego, a zwłaszcza manierystycznego. Przyczynił się też do zorganizowania obszernych wystaw sztuki Majów oraz do obchodów 250-lecia uniwersytetu w Princeton. Podjął starania mające na celu renowację muzealnych wnętrz oraz budowę nowego obiektu, który oddano od użytku w 1989. Dzięki temu muzeum zyskało nową powierzchnię wystawową, pracownie konserwacji obrazów oraz nowe sale wykładowe i magazynowe.

### XXI wiek
Pierwsza dekada dwudziestego pierwszego wieku przebiegała pod znakiem dalszego rozwoju muzeum. Nowa dyrektor, Susan M. Taylor, przy wsparciu darczyńców, ustanowiła pierwsze sponsorowane funkcje kustoszy w Muzeum oraz inne stanowiska pogłębiając ten sposób profesjonalizm w jego działalności i powiązania z podstawowym programem nauczania uniwersytetu, zarówno historii sztuki, jak i innych, pokrewnych dyscyplin. Dziś muzeum, pod kierownictwem Jamesa Stewarda, jest jednym z najważniejszych w Stanach Zjednoczonych muzeów sztuki. Razem z uniwersyteckim Wydziałem Sztuki i Archeologii oraz Biblioteką im. Marquanda, stanowi dynamiczne centrum badań artystycznych.

## Zbiory
Zbiory muzeum liczą ponad 97 tysięcy eksponatów. Ich chronologia obejmuje okres od sztuki starożytnej do współczesnej koncentrując się geograficznie na różnych regionach Morza Śródziemnego, Europie Zachodniej, Azji, Stanach Zjednoczonych, Ameryce Łacińskiej i Afryce. Obszerna kolekcja zabytków greckich i rzymskich obejmuje ceramikę, wyroby z marmuru, brązu oraz rzymskie mozaiki. Sztukę średniowiecznej Europy reprezentują rzeźby, metaloplastyka i witraże. W skład zbioru europejskich obrazów i rzeźb wchodzą ważne dzieła z okresu od wczesnego renesansu do XIX wieku. Kolekcja grafik i rysunków liczy obecnie prawie 10 tysięcy pozycji. W zbiorach sztuki XX-wiecznej i współczesnej szczególny nacisk położono na prace niedocenianych artystów z przełomu XX i XXI wieku. Kolekcja sztuki afrykańskiej obejmuje ponad 2500 lat historii i eksponaty z 22 krajów, w tym wyjątkowe przykłady rzeźby w drewnie i metalu, ze szczególną uwagą poświęconą sztuce Nigerii. Kolekcję uzupełniają ważne dzieła wypożyczone na długi termin, w tym kolekcje obrazów impresjonistycznych i postimpresjonistycznych, rzeźby wypożyczone przez Fundację Henry’ego i Rose Pearlman, dzieła sztuki współczesnej wypożyczone przez kolekcję Sonnabend oraz licząca 91 pozycji (obrazy, fotografie, grafiki i rysunki) kolekcja dzieł sztuki nowoczesnej i współczesnej, przekazana w 2015 przez Herberta i Lenore Schorr. Zostały one udostępnione publiczności w ramach specjalnej ekspozycji, Collecting Contemporary, 1960 to 2015: Selections From the Schorr Collection. W kolekcji znajdują się prace, między innymi, Jeana-Michela Basquiata, Keitha Haringa, Alexa Katza, Roya Lichtensteina, Jaspera Johnsa, Jamesa Rosenquista i Andy’ego Warhola.

### Sztuka amerykańska
Choć dzieła sztuki amerykańskiej były gromadzone przez muzeum od samego początku, to pierwsze poważne jej zakupy miały miejsce dopiero za czasów Franka Jewetta Mathera Jr. W rezultacie kolekcja historycznej sztuki amerykańskiej w Princeton należy do najlepszych spośród muzeów akademickich tego kraju. Główny zasób kolekcji to malarstwo i rzeźba. Bogato reprezentowane jest malarstwo portretowe oraz pejzażowe, w tym Hudson River School. I w tym przypadku do wzbogacenia zbiorów przyczyniły się darowizny kolekcjonerów, w tym zbiór sztuki ludowej Edwarda Duffa Balkena. Dzięki środkom fundacji zakupiono ponadto szereg dzieł sztuki afroamerykańskiej i modernistycznej.

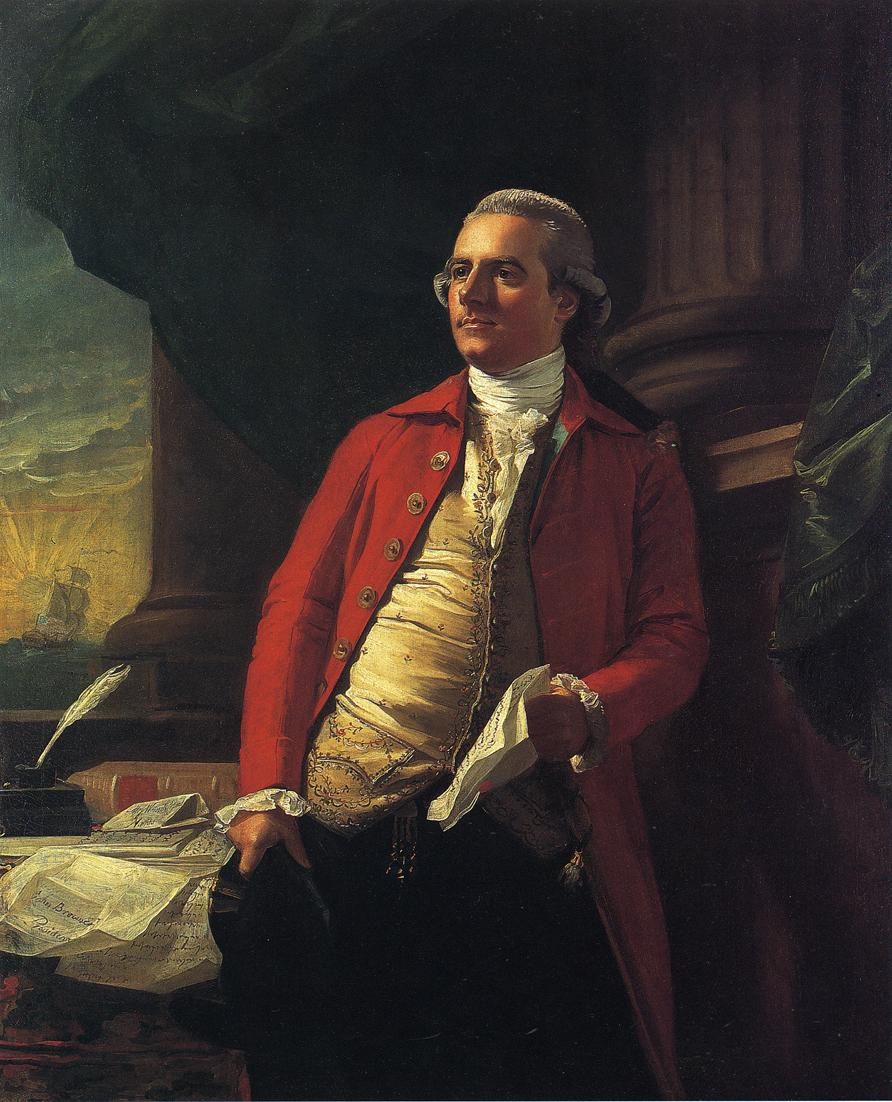
John Singleton Copley, Elkanah Watson, 1782
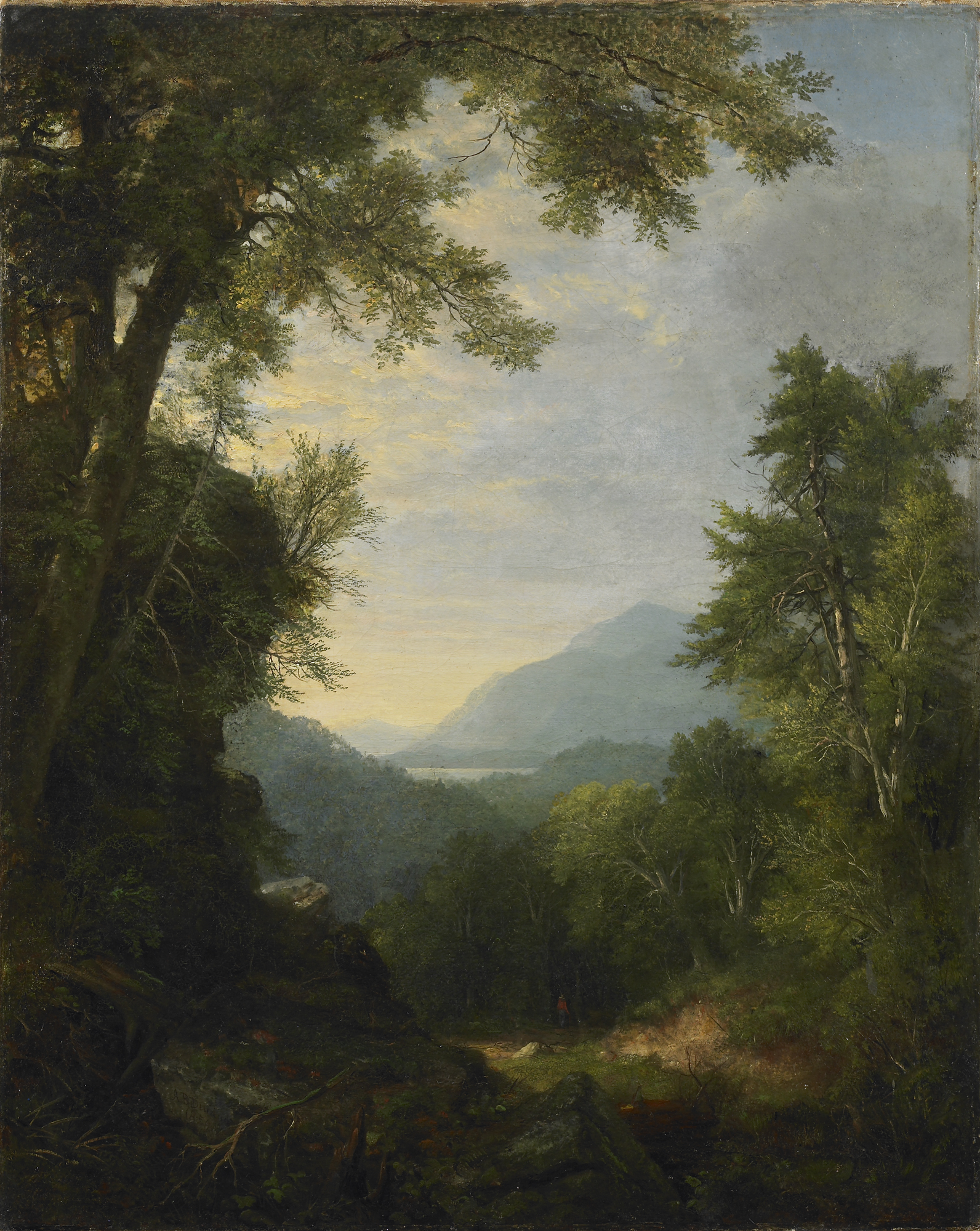
Asher Brown Durand, Pejzaż, 1859
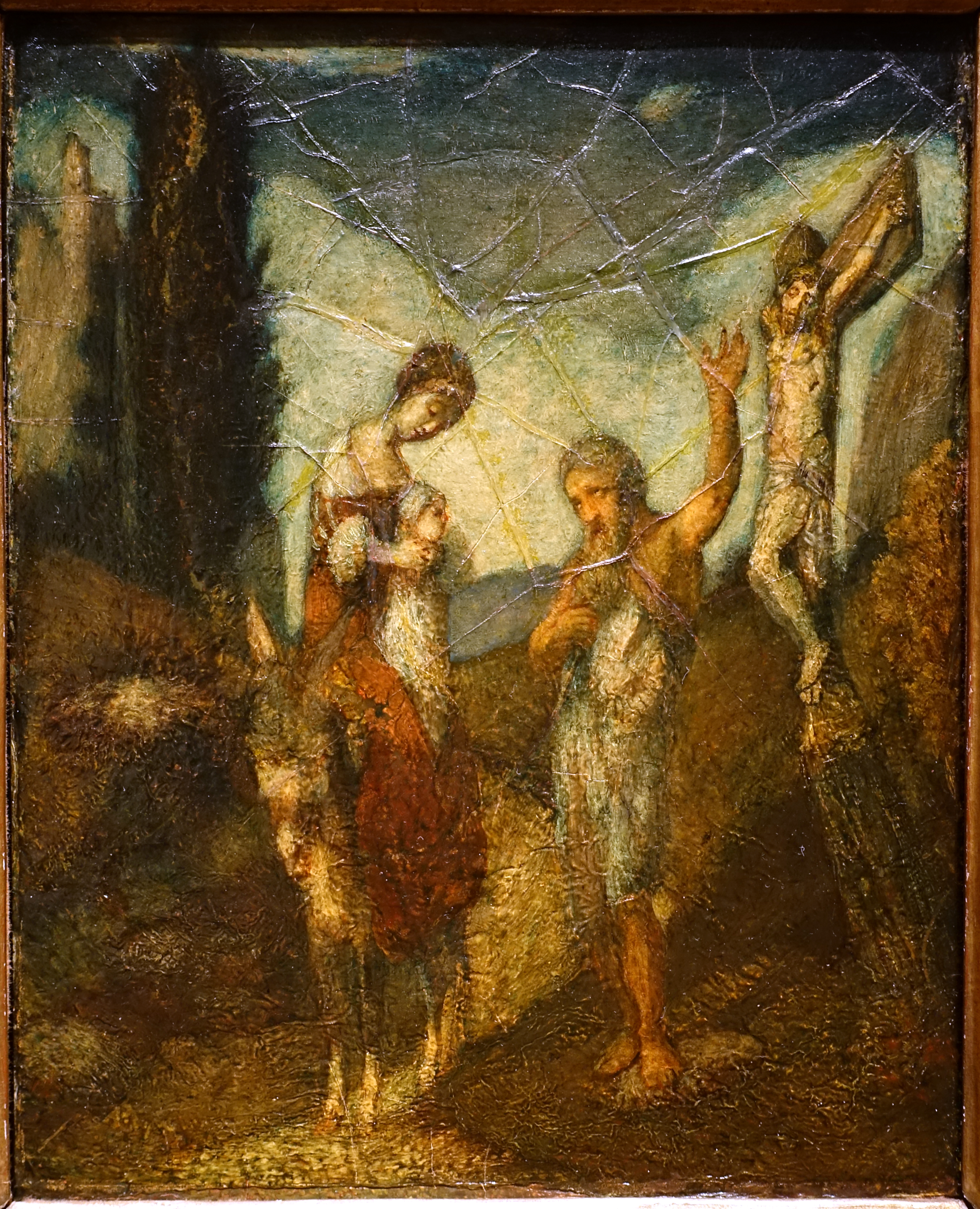
Albert Pinkham Ryder, Historia krzyża, ok. 1890
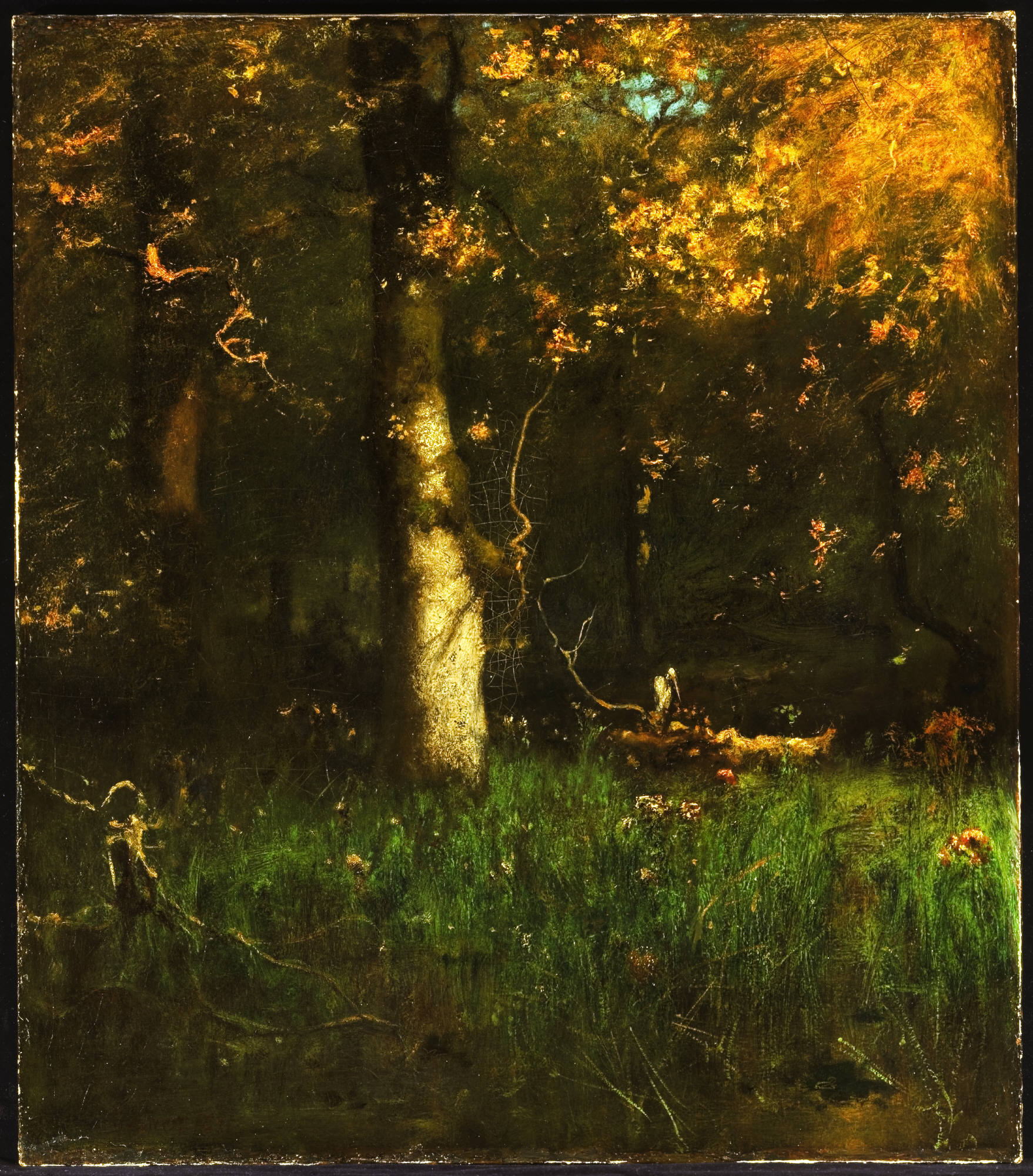
George Inness, Dom Herona, 1891
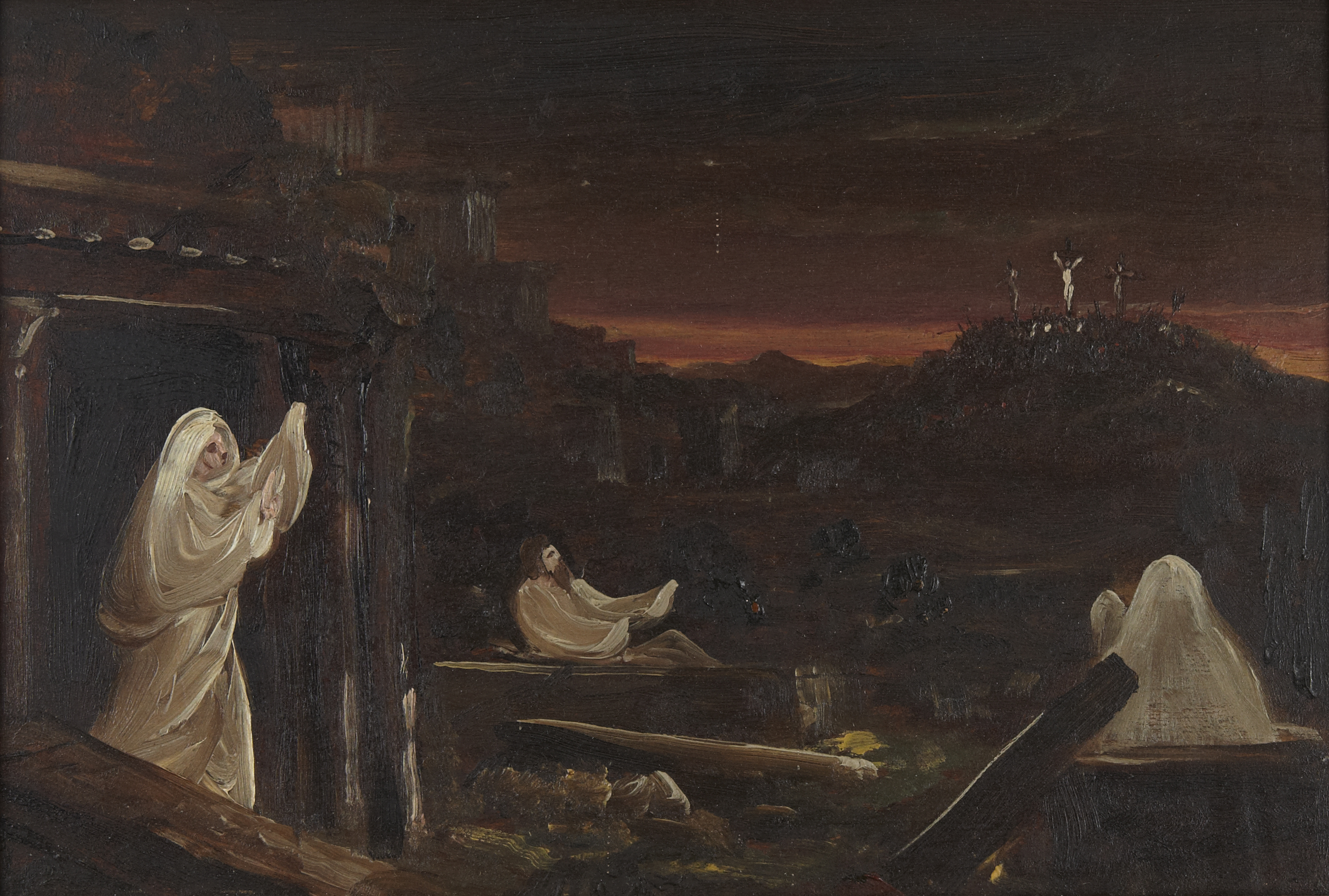
Thomas Cole, Umarli powstający z grobów, 1891
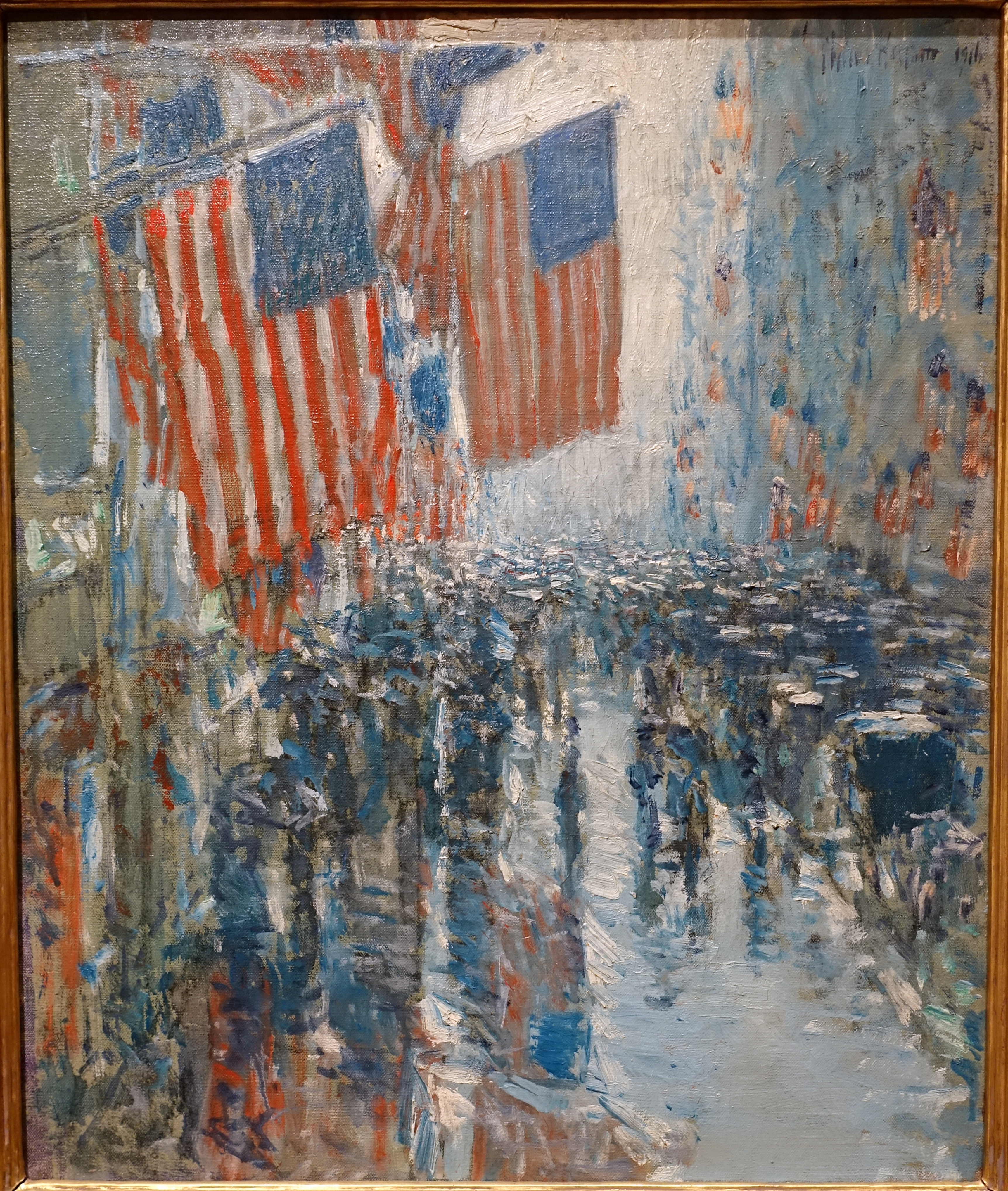
Childe Hassam, Deszczowy dzień na Piątej Alei, 1916

### Sztuka europejska
Kolekcja obrazów europejskich obejmuje okres począwszy od włoskich paneli na pozłacanym tle autorstwa takich artystów jak: Guido da Siena, Francesco Traini i Fra Angelico do sztuki XIX wieku, ze szczególnym uwzględnieniem sztuki manieryzmu. W tej ostatniej ważną grupę stanowią obrazy manierystów holenderskich, takich jak: Hendrik Goltzius i Abraham Bloemaert. Barok reprezentują Pietro da Cortona i Giovanni Battista Gaulli, rokoko – François Boucher i Jean-Siméon Chardin, a epokę oświecenia – Angelika Kauffmann, współpracownicy Jacques’a-Louisa Davida i Francisco Goya. Malarstwo XIX-wieczne reprezentują dzieła Jeana-Léona Gérôme’a, Gustave’a Courbeta, Édouarda Maneta i Claude’a Moneta, a sztukę początku XX wieku – obrazy Odilona Redona i rosyjskiego artysty Ilji Riepina, którego dzieła są rzadko spotykane poza Rosją. Znaczącym uzupełnieniem tego okresu w historii malarstwa jest kolekcja Henry’ego i Rose Pearlman. Dział Sztuki i Archeologii był przez wiele lat zaangażowany w badania nad sztuką średniowiecza, czego efektem są obecne w zbiorach muzeum eksponaty rzeźby architektonicznej, witraże (w tym te z katedry w Chartres, wyroby z kości słoniowej, wyroby emaliowane z Limoges, metaloplastyka oraz niemieckie, flamandzkie i hiszpańskie rzeźby z drewna polichromowanego.

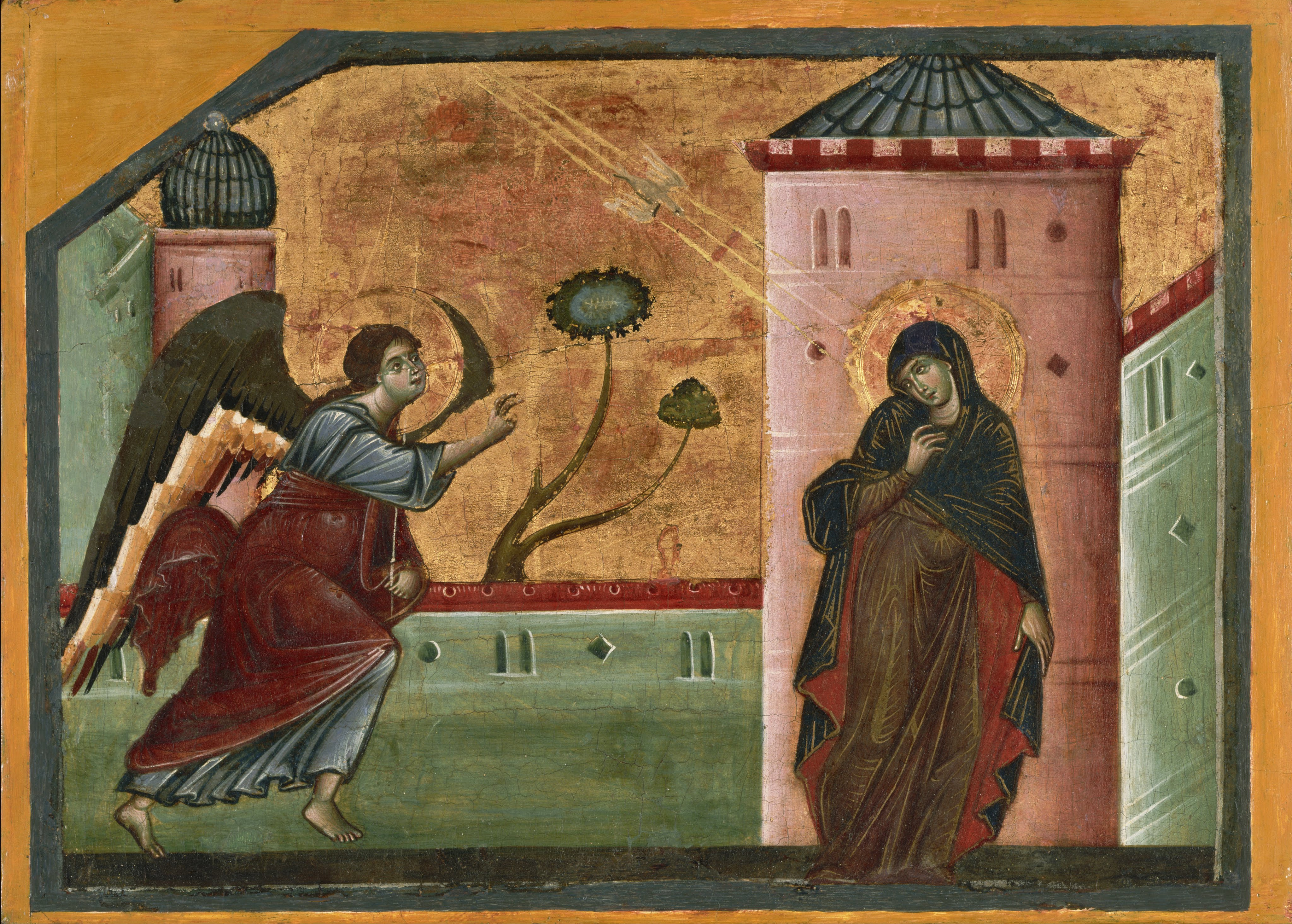
Guido da Siena, Zwiastowanie, 1262–1279
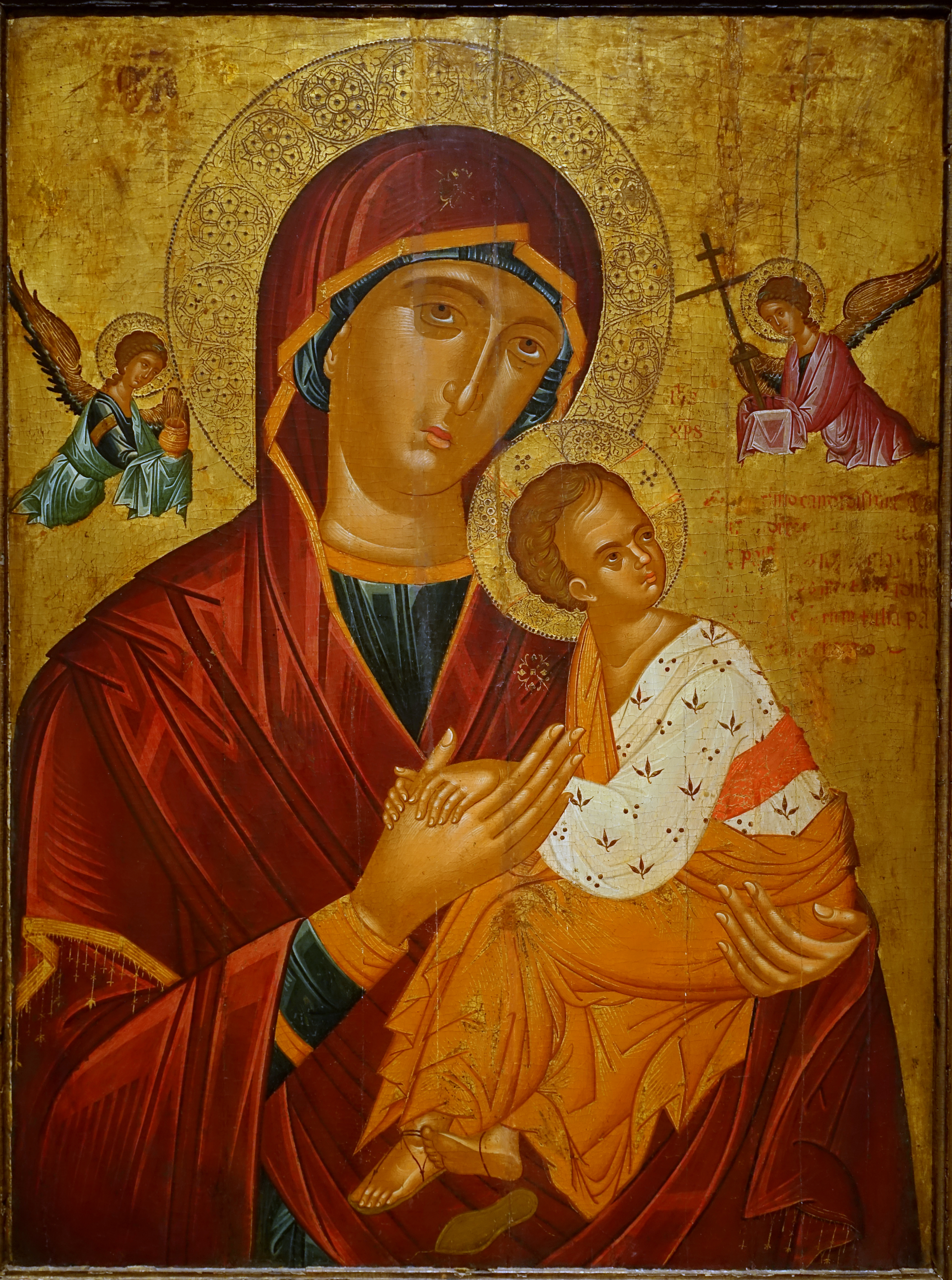
Andrea Rico di Candia, Madonna z Dzieciątkiem, II poł. XV w.
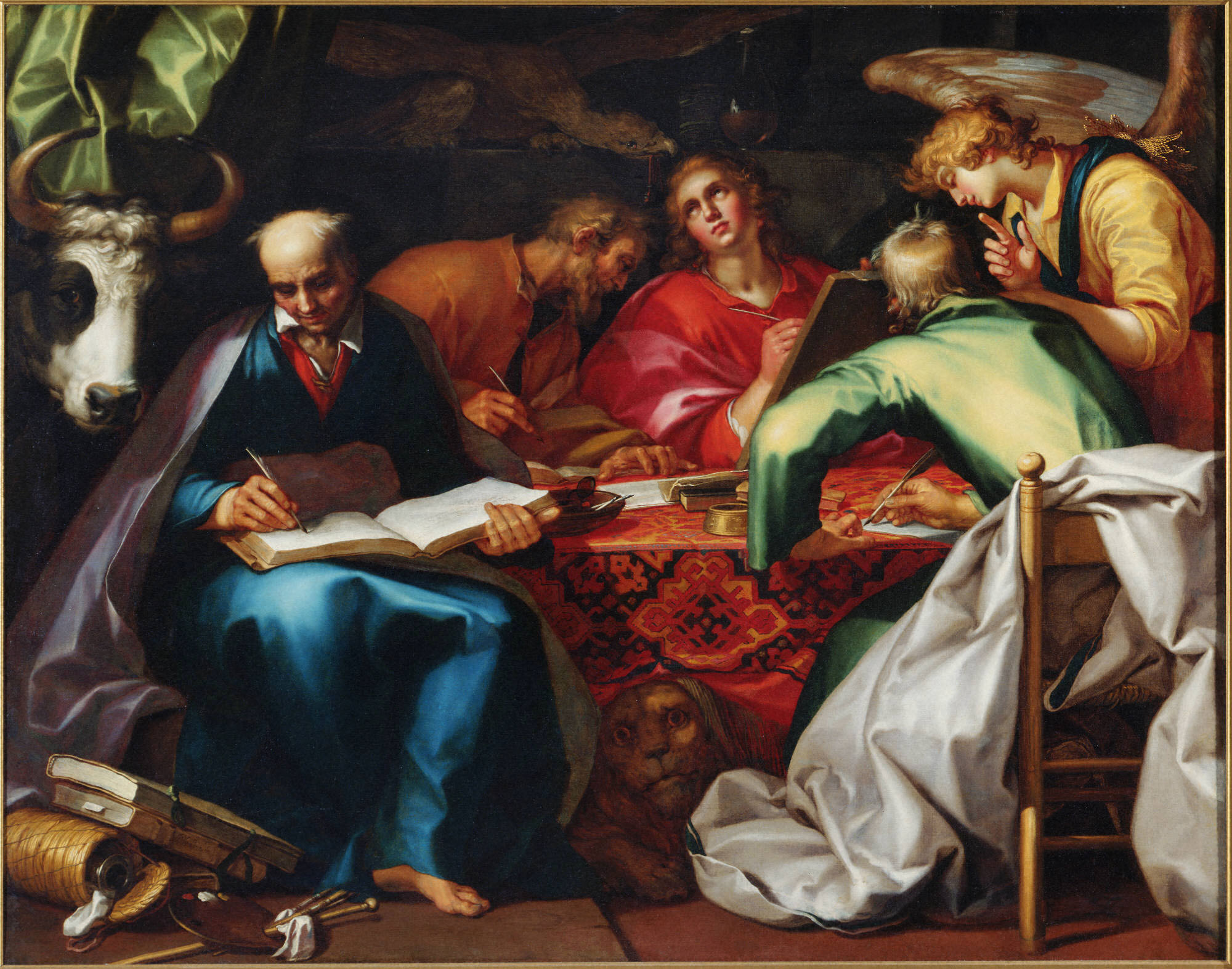
Abraham Bloemaert, Czterej ewangeliści, ok. 1612–1615
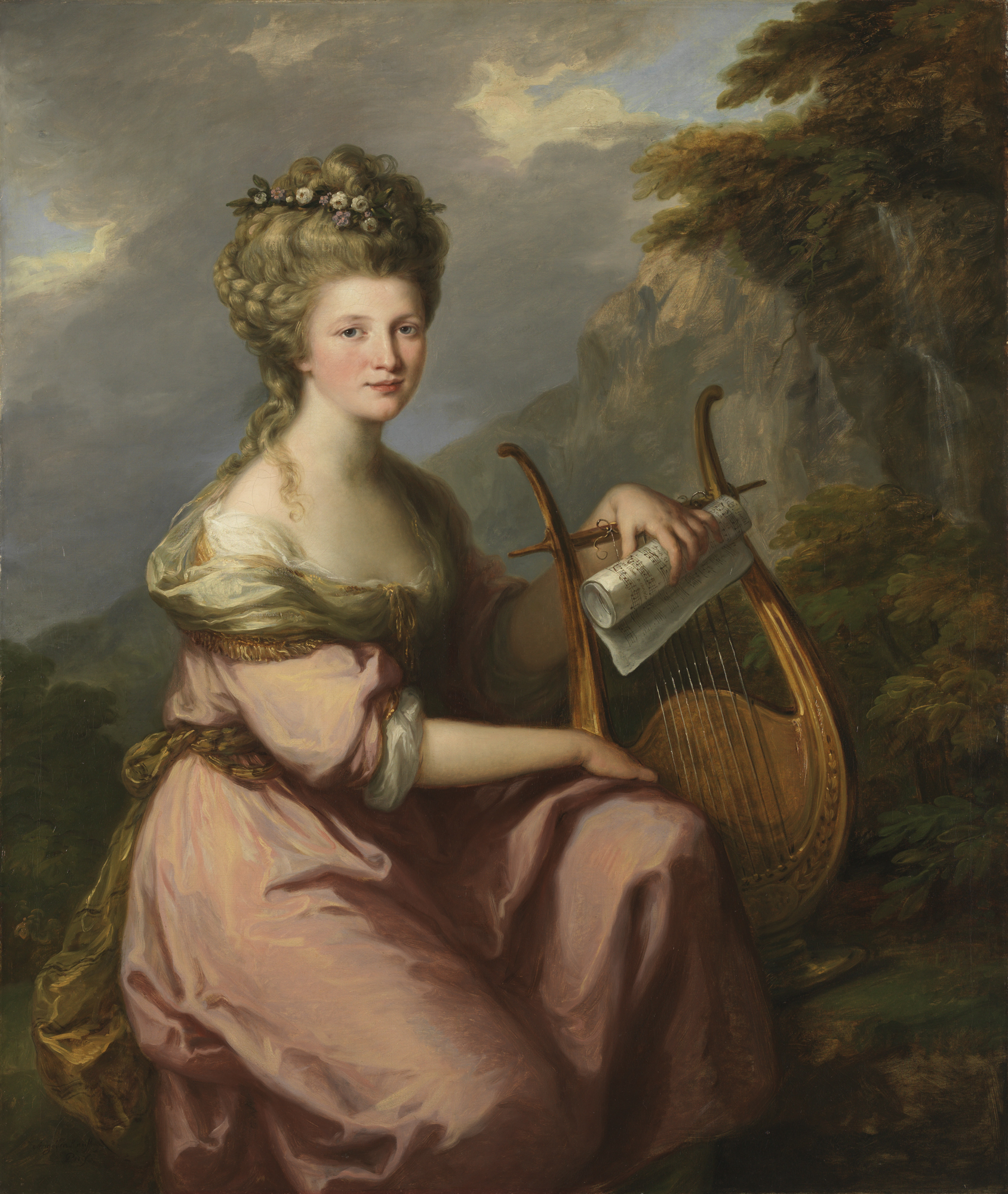
Angelika Kauffmann, Portret Sarah Bates jako Muzy, ok. 1780–1781
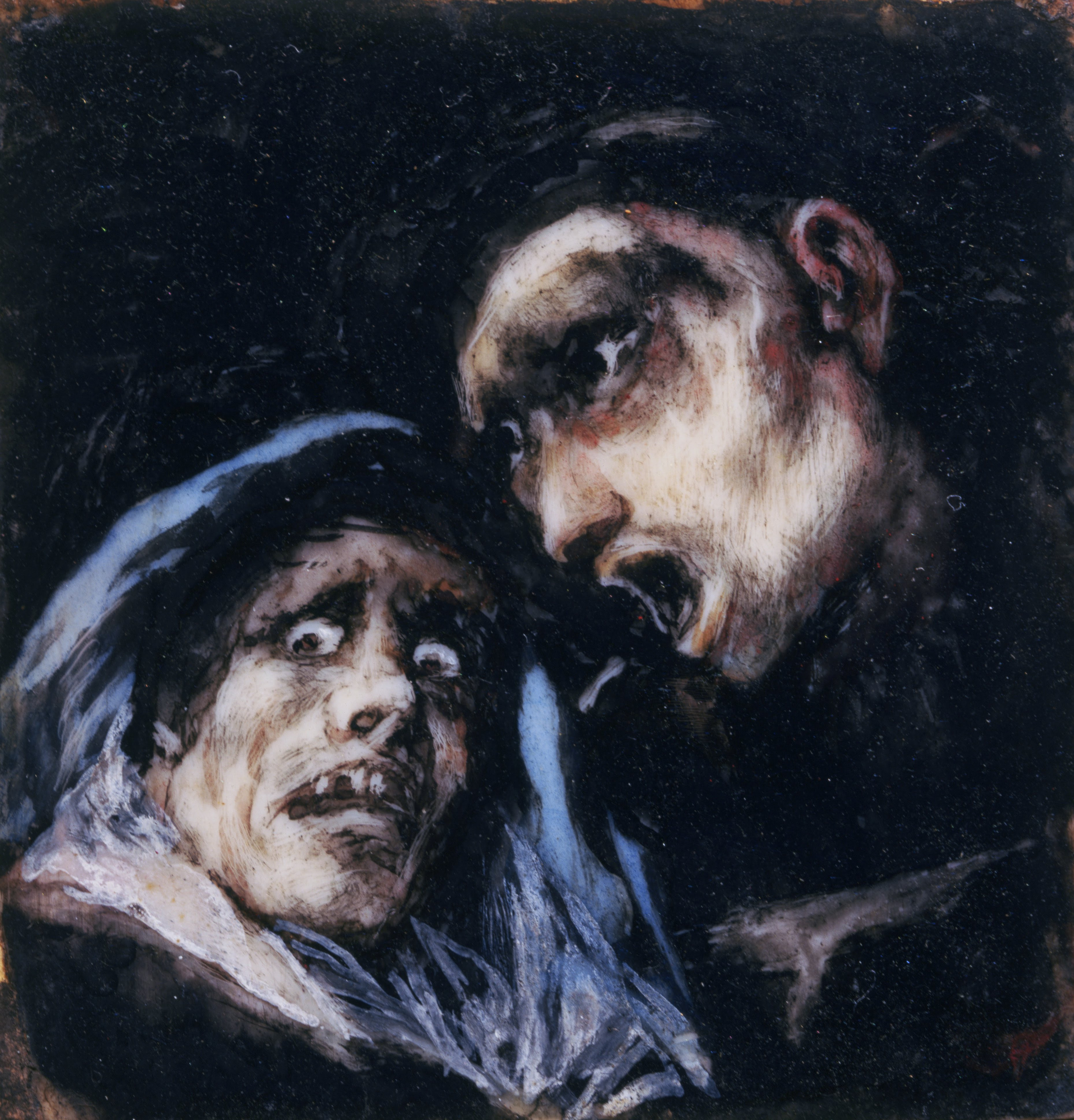
Francisco Goya, Mnich mówiący do starej kobiety, 1824–1825

#### Henry and Rose Pearlman Collection
Henry Pearlman był kolekcjonerem postimpresjonistycznej grafiki. W 1919 założył własną firmę Eastern Cold Storage, a w 1925 poślubił Rose Fried. W 1945 zaczął kupować sztukę awangardową. Pierwszą pozycją w jego zbiorach był Pejzaż Chaima Soutine’a. Przez ponad trzy dekady Pearlman nabył inne dzieła Soutine’a oraz Amedeo Modiglianiego, Paula Cézanne’a, Vincenta van Gogha, Pierre-Auguste’a Renoira, Édouard Maneta, Henriego Matisse’a i Henriego de Toulouse-Lautreca, a także innych, mniej znanych artystów. Na początku lat 50. zaczął zbierać akwarele Cézanne’a. Po jego śmierci w 1974 kolekcją zarządzała (do swej śmierci w 1994) wdowa po nim.

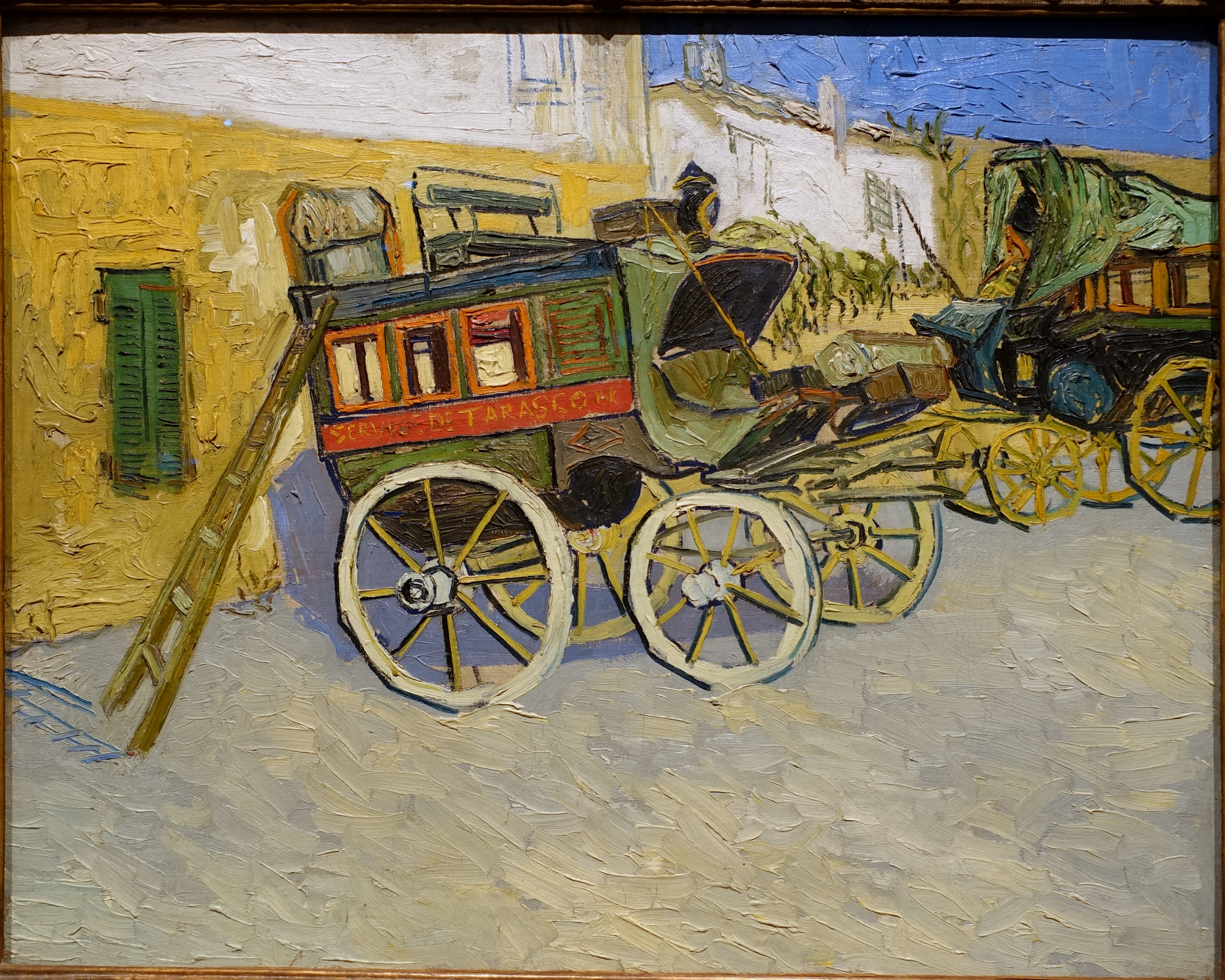
Vincent van Gogh, Dyliżans do Tarascon, 1888
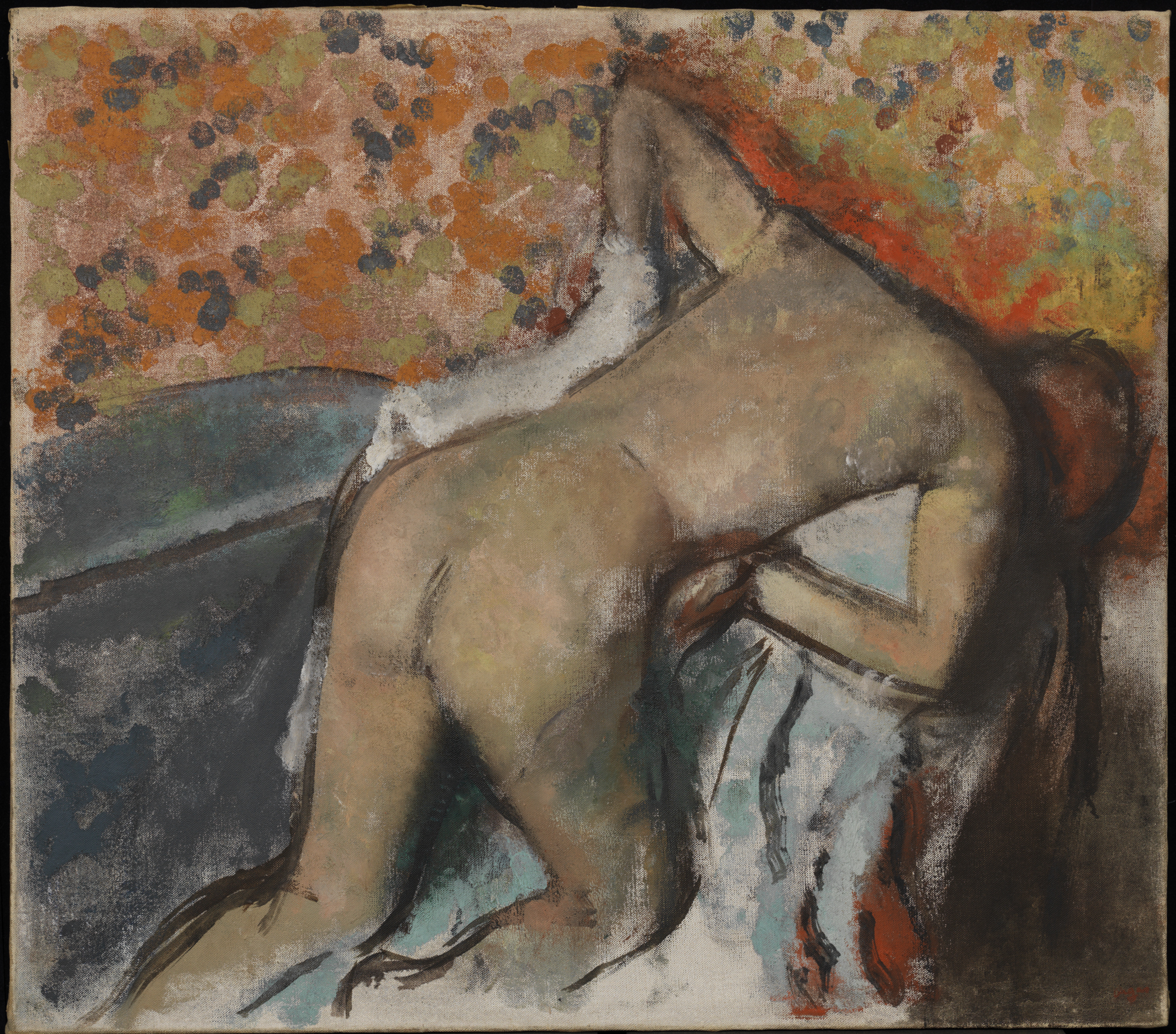
Edgar Degas, Kobieta wycierająca się po kąpieli, 1890
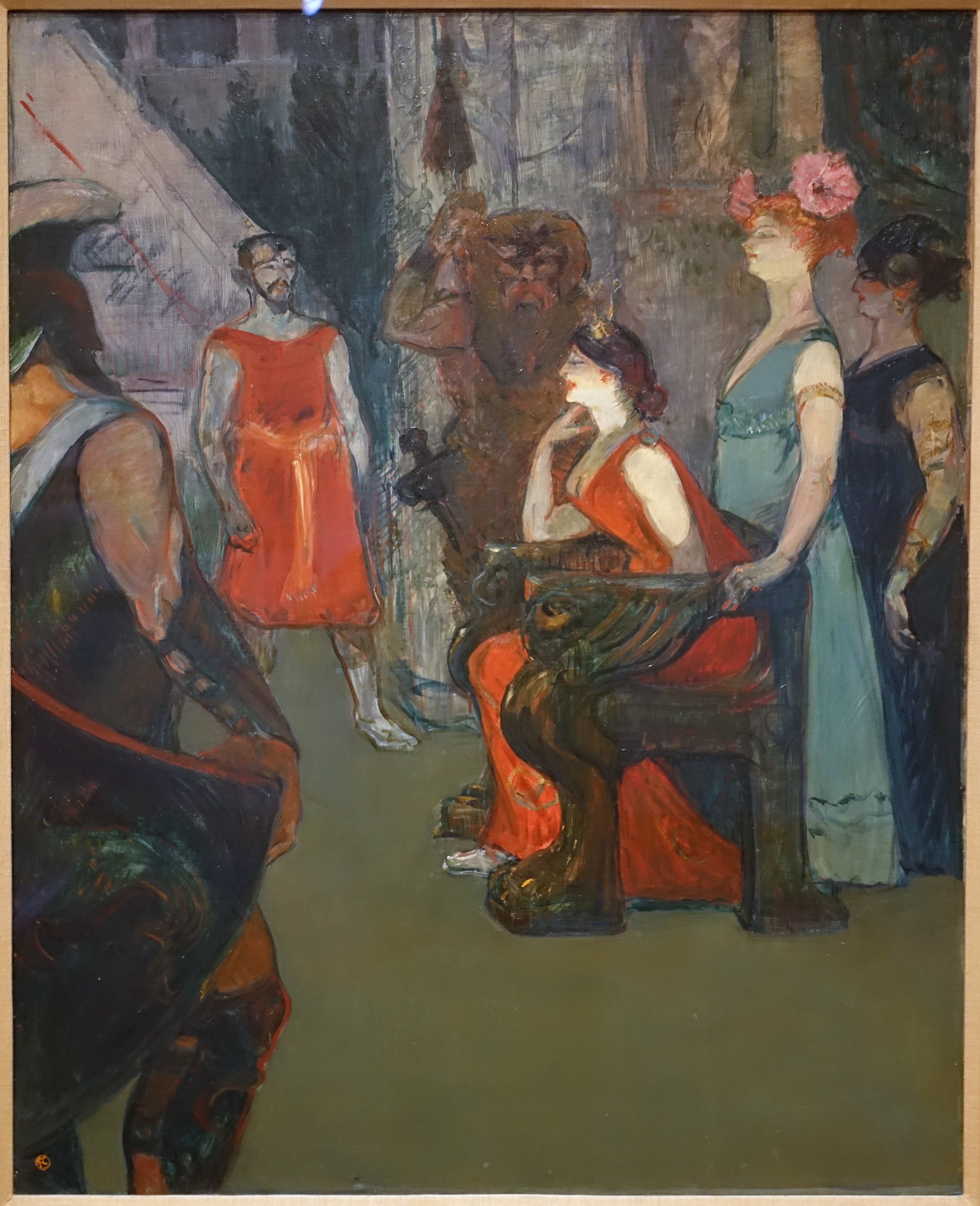
Henri de Toulouse-Lautrec, Messalina, 1900–1901
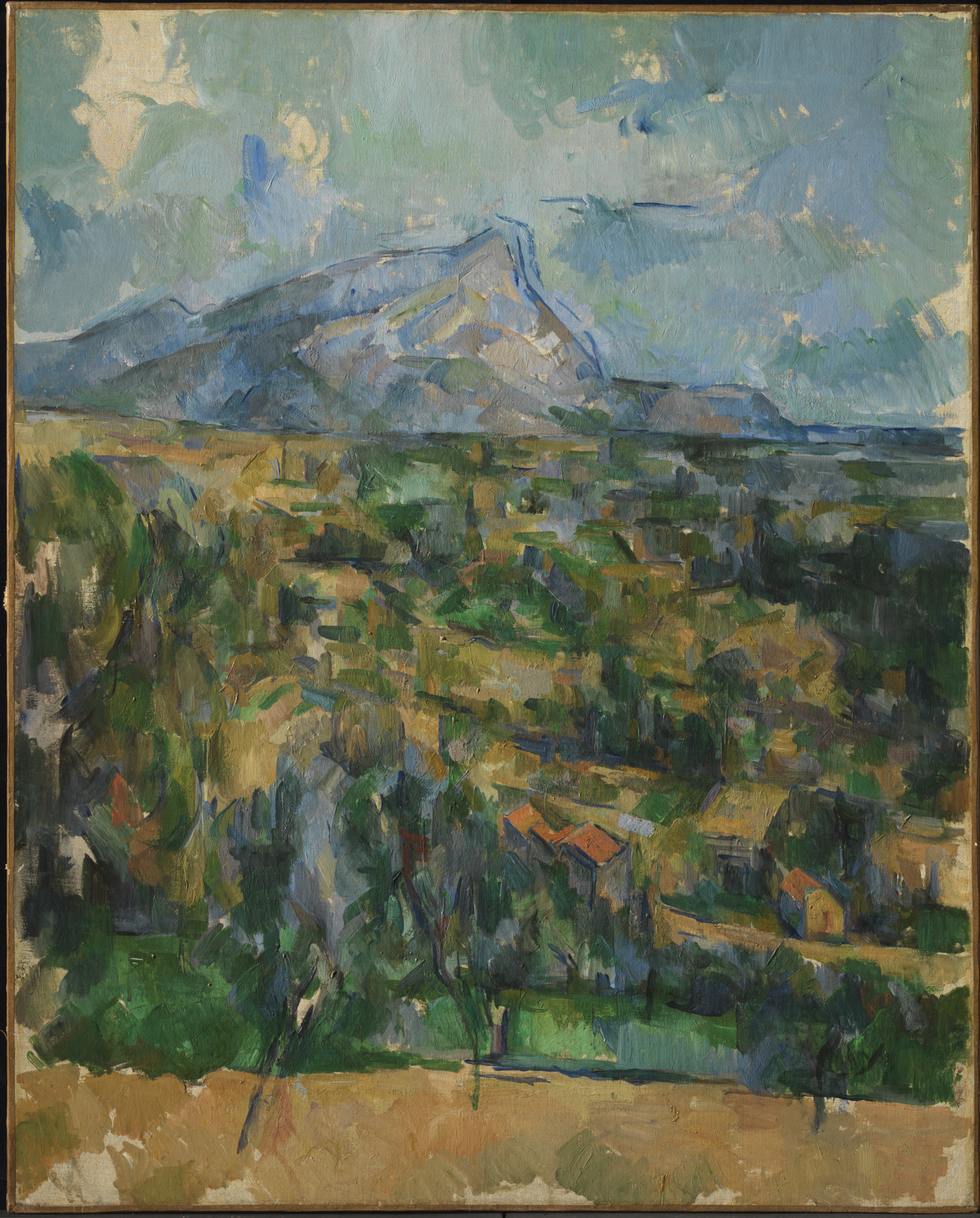
Paul Cézanne, Góra Sainte-Victoire, ok. 1904–1906
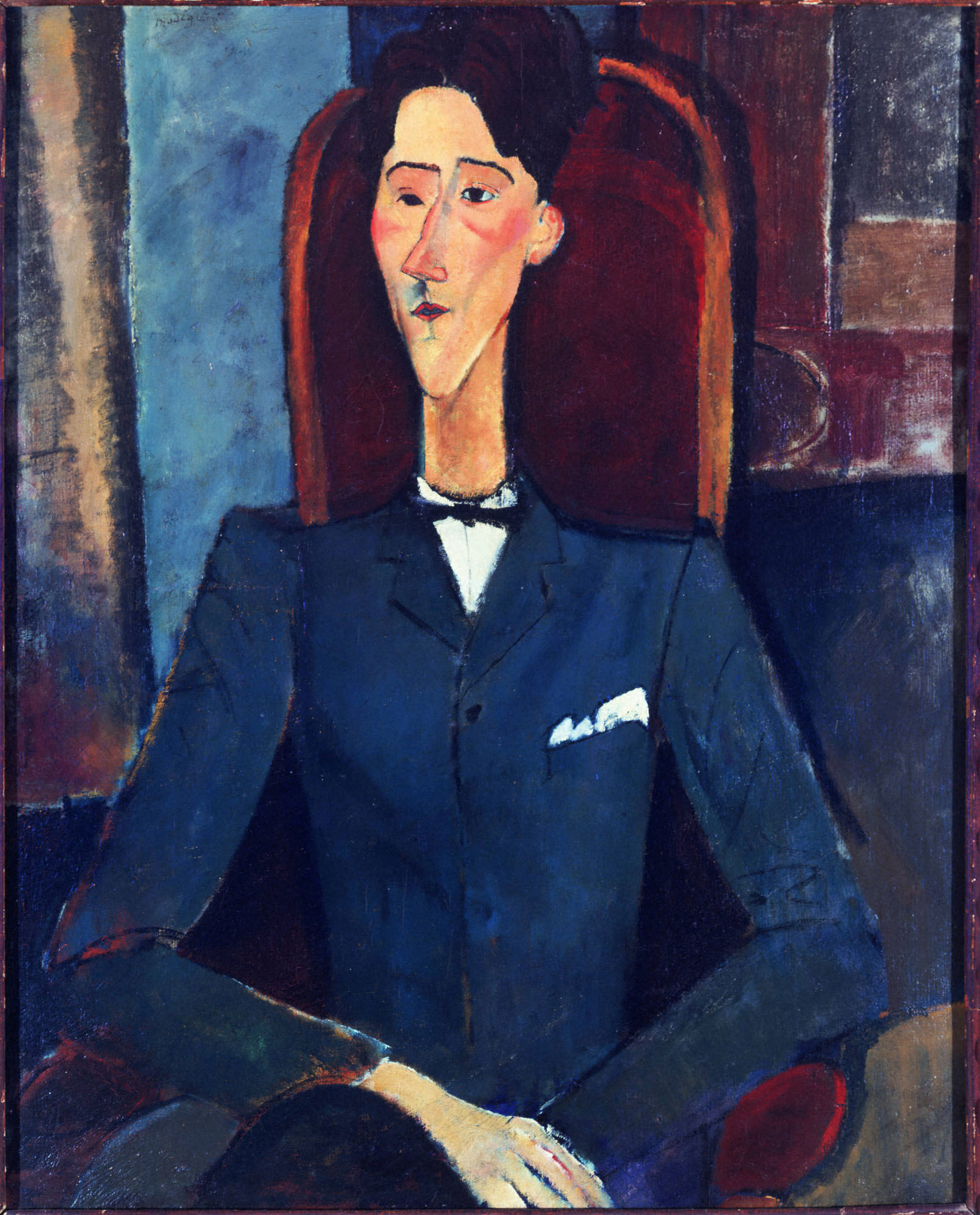
Amedeo Modigliani, Jean Cocteau, 1916
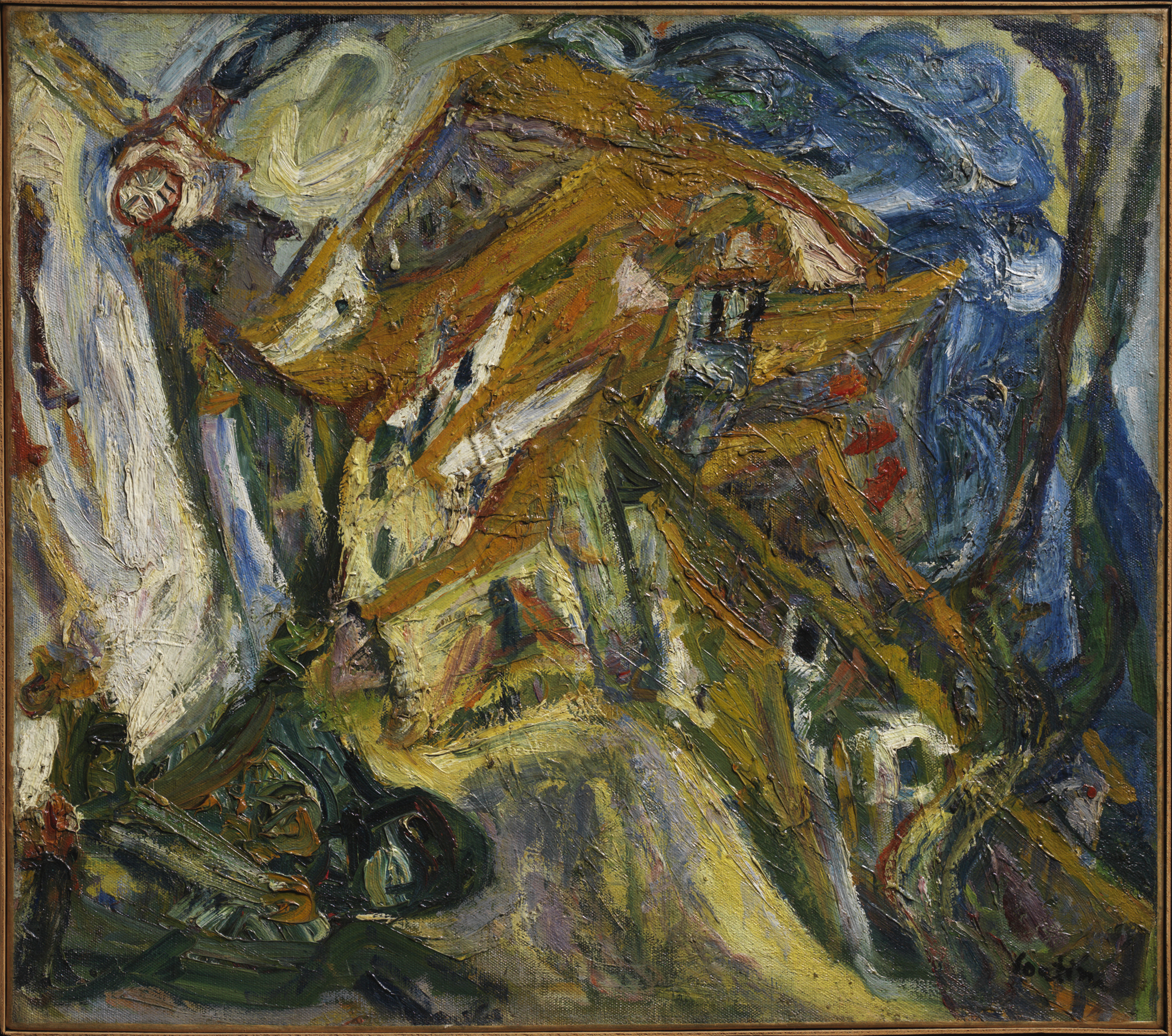
Chaim Soutine, Widok Céret, ok. 1921–1922

### Zbiory kampusu
Zbiory kampusu obejmują liczne rzeźby, obrazy, pomniki i pomniki pamiątkowe, mające znaczenie dla historii Uniwersytetu i jego tradycji. Zbiór portretów liczy ponad 600 obrazów i rzeźb, głównie podobizn ważnych osobistości Princeton, a także innych prac, związanych z historią Uniwersytetu. Portrety, zróżnicowane stylowo i tematycznie, obejmują okres od II połowy XVIII wieku do czasów współczesnych. Wśród nich znajduje się znany George Washington w bitwie pod Princeton, pędzla Charlesa Willsona Peale’a. Do innych mocnych stron kolekcji należy cykl obrazów dinozaura autorstwa wiktoriańskiego artysty i przyrodnika Benjamina Waterhouse’a Hawkinsa, zamówiony w 1876 przez ówczesnego rektora Uniwersytetu Princeton, Jamesa McCosha.

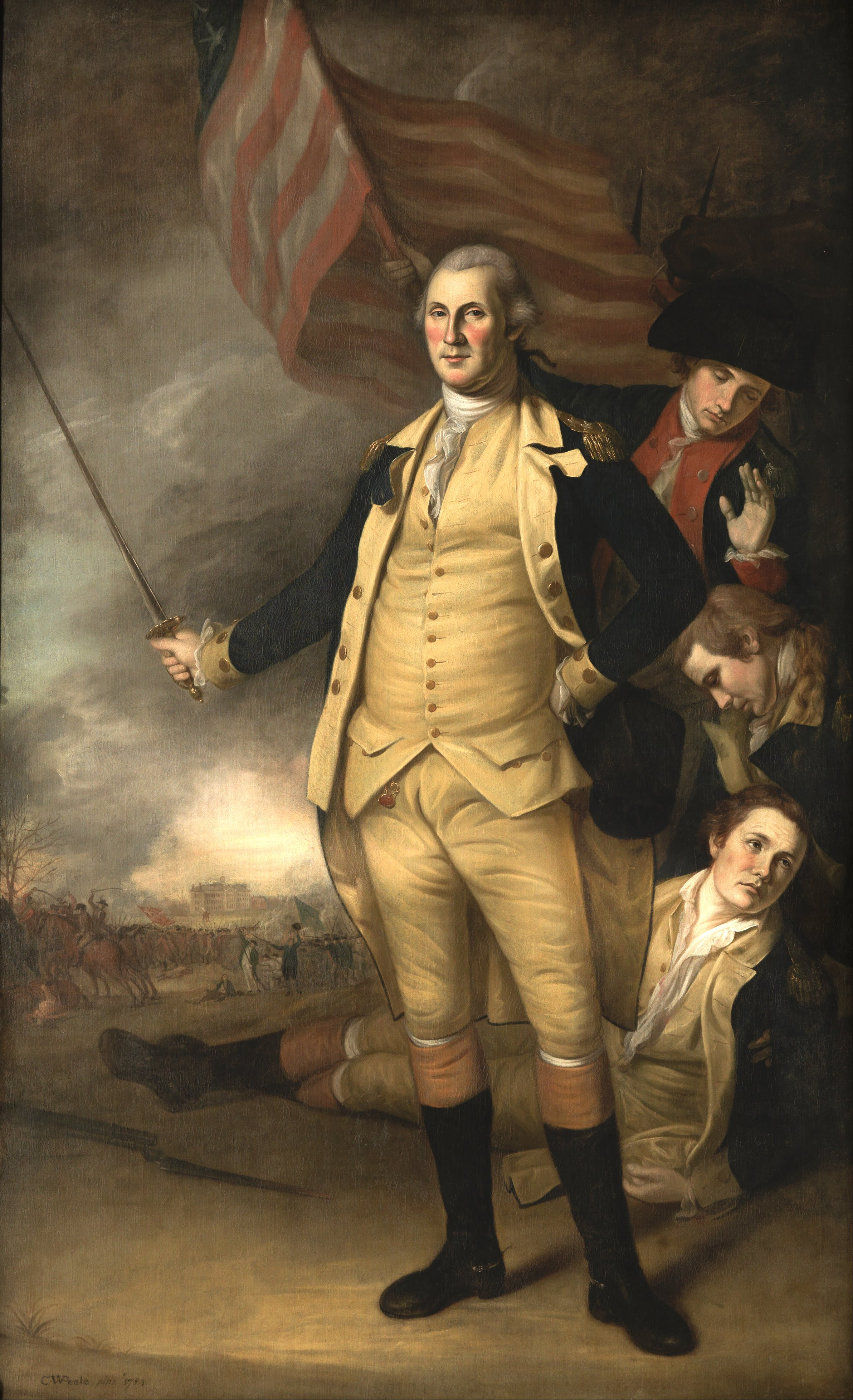
Charles Willson Peale, George Washington w bitwie pod Princeton, 1784
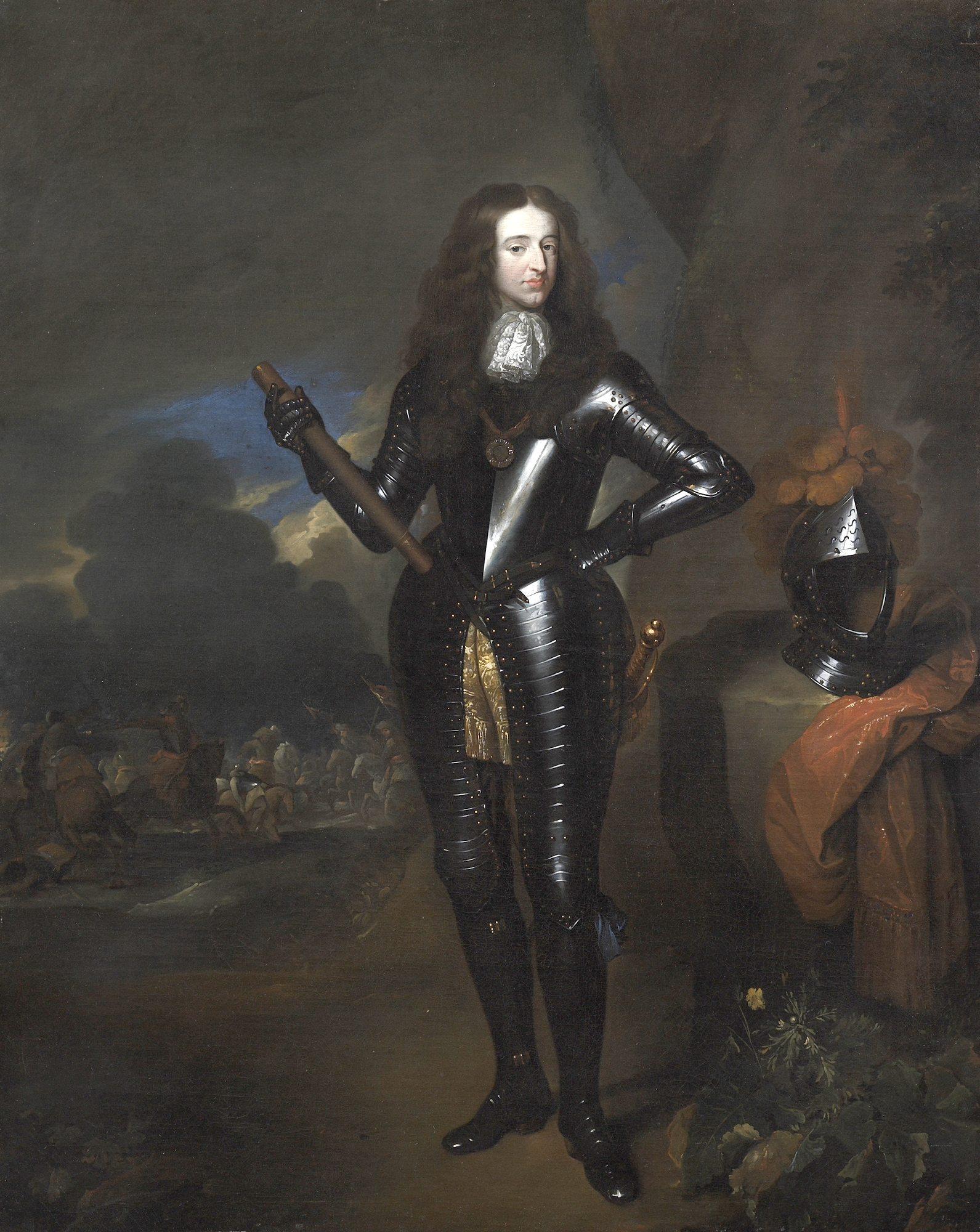
Caspar Netscher, Wilhelm III Orański, król Anglii, książę Oranii-Nassau, ok. 1672–1689[a]
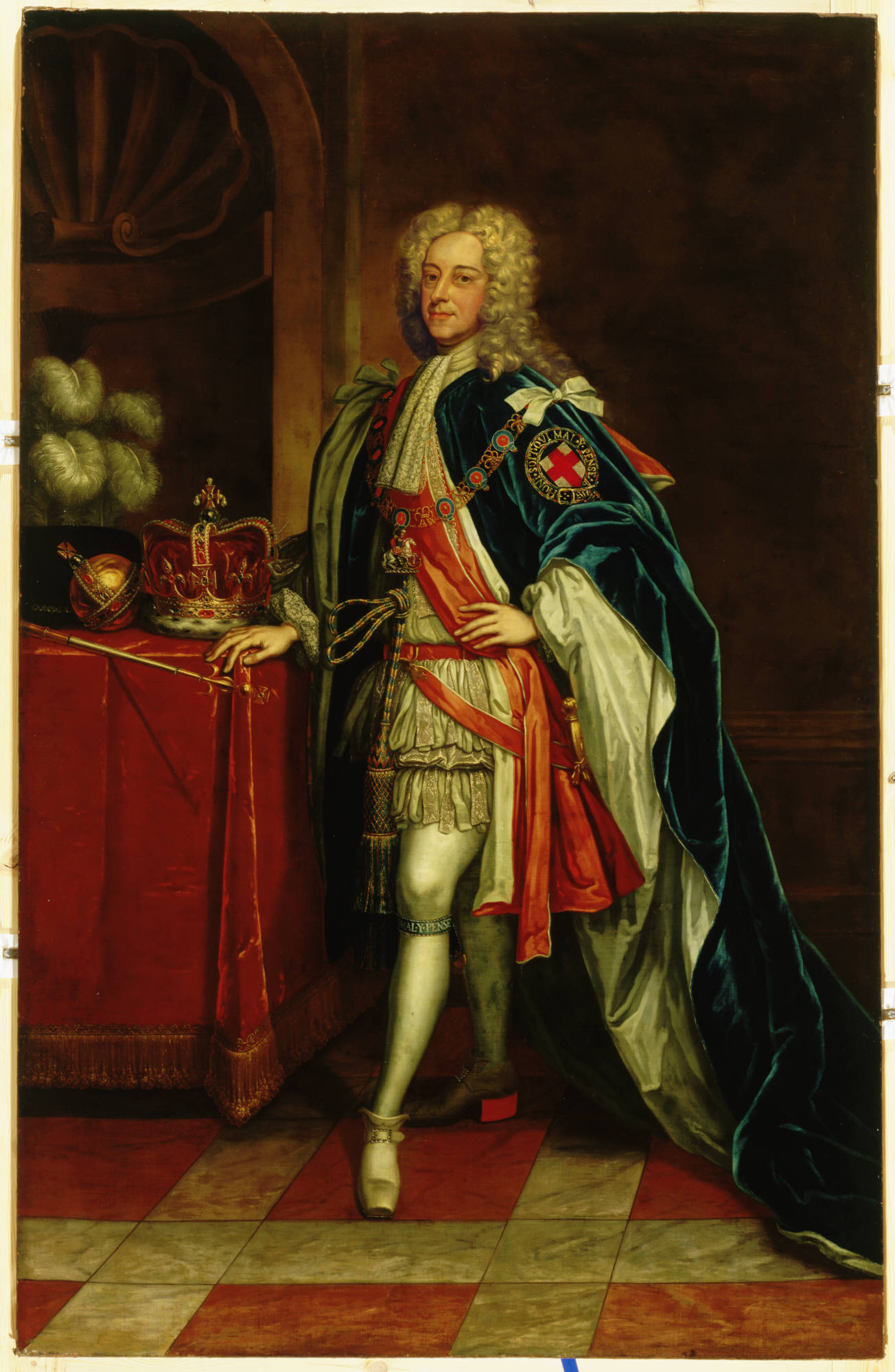
Według Godfreya Knellera, Jerzy II, król Anglii, ok. 1727–1732[b]
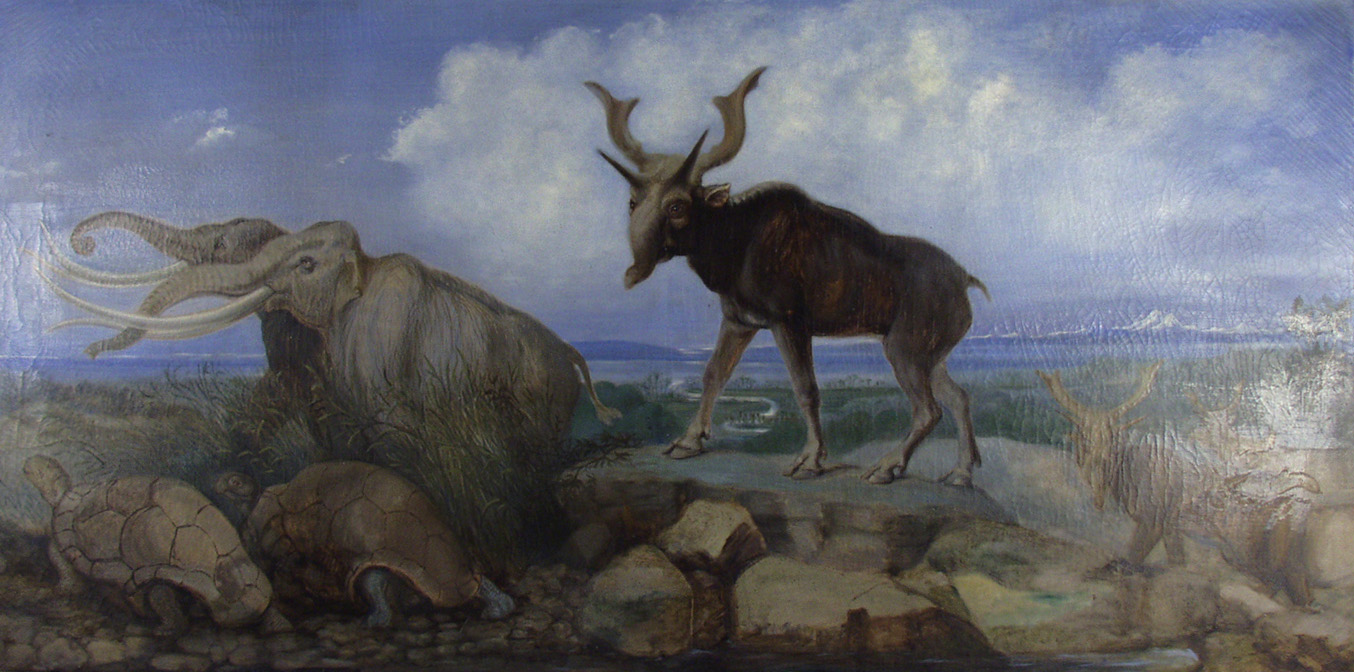
Benjamin Waterhouse Hawkins, Fauna plejstoceńska Azji, 1876
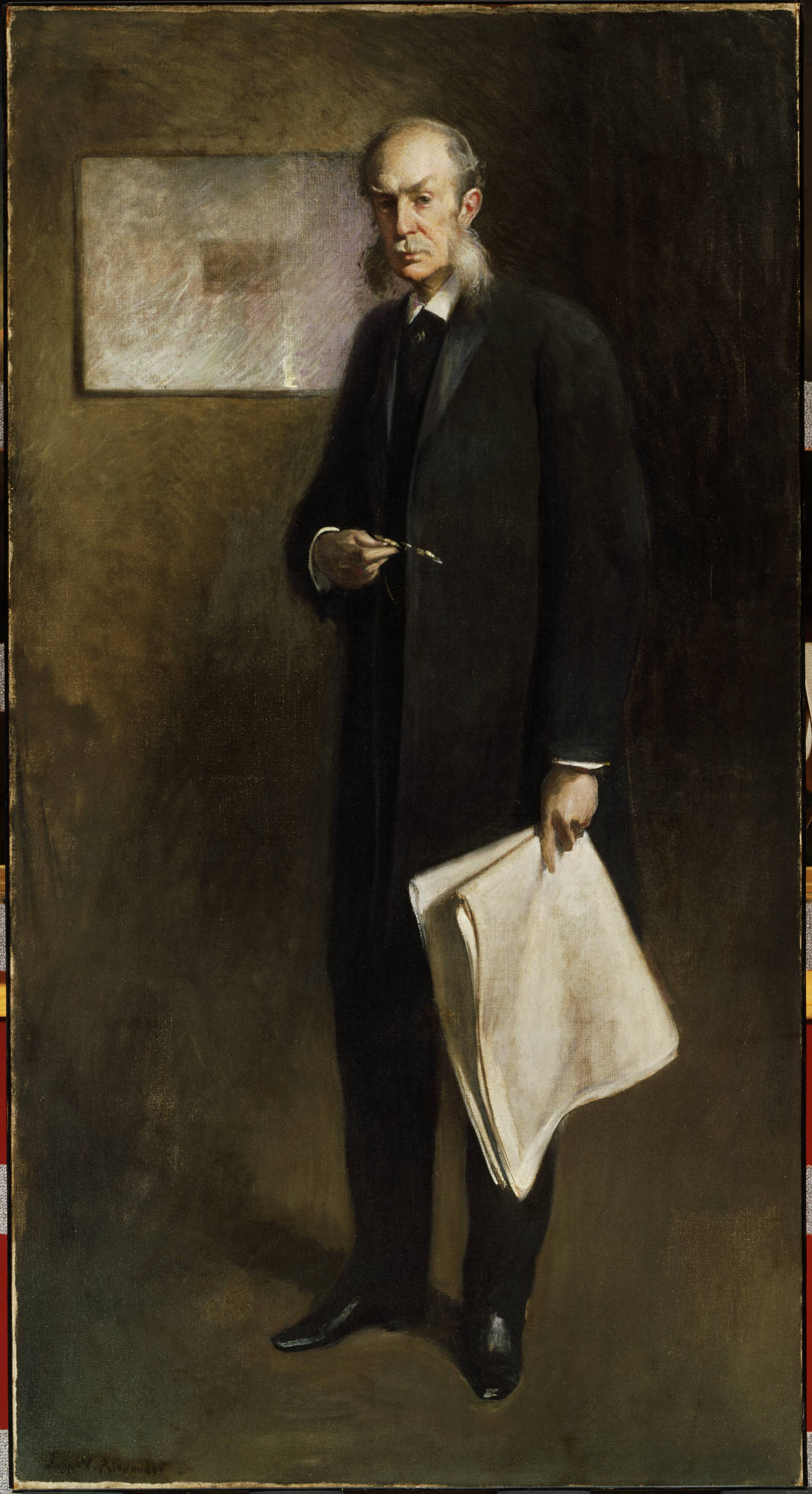
John White Alexander, Henry G. Marquand, 1896

#### John B. Putnam Jr. Memorial Collection
Ważną częścią zbiorów są też 22 rzeźby plenerowe, należące do John B. Putnam Jr. Memorial Collection, rozsiane po całym kampusie. Kolekcja Putnama jest efektem przekazania w latach 60. przez anonimowego darczyńcę funduszu w wysokości 1 miliona dolarów w celu upamiętnienia studenta Uniwersytetu w Princeton, porucznika Johna B. Putnama juniora, który w czasie II wojny światowej został wcielony do wojsk lotniczych, a zginął 19 lipca 1944 w katastrofie lotniczej w Anglii. Kolekcja została skompletowana w 1974 i należy do największych, pojedynczych zbiorów sztuki publicznej. Wchodzące w jej skład rzeźby wyszły spod ręki czołowych artystów XX wieku.
Do najważniejszych spośród nich należą:
- Henry Moore – Owal z punktami (1969–70), abstrakcyjna praca z brązu, mierząca około 3,7 m średnicy, zainspirowana czaszką słonia, podarowaną artystom przez biologa Juliana Huxleya
- Arnaldo Pomodoro – Sphere VI
- David Smith – Cubi XIII, 3-metrowej wysokości rzeźba ze stali nierdzewnej
- Pablo Picasso – Głowa kobiety, odlana z betonu w 1962 na podstawie makiety Picassa przez norweskiego artystę Carla Nesjara, osobiście wybranego przez Picassa
- Jacques Lipchitz – Pieśń samogłosek, mierząca ponad 3 m wysokości, umieszczona na postumencie, pojawiła się w 1969 jako pierwsza na terenie kampusu
- Louise Nevelson – Atmosphere and Environment X, wysoka na blisko 7 m, była pierwszą monumentalną pracą plenerową artystki, wykonaną ze stali Cor-ten
- George Segal – Abraham i Izaak: ku pamięci 4 maja 1970 na Kent State University
- Clement Meadmore – Upstart 2, 7-metrowej długości rzeźba ze stali Cor-ten
- Naum Gabo – Temat sferyczny, stalowa kula, mierząca ok. 2,7 m średnicy
- Alexander Calder – Pięć dysków: jeden pusty (1969–70), stalowa konstrukcja, wysoka na blisko 9 m, składa się z 4 dysków, pomalowanych pierwotnie przez artystę w kolorze pomarańczowym, a później przemalowana przez niego na czarno;
- Antoine Pevsner – Konstrukcja w trzecim i czwartym wymiarze, rzeźba z brązu, o wysokości ponad 3 m, zrealizowana dla upamiętnienia duńskiego naukowca, Nielsa Bohra[12].

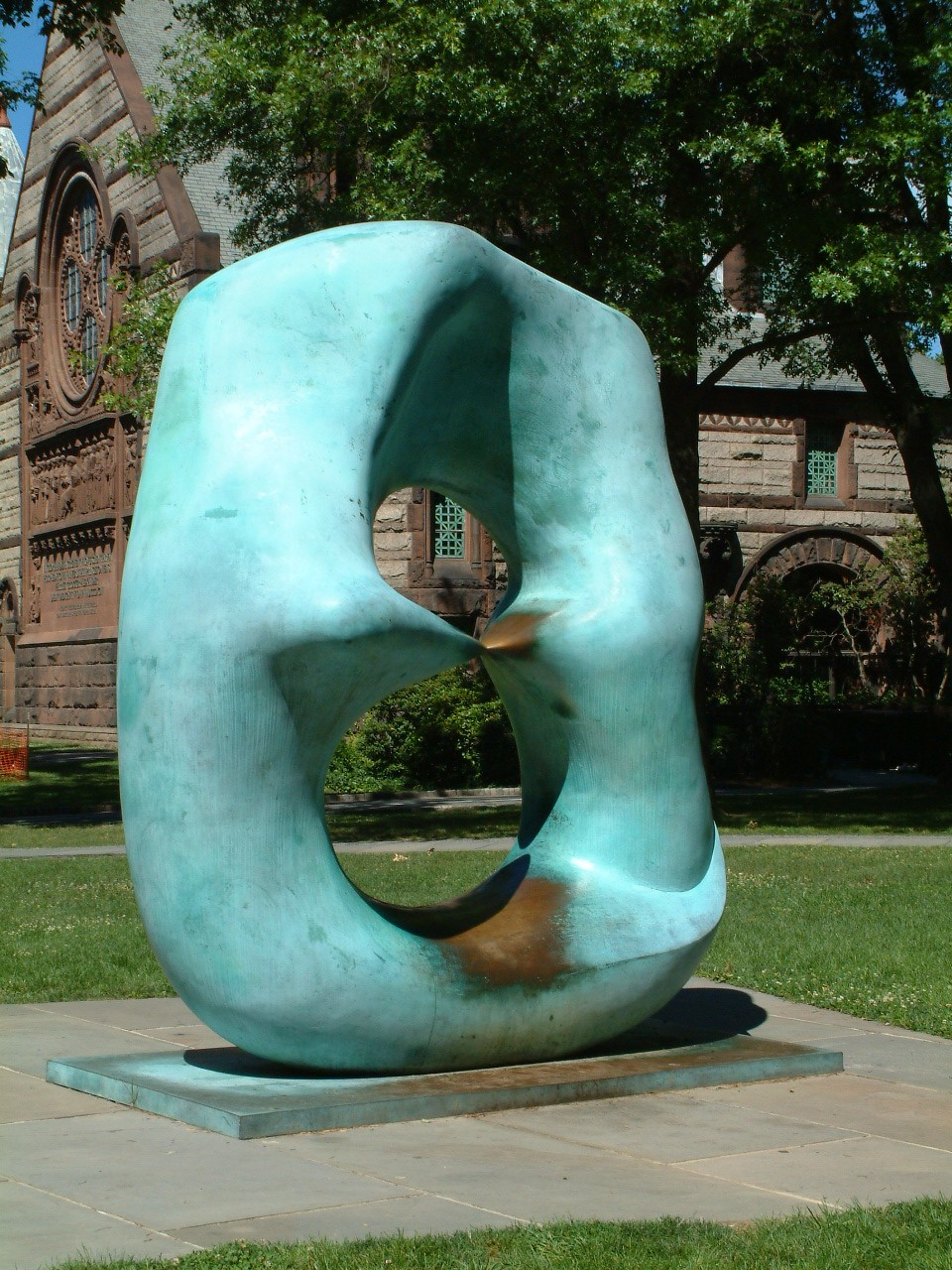
Henry Moore, Owal z punktami
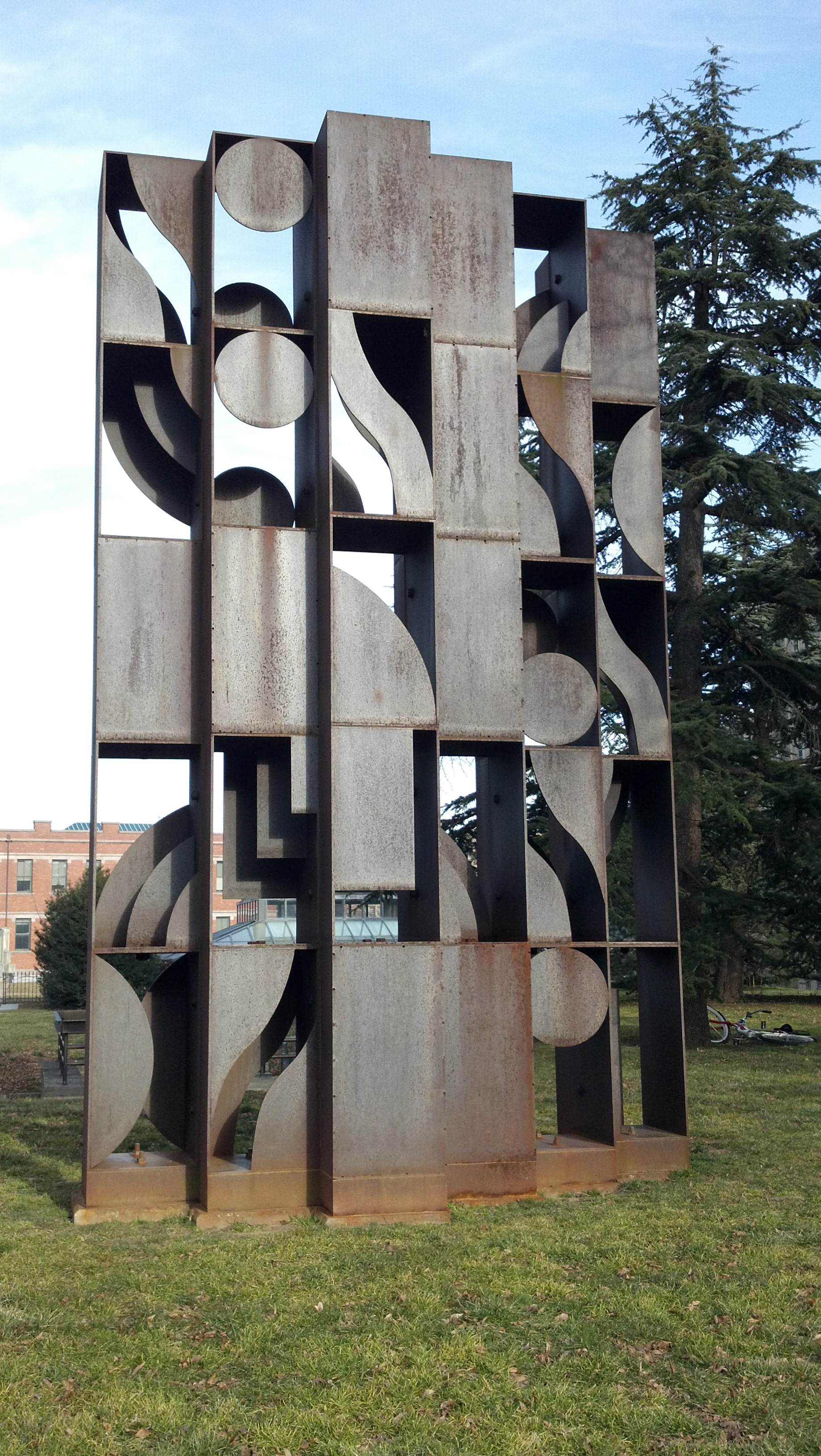
Louise Nevelson, Atmosphere and Environment X
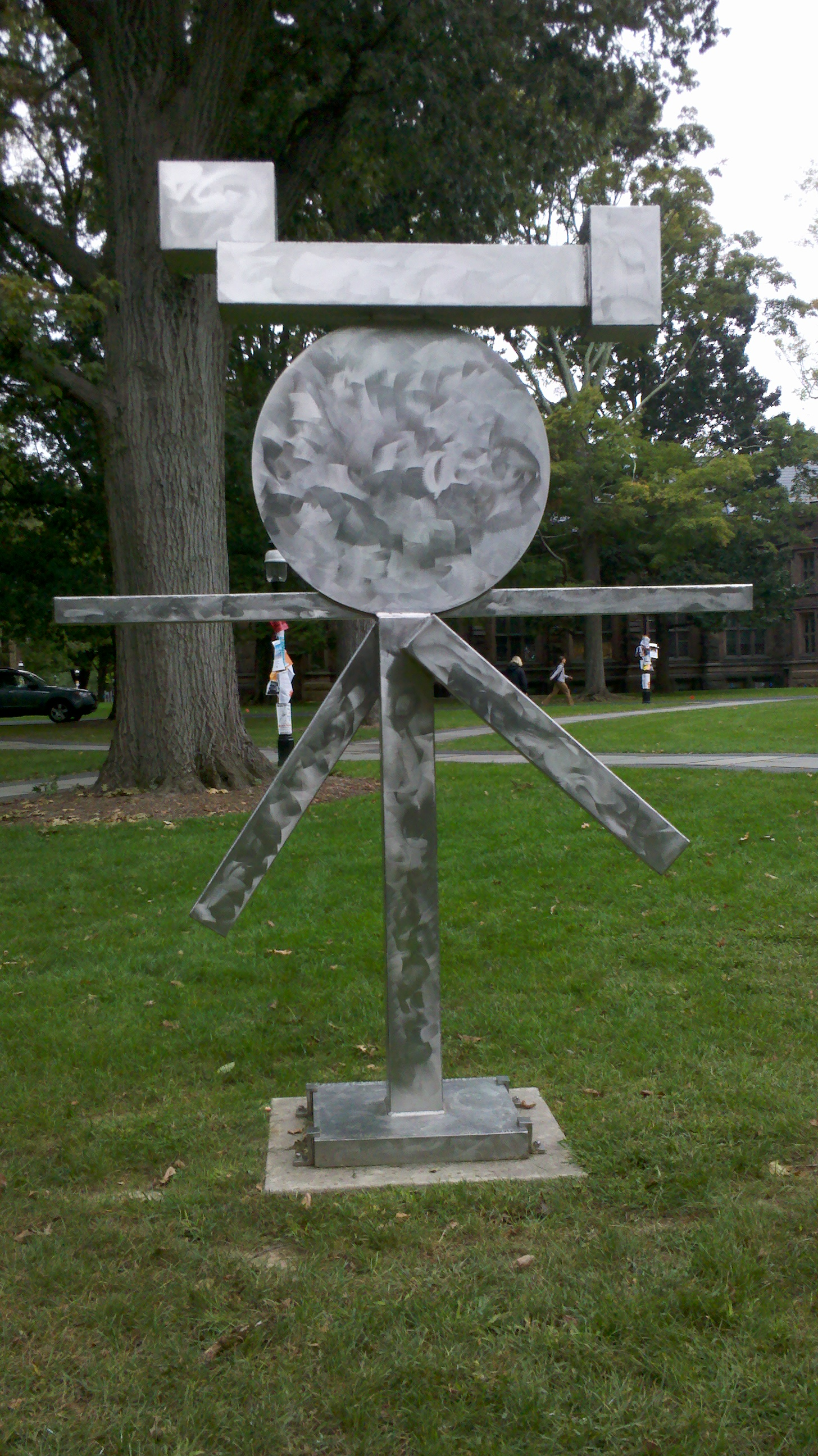
David Smith, Cubi XIII
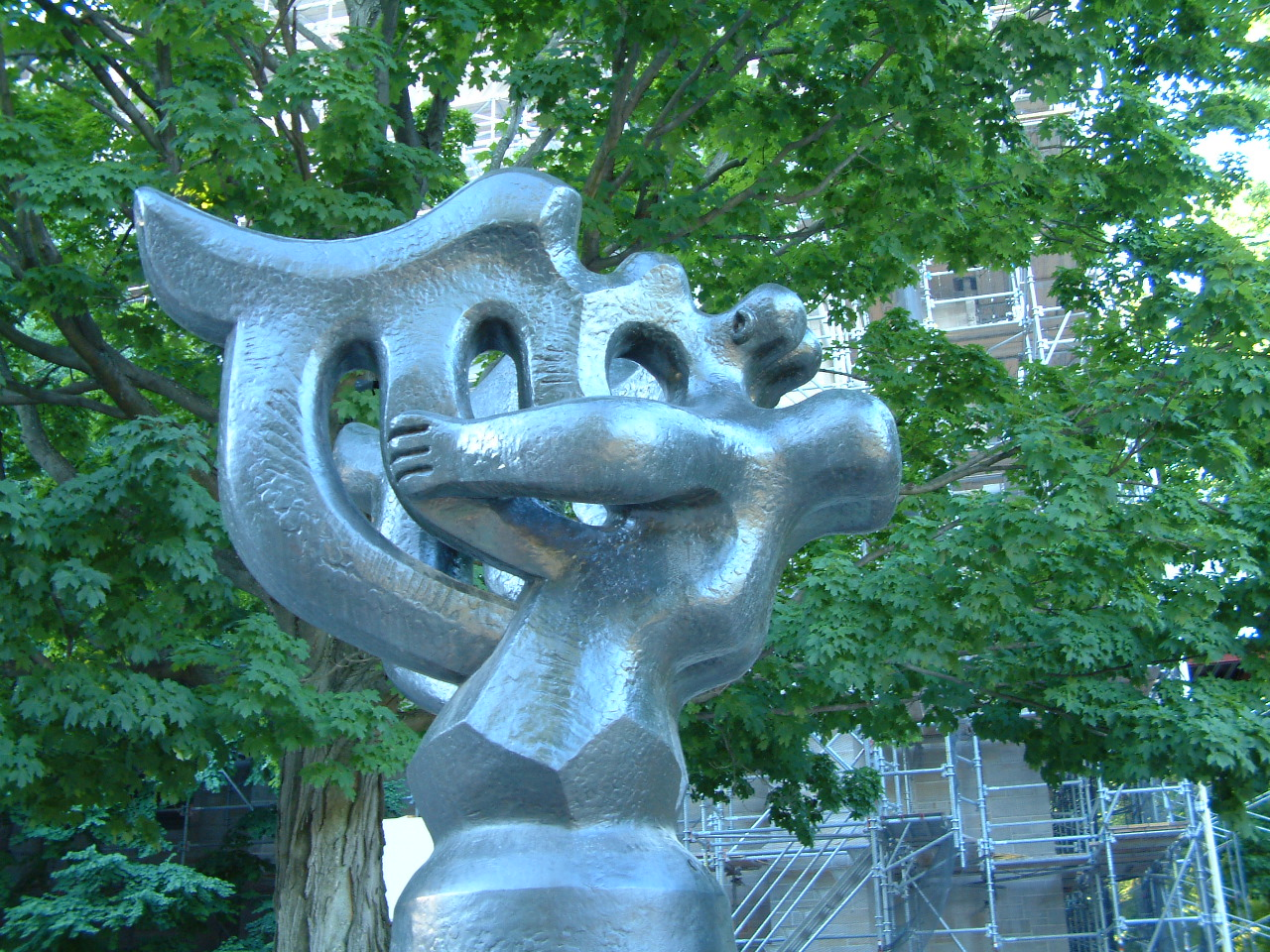
Jacques Lipchitz, Pieśń samogłosek
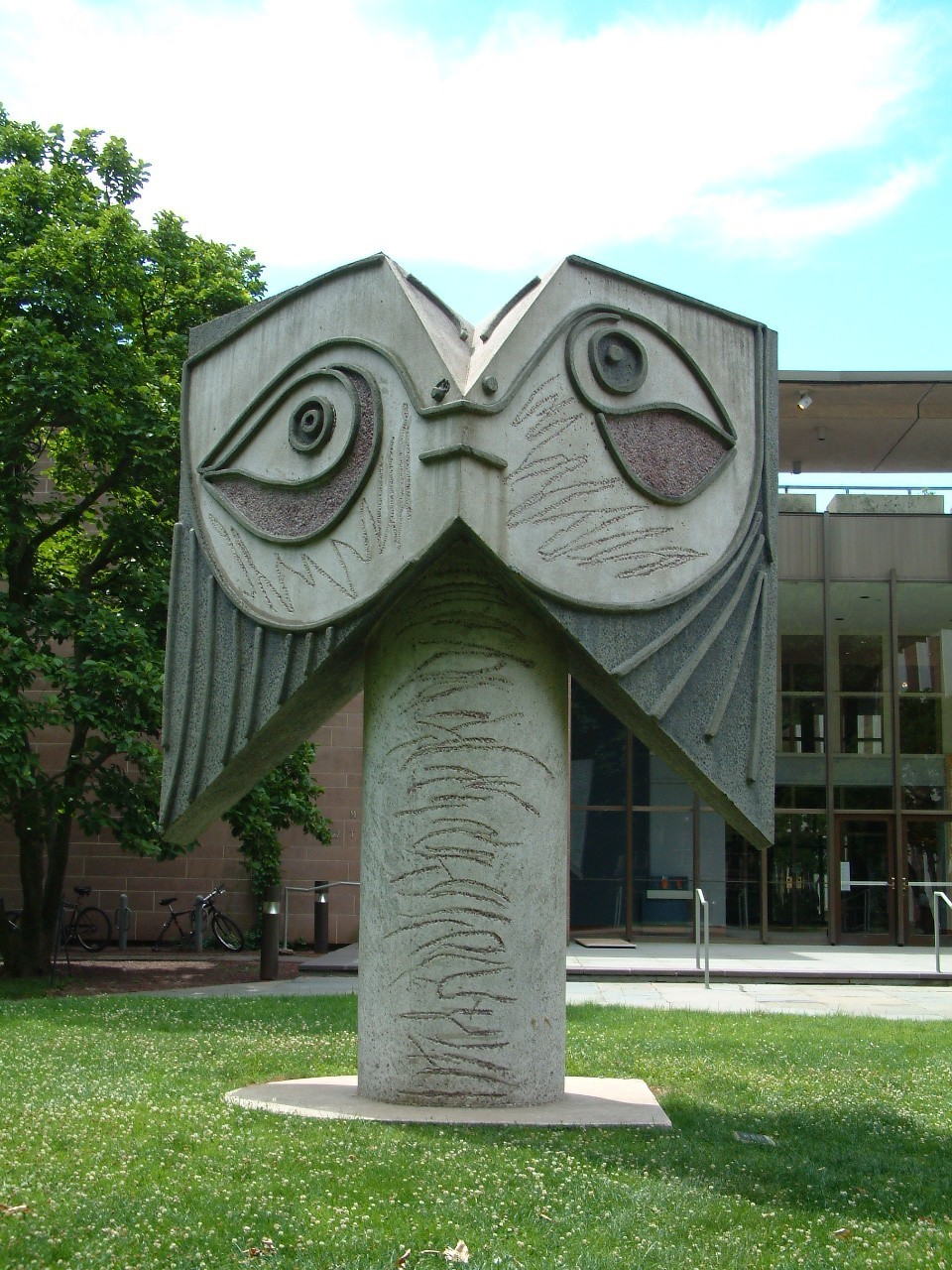
Pablo Picasso, Głowa kobiety
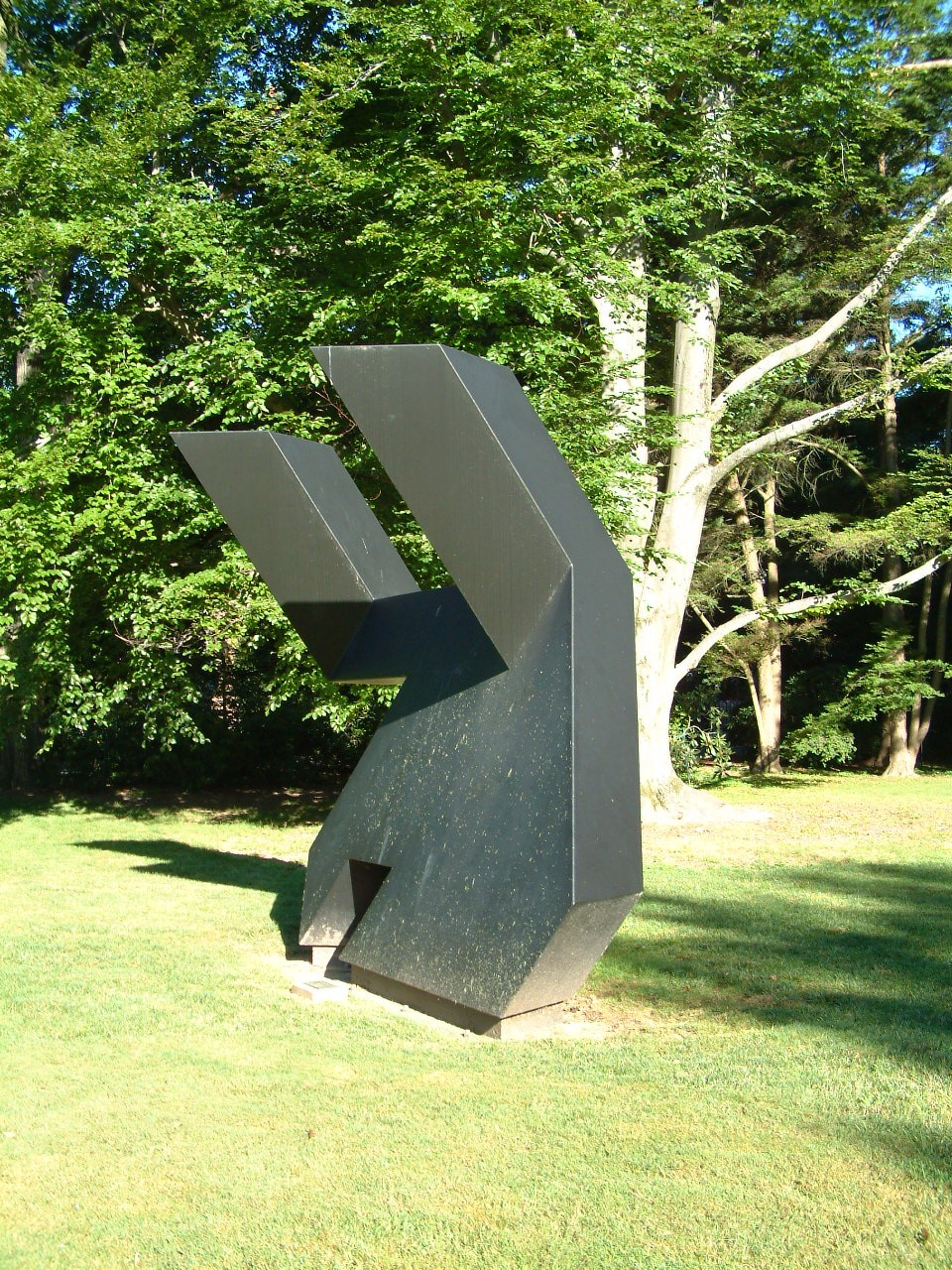
Tony Smith, Mojżesz

### Sztuka nowoczesna i współczesna
Dział sztuki nowoczesnej i współczesnej obejmuje prace stworzone we wszystkich krajach, począwszy od 1870 do dziś, w tym: malarstwo, rzeźba, wideo i performance. Eksponaty tego działu muzeum zaczęło w sposób systematyczny gromadzić pod koniec lat 40. drogą darowizn lub zapisów. Wśród artystów, których prace składają się na ten dział sztuki, są takie nazwiska jak: Claude Monet, Édouard Manet, Odilon Redon, Wassily Kandinsky, Gabriele Münter, Emil Nolde, Max Ernst, Pablo Picasso, Yves Tanguy, Hans Arp i Ilja Riepin. Spośród artystów powojennych w galerii reprezentowani są: Willem de Kooning (obraz Czarny piątek), William C. Seitz, Romare Bearden, Lee Bontecou, Dan Flavin, Yayoi Kusama, Sol LeWitt, Morris Louis, Ad Reinhardt, Martha Rosler, David Smith, Robert Smithson, Frank Stella i Hannah Wilke. Sztuke pop-artu reprezentują prace George’a Segala, Toma Wesselmanna i Andy’ego Warhola (Błękitna Marilyn). Po 2008 w zbiorach muzeum pojawiły się prace następujących artystów współczesnych: Doug Aitken, Jennifer Allora & Guillermo Calzadilla, Polly Apfelbaum, Sanford Biggers, Ellen Gallagher, Wade Guyton, Matthew Day Jackson, Wangechi Mutu, Javier Téllez.

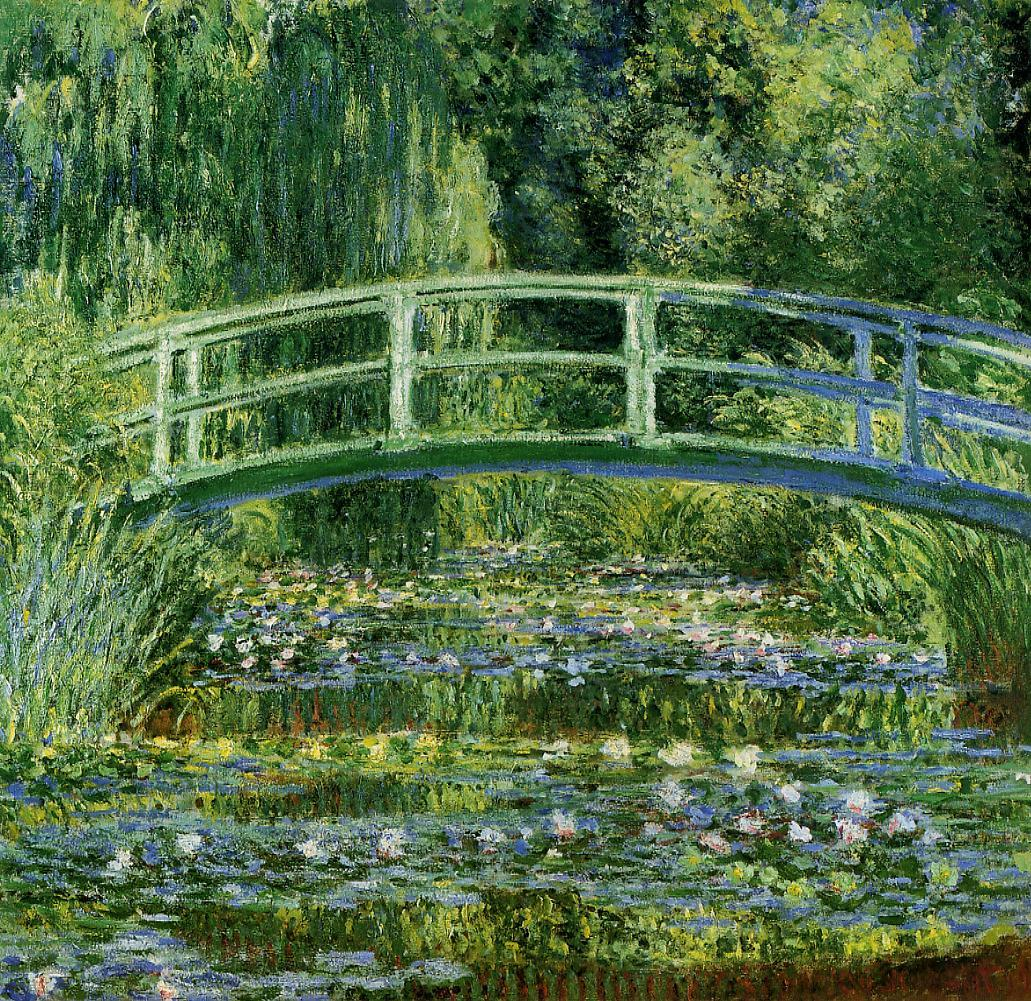
Claude Monet, Staw z liliami wodnymi, 1897–1899
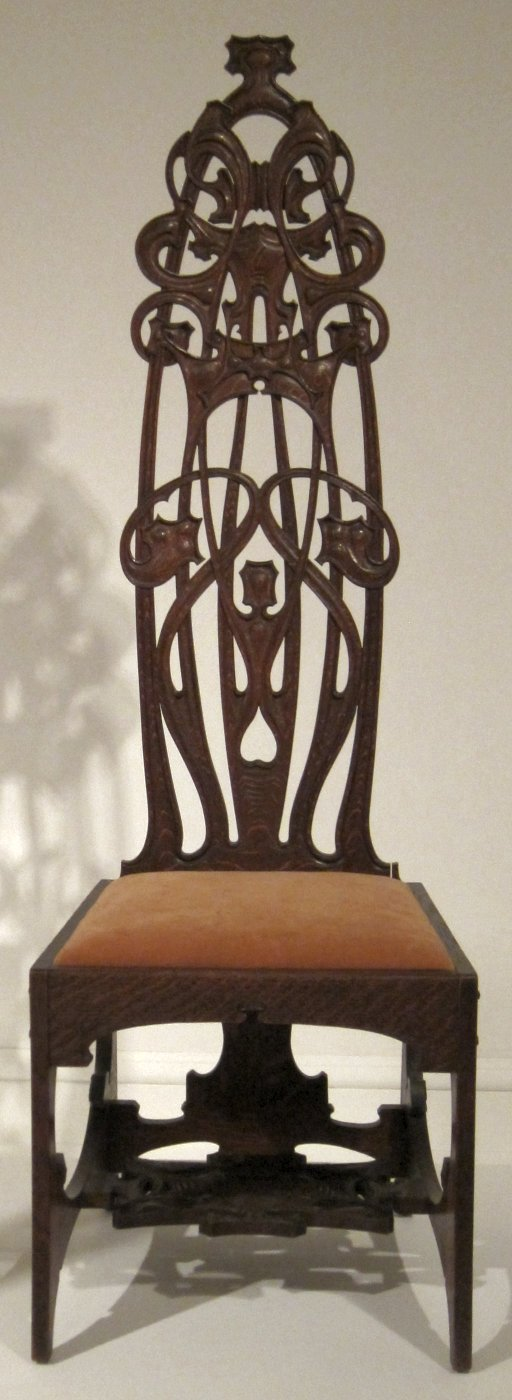
Charles Rohlfs, Dębowe krzesło, 1898–1899
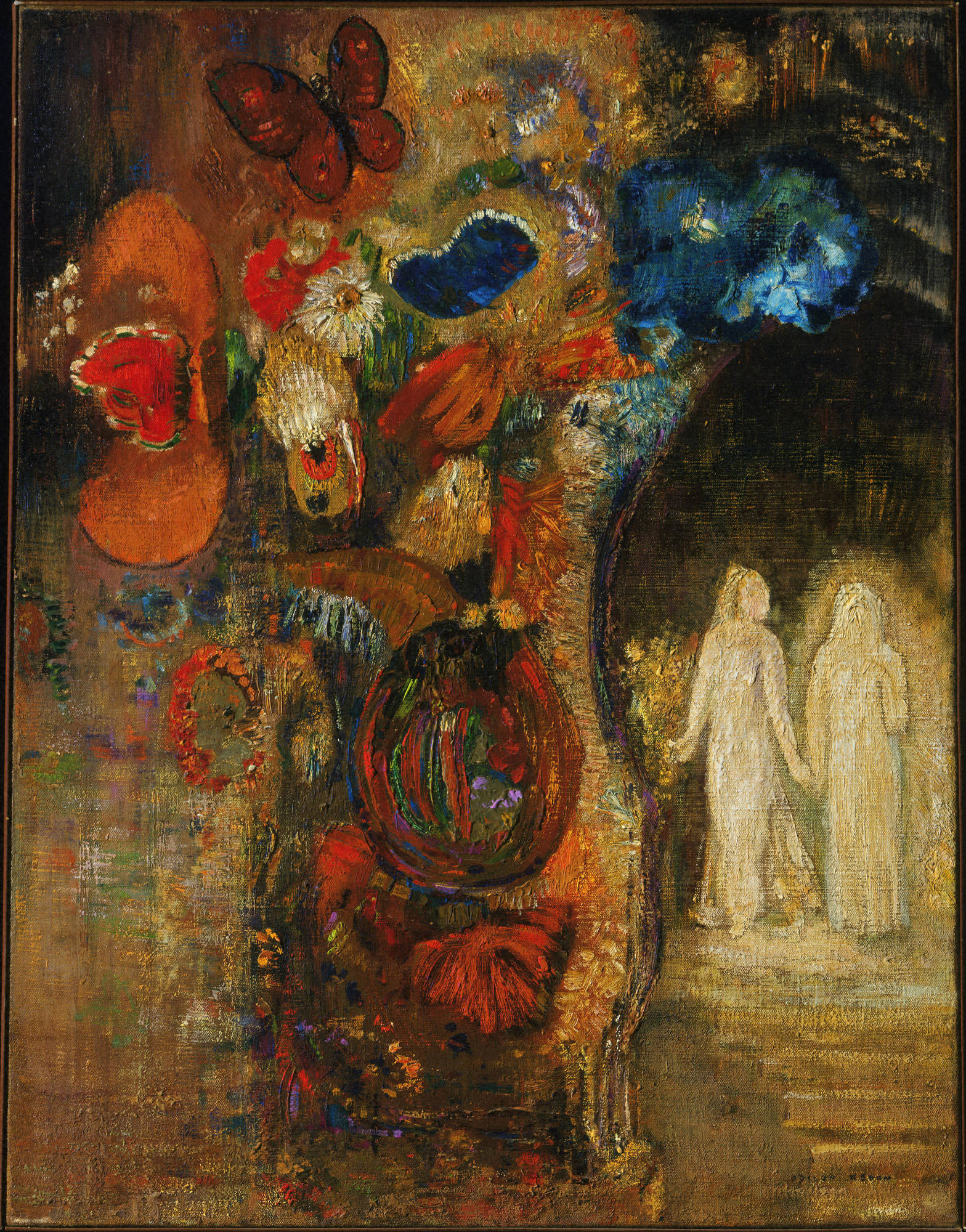
Odilon Redon, Zjawa, 1905–1910
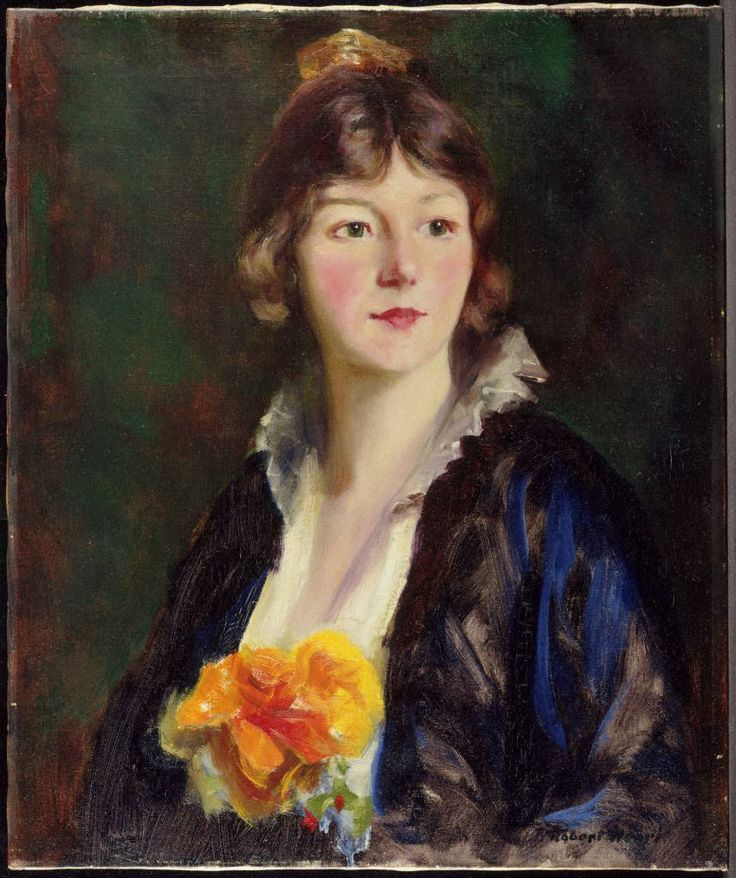
Robert Henri, Mildred Clarke von Kienbusch, 1914
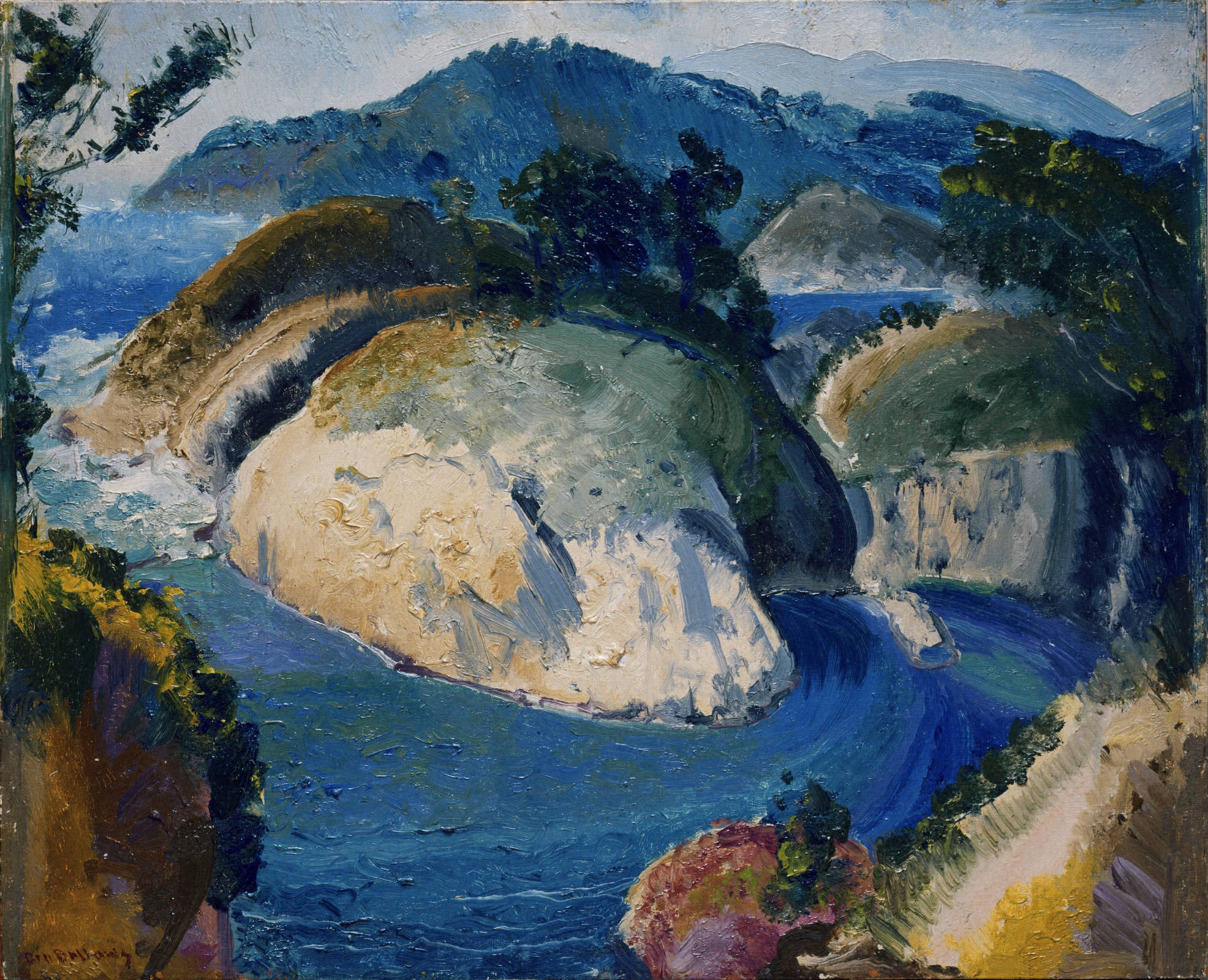
George Bellows, Przylądki Kalifornii, 1917
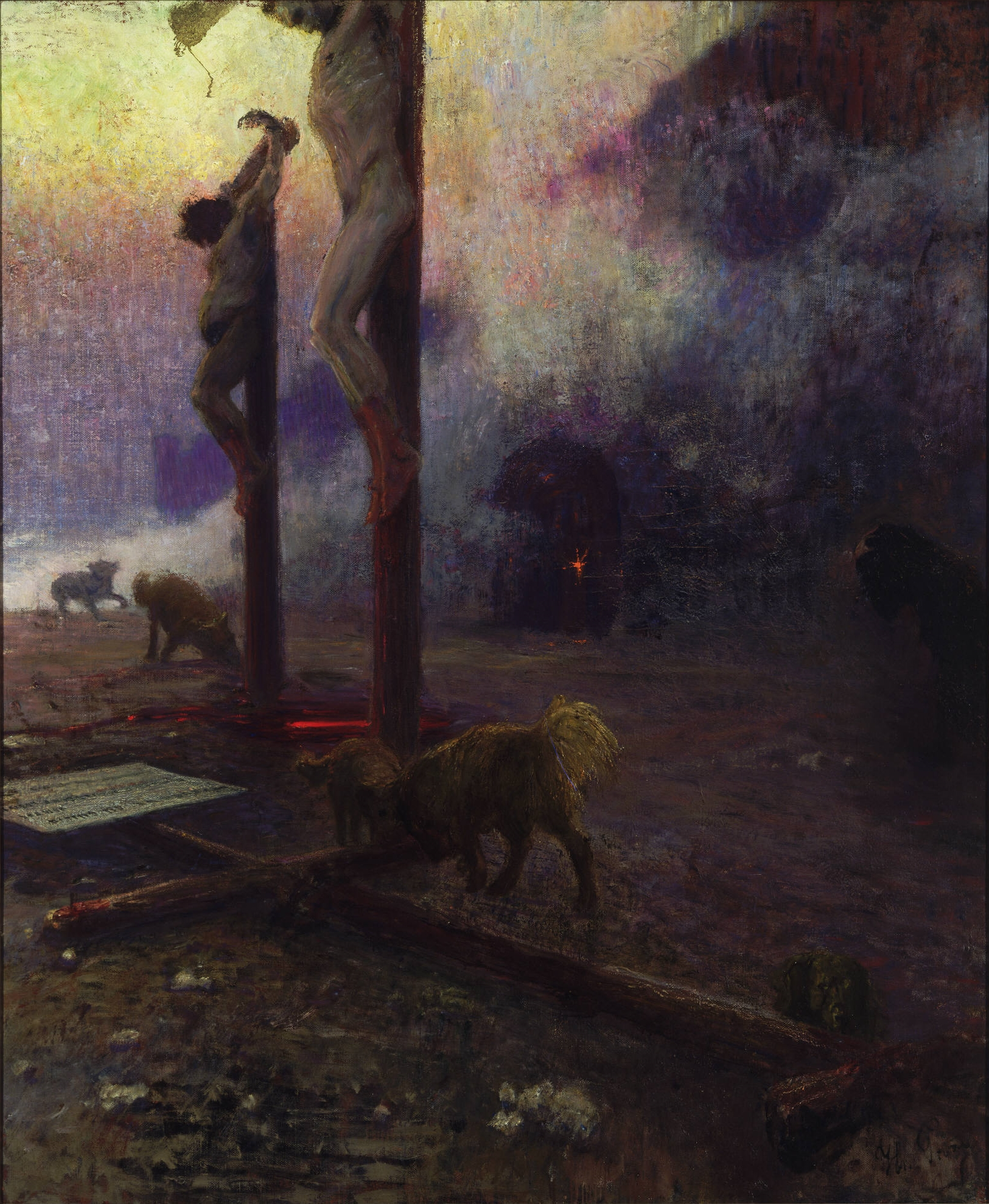
Ilja Riepin, Golgota, 1921–1922

### Grafika i rysunek
Kolekcja grafiki i rysunków zawiera ponad 15 tysięcy prac na papierze oraz kilkaset iluminowanych manuskryptów i drukowanych książek artystów europejskich i amerykańskich, począwszy od XIV wieku do dziś, a także wybrane eksponaty malarstwa miniaturowego z Persji i Indii. Do mocnych stron kolekcji Princeton należą zbiory sztychów i rycin autorstwa Jacques’a Callota i Hendrika Goltziusa oraz prace takich artystów, jak: Martin Schongauer, Albrecht Dürer, Rembrandt i Francisco Goya. Włoskie rysunki z XVII i XVIII wieku reprezentują autorstwa Guercina, Salvatora Rosy, Giambattisty i Giandomenica Tiepola. Pozostałe eksponaty tego działu to: hiszpańskie rysunki renesansowe i barokowe, XVIII- i XIX-wieczne druki i rysunki francuskie i brytyjskie, amerykańskie rysunki, szkice i akwarele, w tym prace Winslowa Homera, Edwarda Hoppera i Georgii O’Keeffe, oraz modernistyczne i współczesne grafiki i rysunki latynoamerykańskie. Zbiory rysunków i grafik powstały w latach 30. i 40. dzięki darowiznom i zapisom absolwentów Uniwersytetu w Princeton: Juniusowi S. Morganowi i Danowi Fellowsowi Plattowi, dyrektorowi Muzeum Frankowi Jewettowi Matherowi Jr. i profesorowi Cliftonowi R. Hallowi.

Grafika
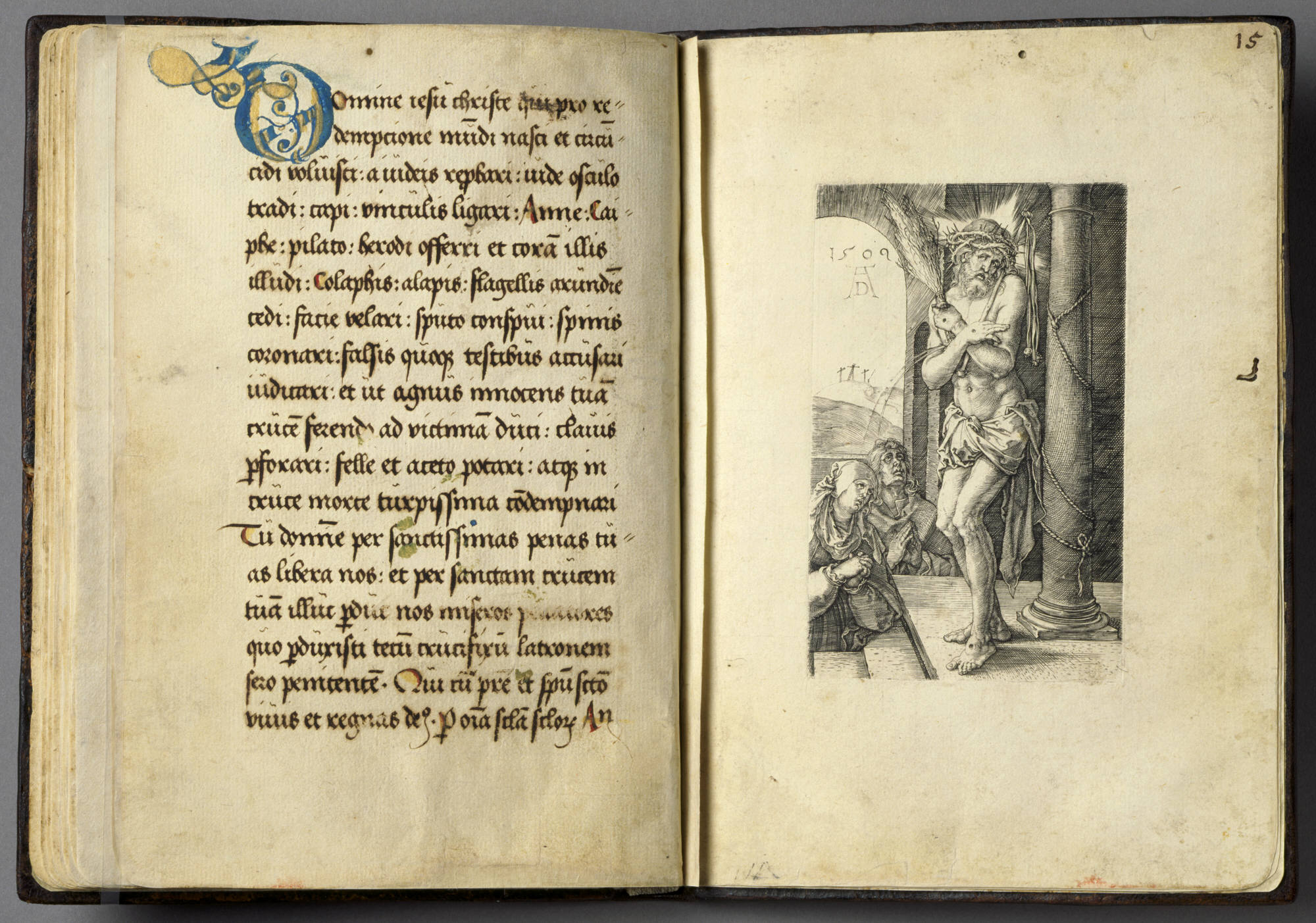
Albrecht Dürer, Chrystus Boleściwy w modlitewniku, 1507–1512, grawiura
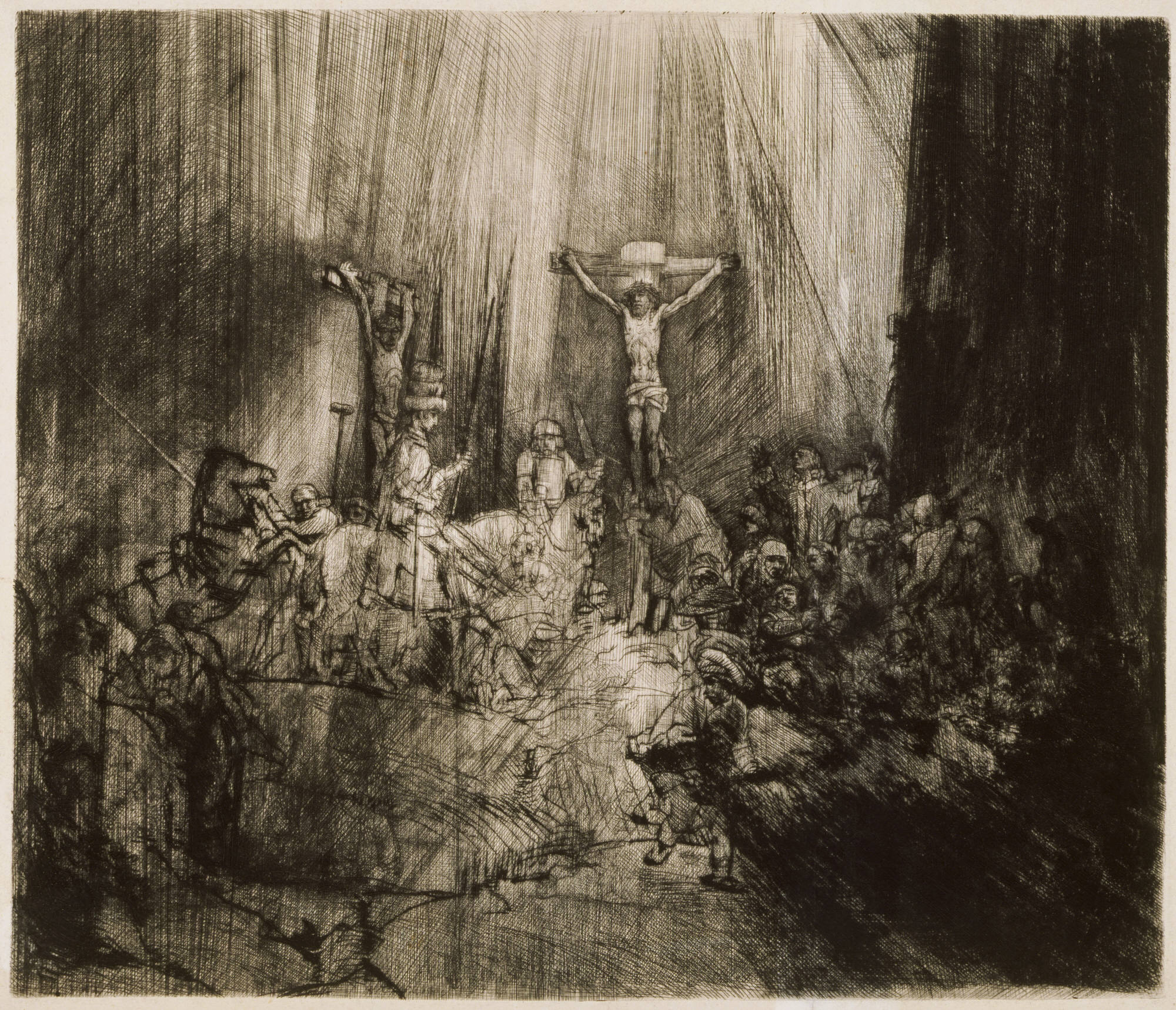
Rembrandt, Trzy krzyże, 1653-1655, suchoryt
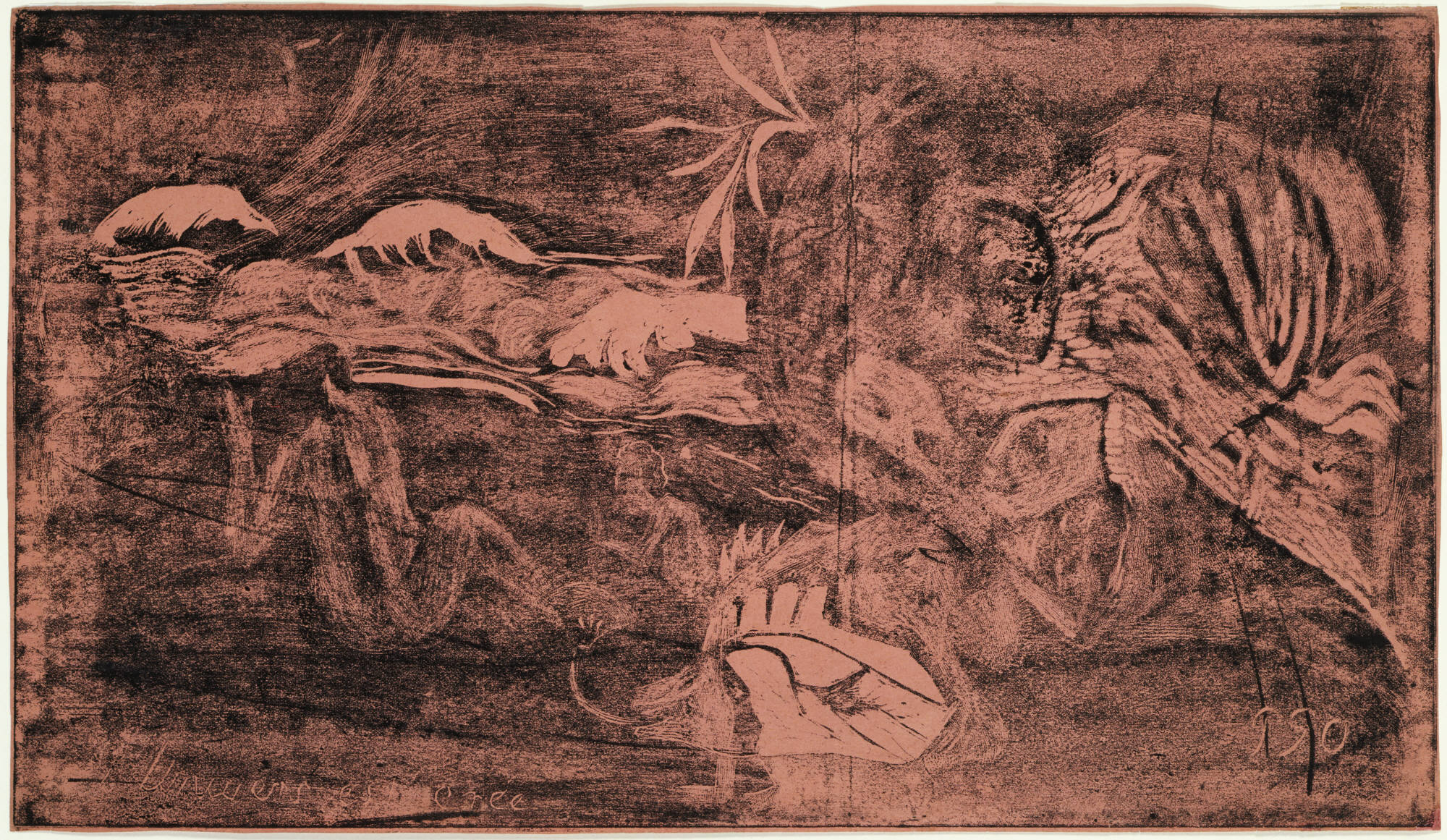
Paul Gauguin, Wszechświat jest stworzony (z serii Noa Noa), 1893–1894, czarny drzeworyt na różowym welinie
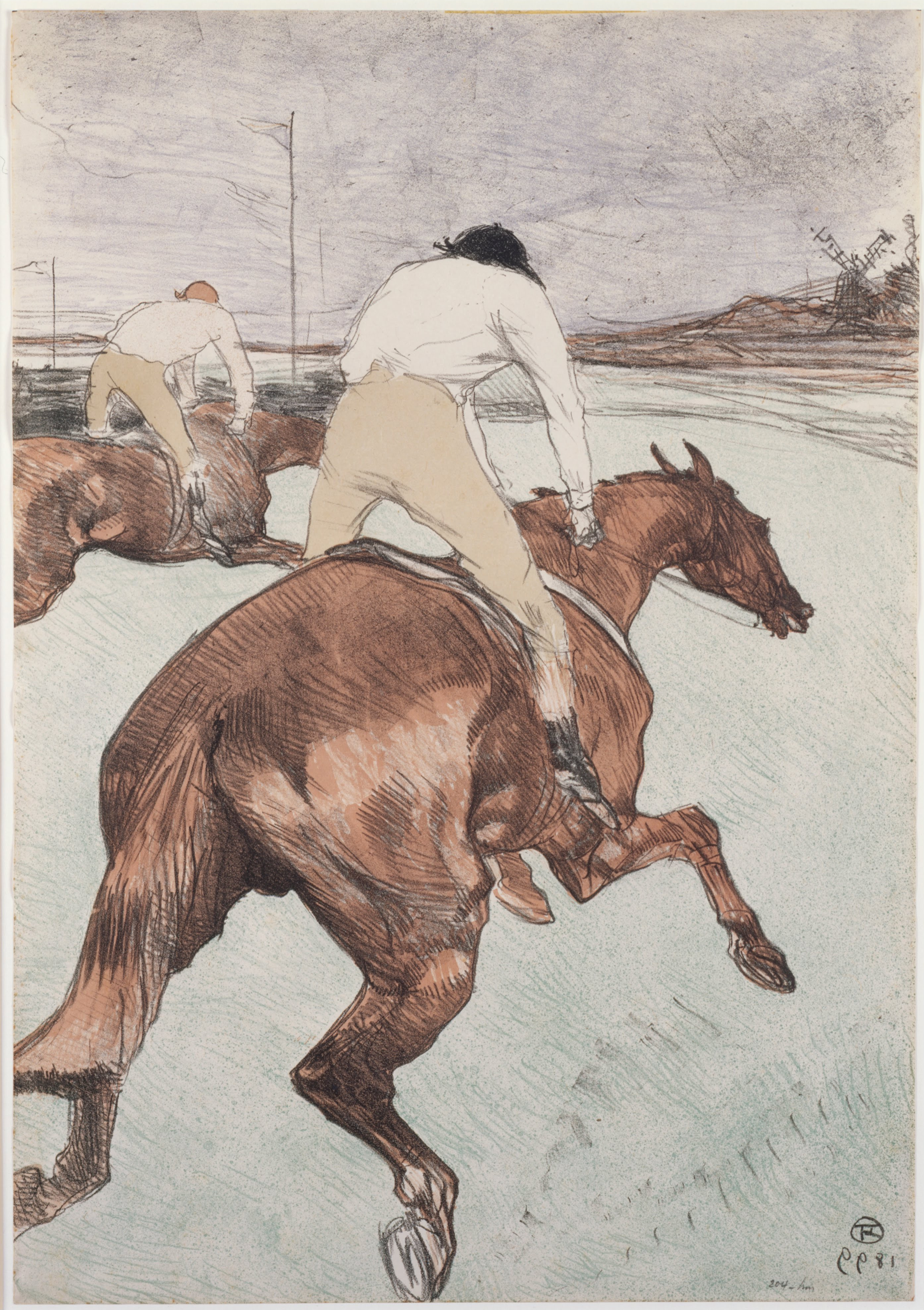
Henri de Toulouse-Lautrec, Dżokej, 1899, barwna chromolitografia
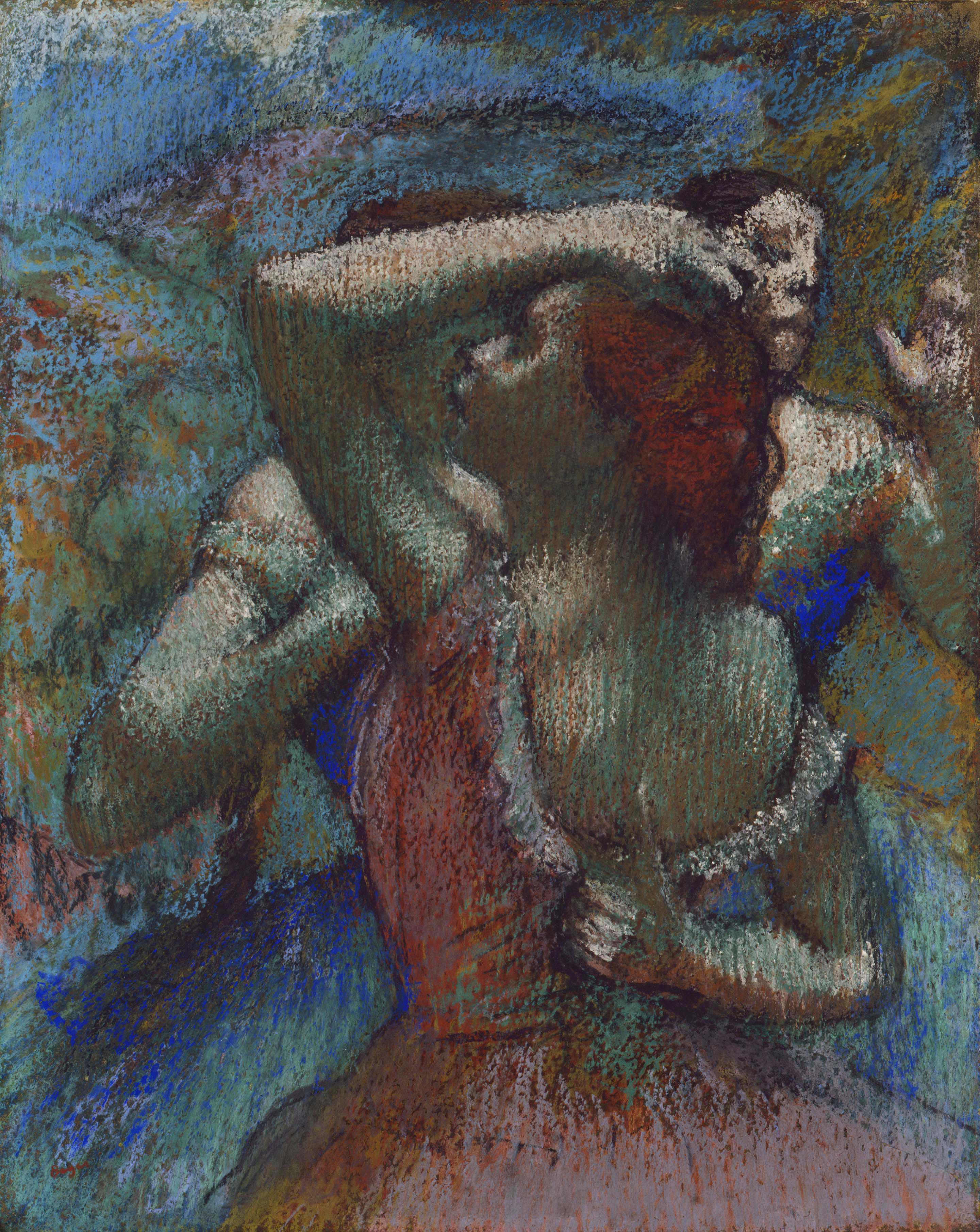
Edgar Degas, Tancerki, 1900, pastel i czerń węglowa na kalce nałożonej na welin

Rysunki
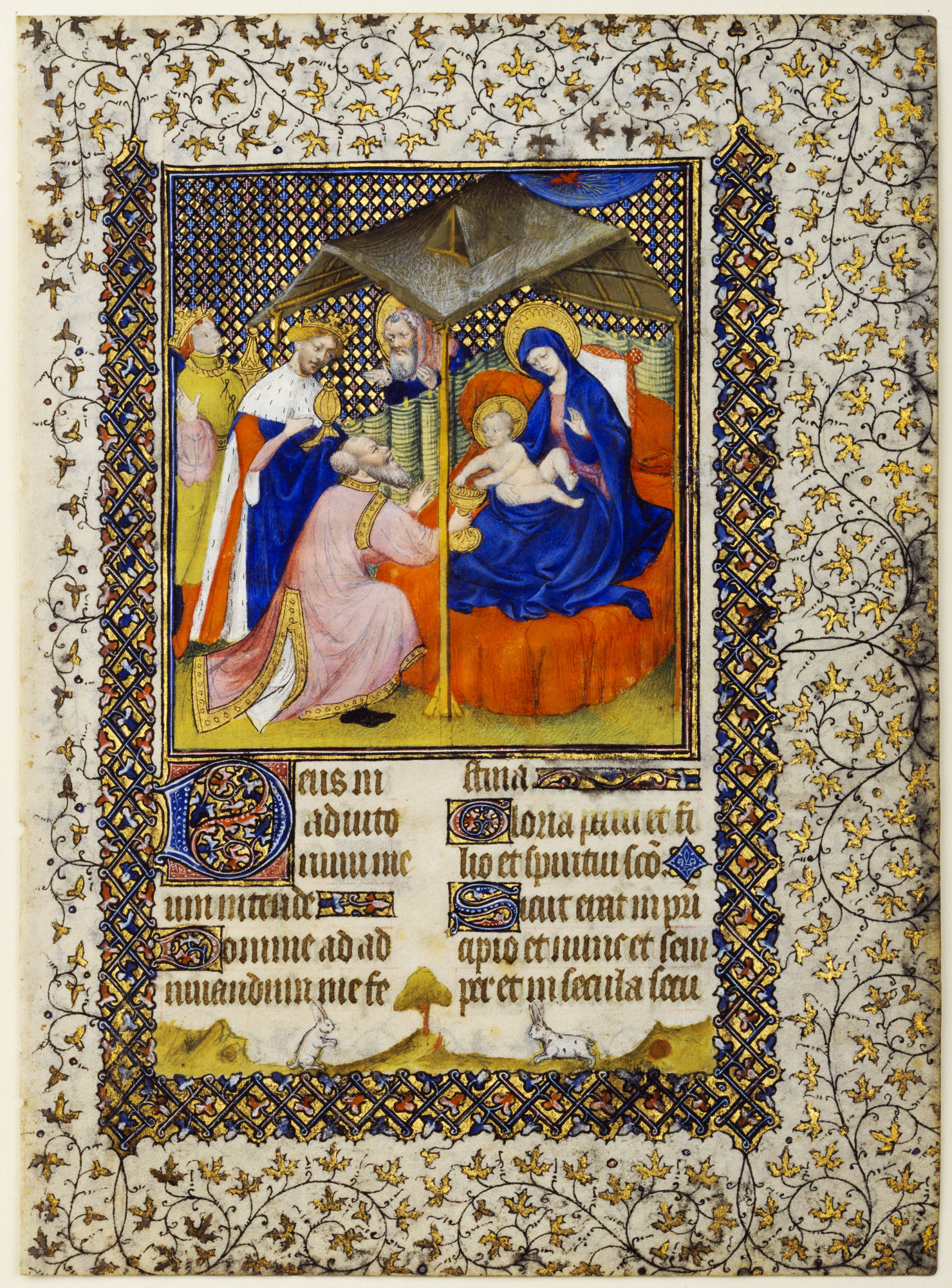
Mistrz z Luçon (atrybucja), Pokłon Trzech Króli, ok. 1405, tempera i złoto płatkowe na pergaminie
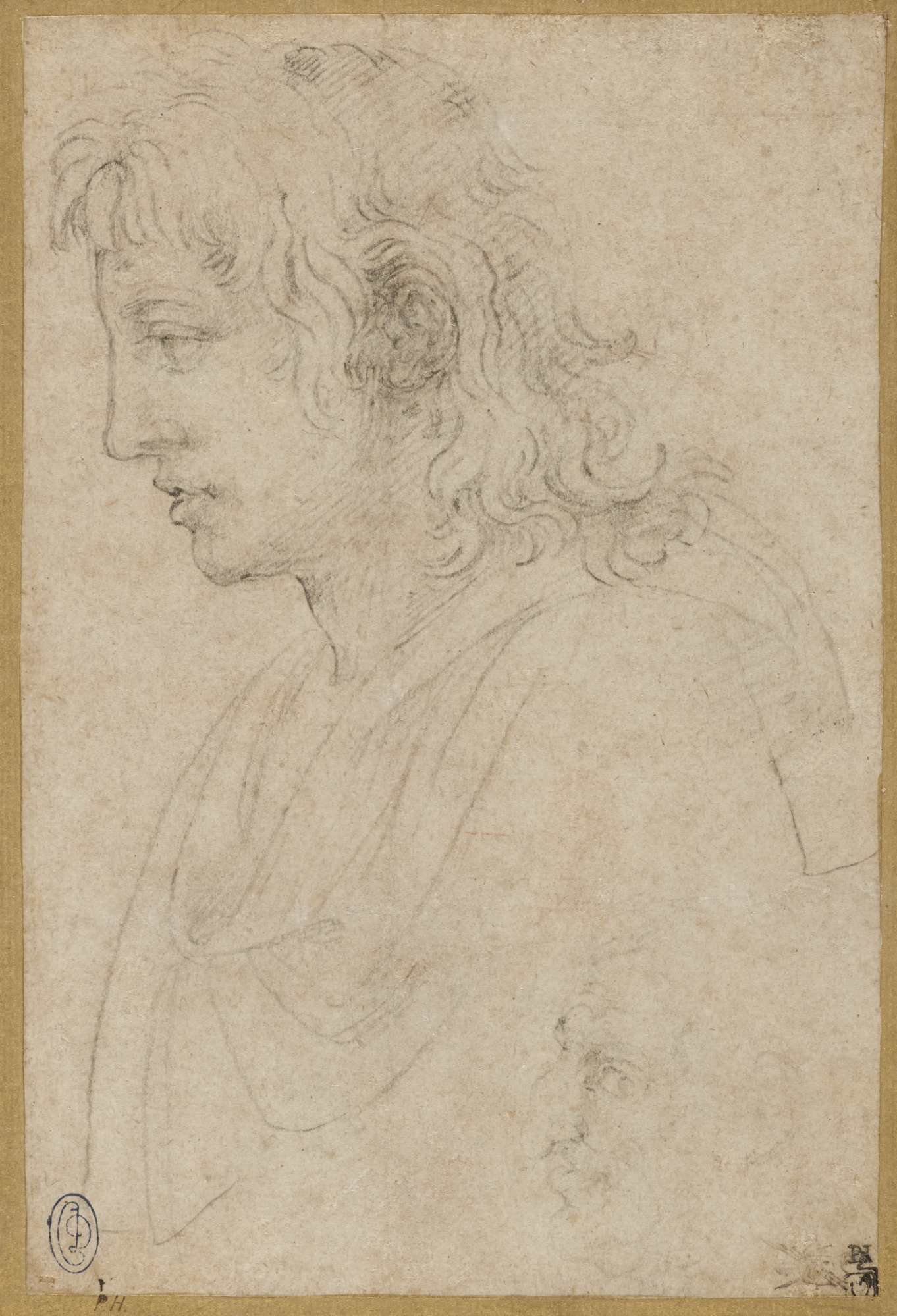
Michał Anioł, Popiersie młodzieńca i karykatura głowy starca z profilu, ok. 1530, czarna kreda na papierze prążkowanym
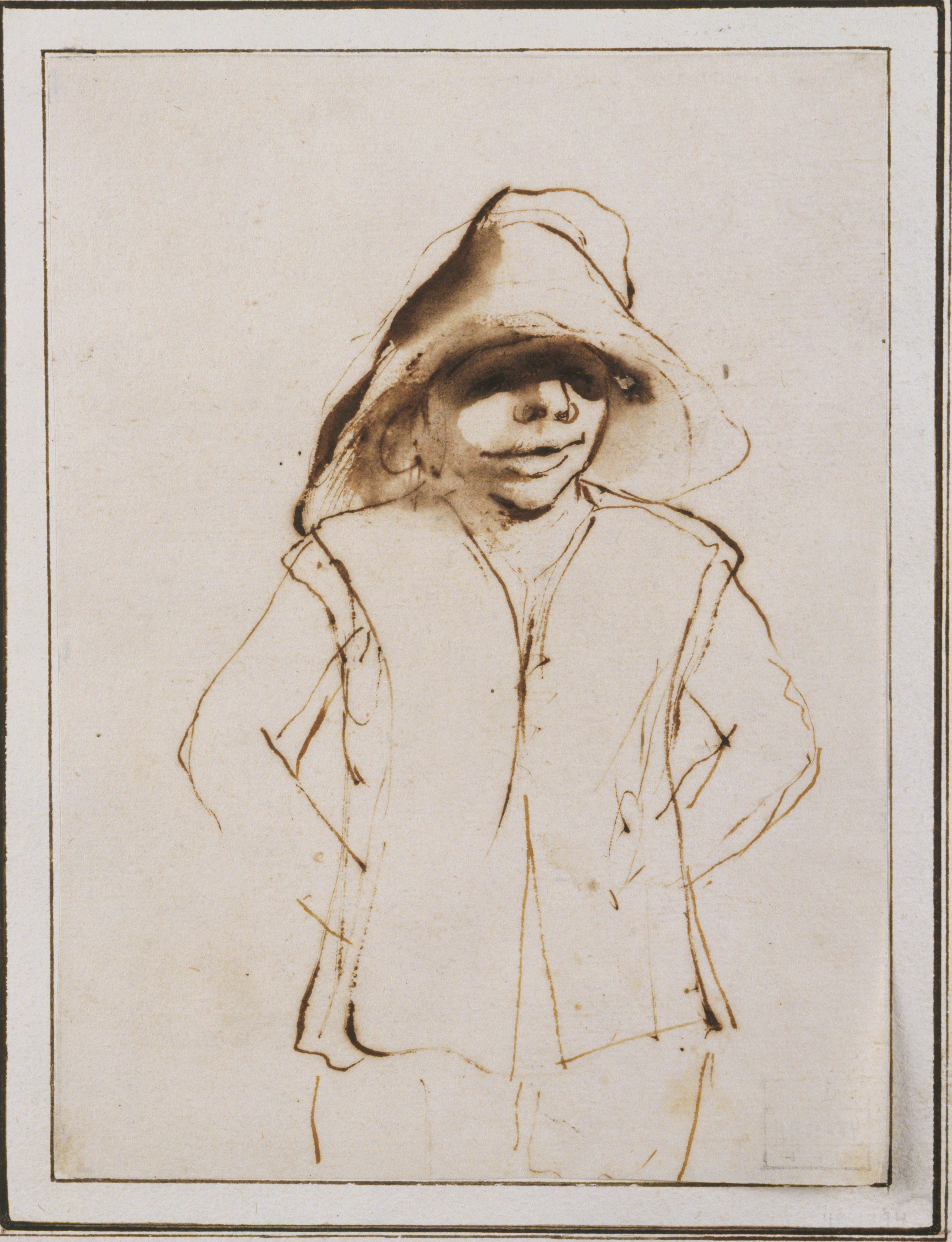
Guercino, Chłopiec w dużym kapeluszu, lata 30. –40. XVII w., rysunek wykonany piórem i atramentem i podmalowany pędzelkiem na papierze prążkowanym
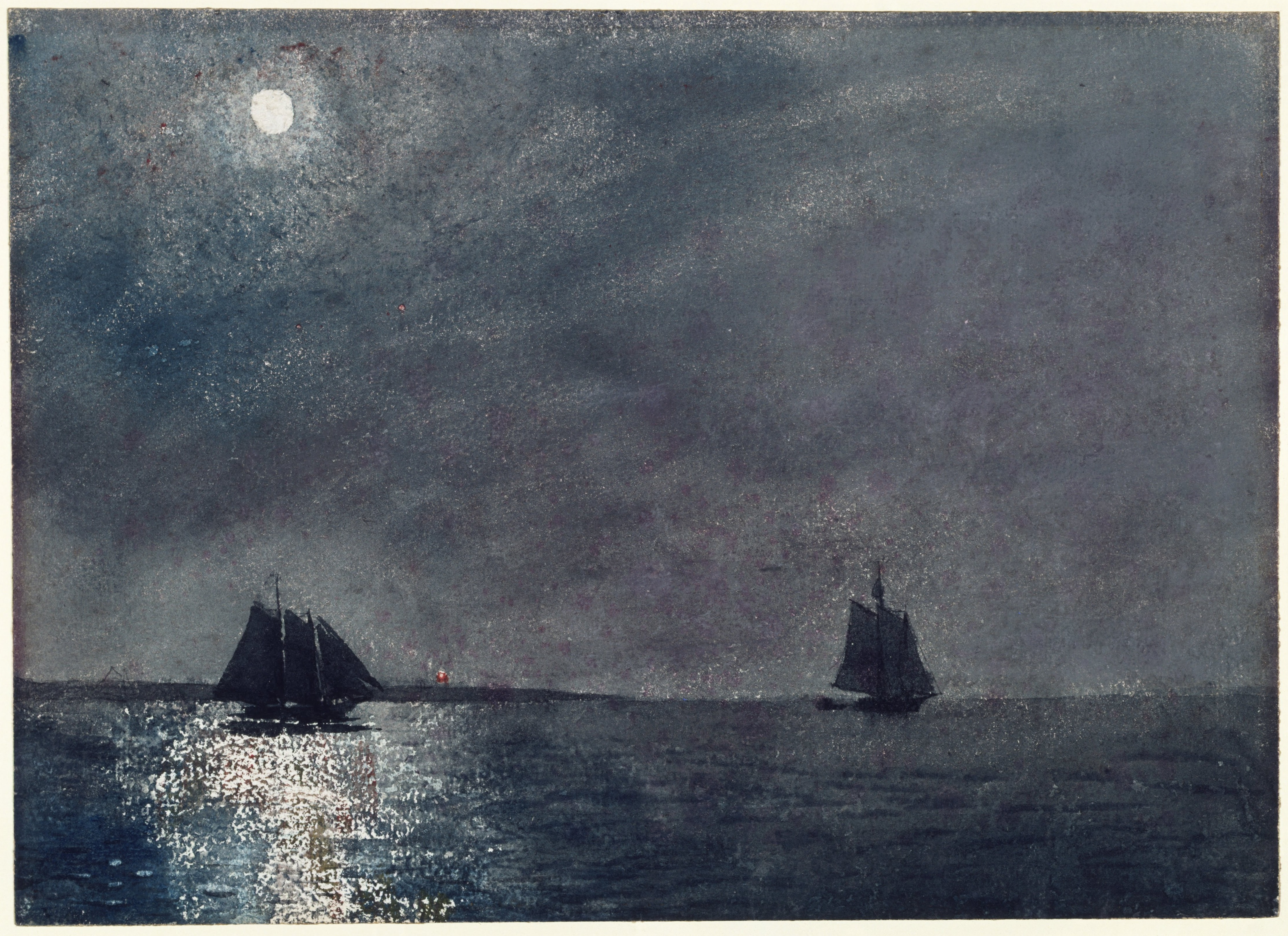
Winslow Homer, Latarnia morska w Eastern Point Light, 1880, akwarela i rysunek ołówkiem na welinie
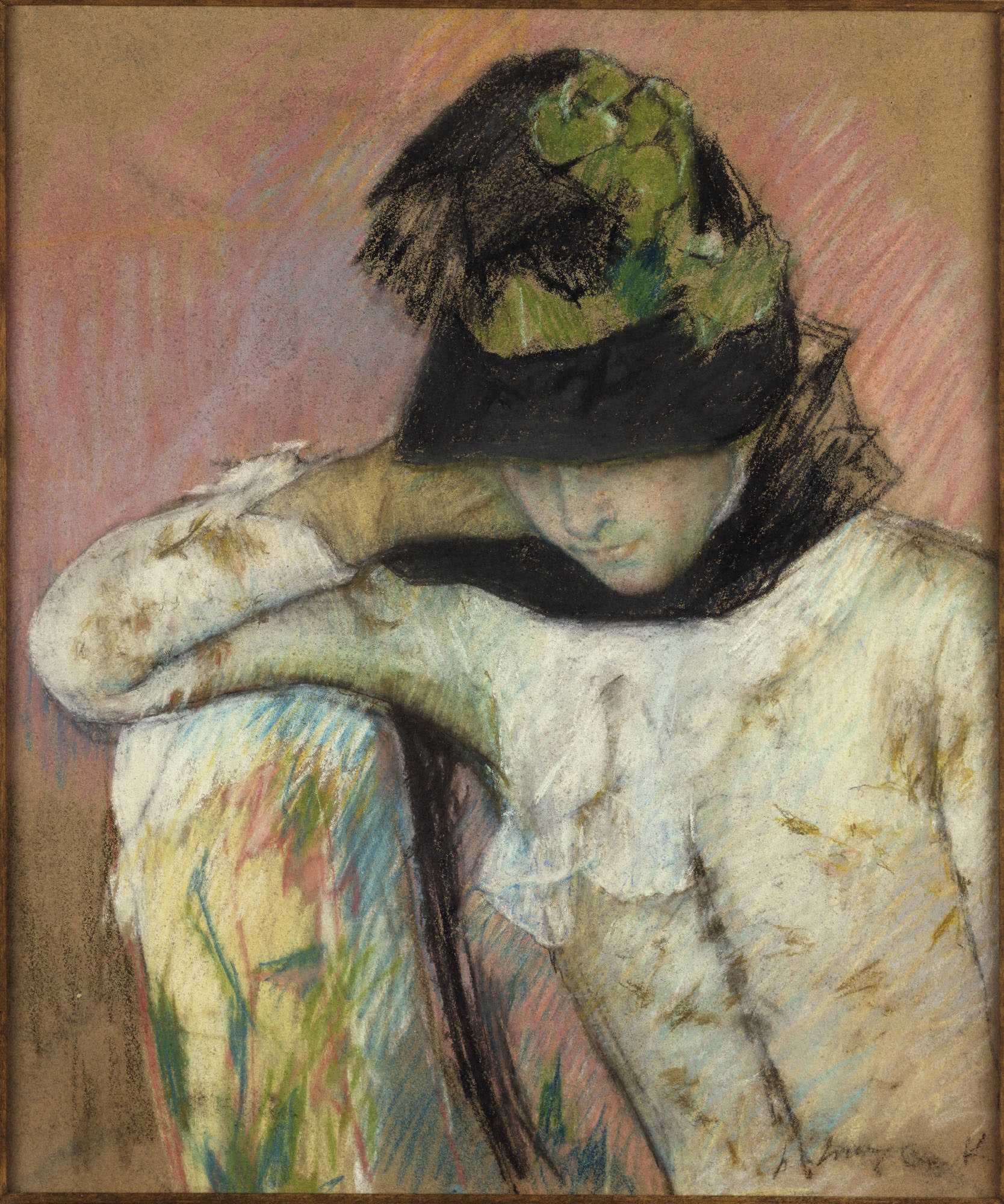
Mary Cassatt, Młoda kobieta w czarno-zielonym kapeluszu, 1890, pastel na welinie

### Fotografia
Pierwsza fotografia w kolekcji, praca Alfreda Stieglitza, znalazła się w muzeum w 1949. W 1971 David Hunter McAlpin wraz z małżonką przekazali na rzecz muzeum własną kolekcję blisko 500 fotografii, w tym prace następujących autorów: Ansel Adams, Wynn Bullock, Imogen Cunningham, Charles Sheeler i Edward Weston. Od tego czasu zbiory fotografii wzrosły do ponad 20 tysięcy prac autorstwa ponad 900 artystów, obejmując zakres czasowy od lat 40. XIX wieku do współczesności. Wśród zasobów archiwalnych archiwów znajdują się obszerne kolekcje fotografii: Minora White’a, Clarence’a Hudsona White’a, Ruth Bernhard i Williama B. Dyera. W 1998 wydany został obszerny katalog kolekcji, Photography at Princeton. Kolekcja fotografii w Princeton należy do wiodących w Stanach Zjednoczonych.

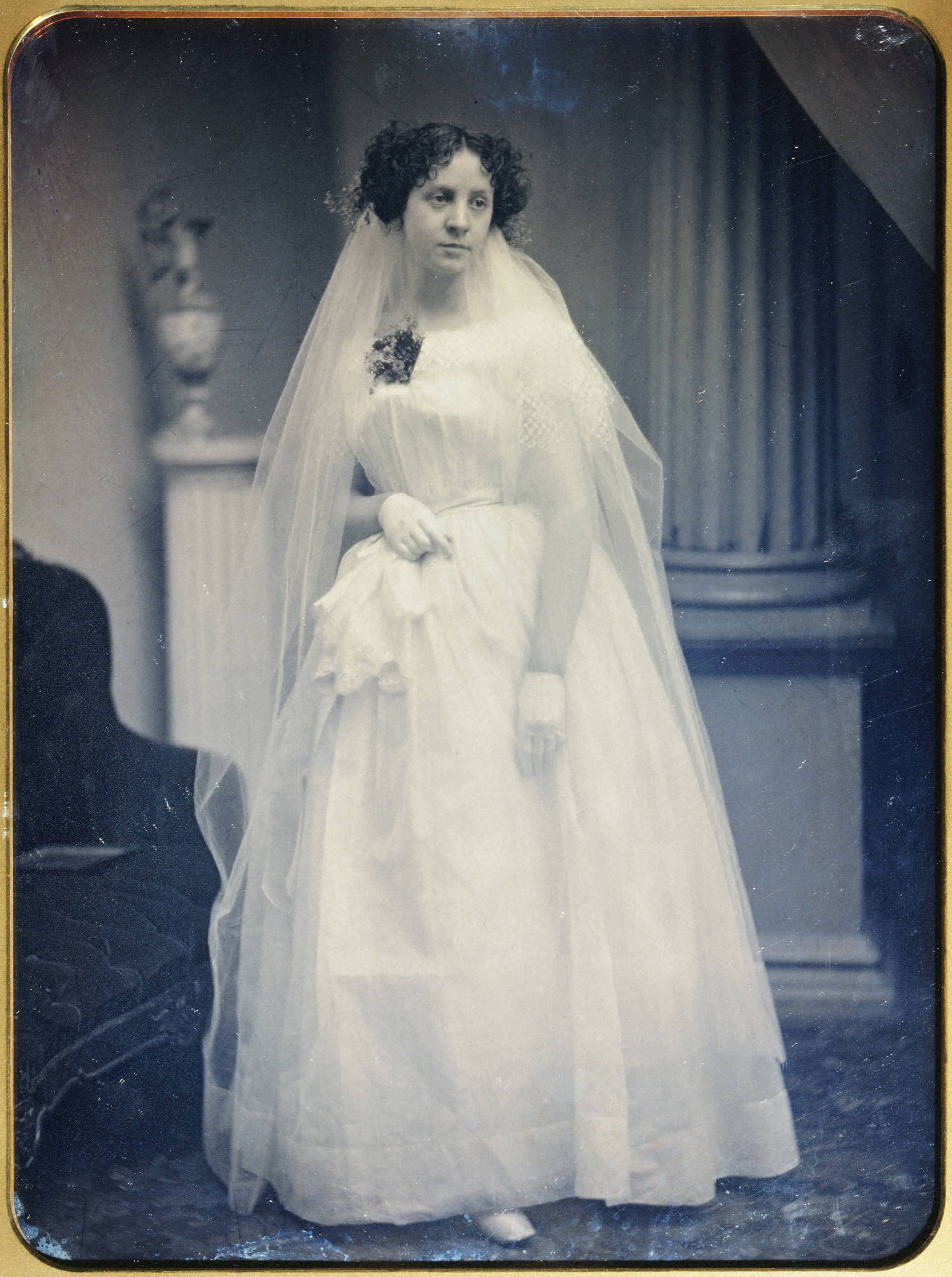
Albert Southworth, bez tytułu, 1851–1854, dagerotyp
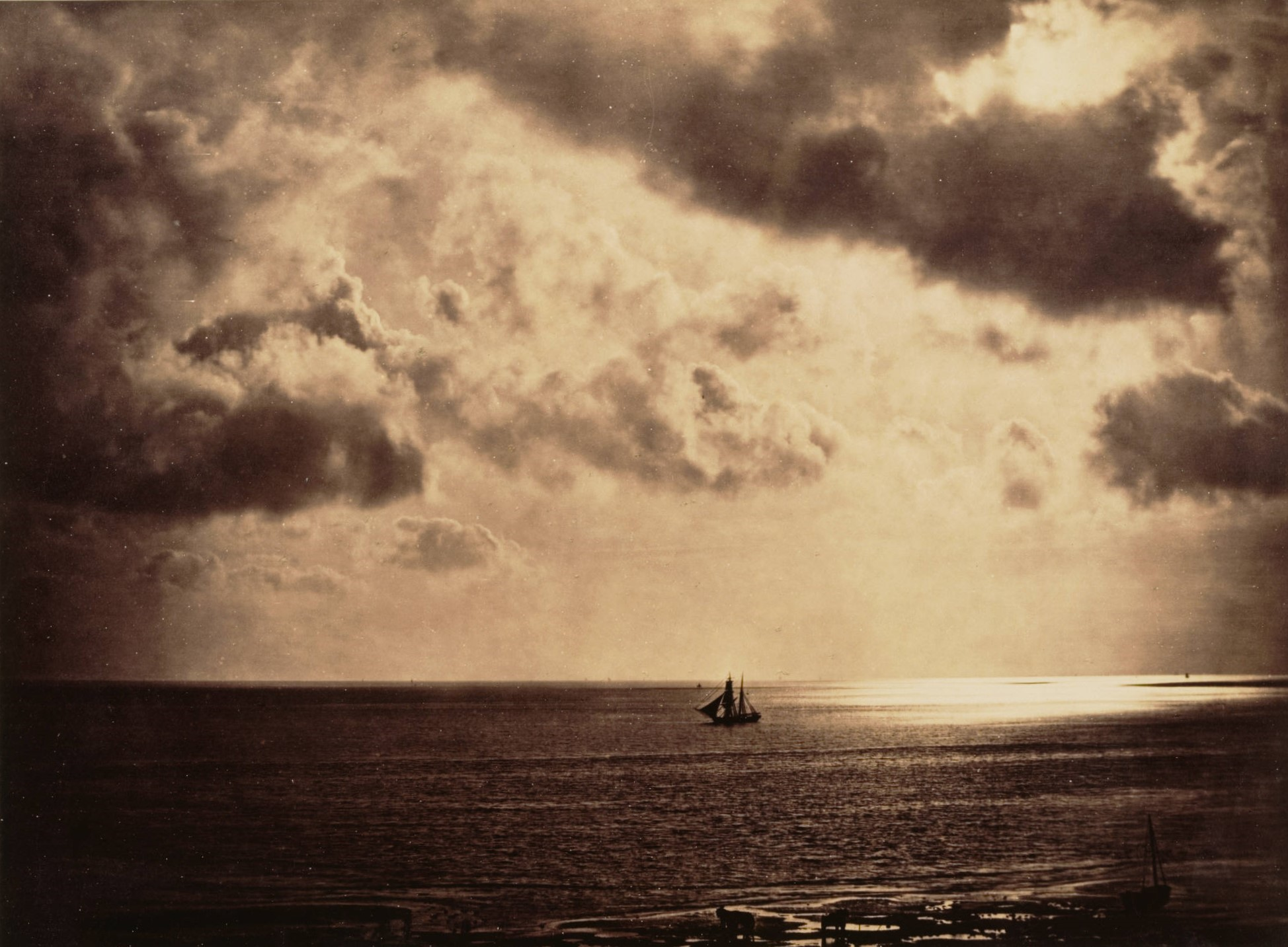
Gustave Le Gray, Bryg na wodzie, 1856
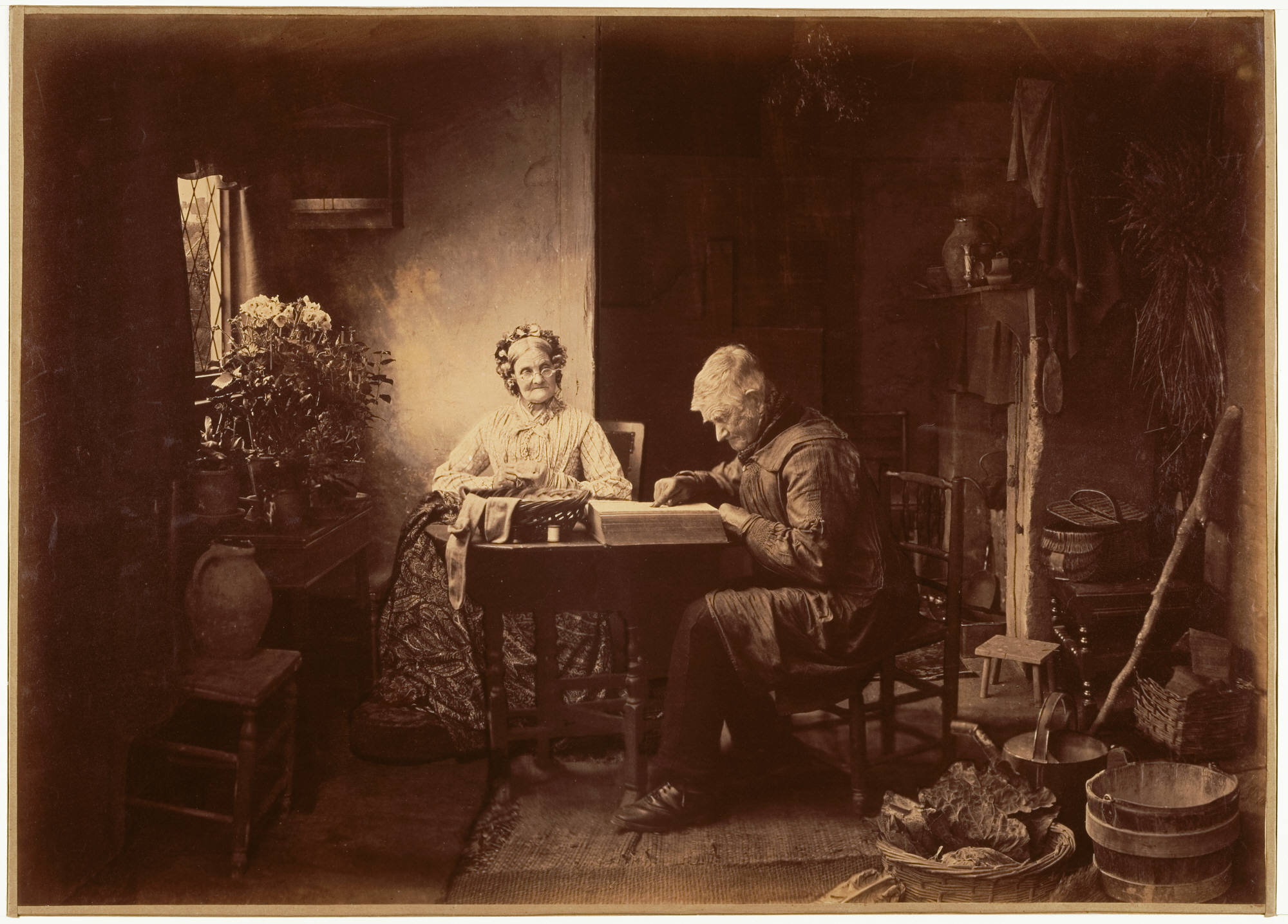
Henry Peach Robinson, Gdy dzień roboczy skończył się, 1877
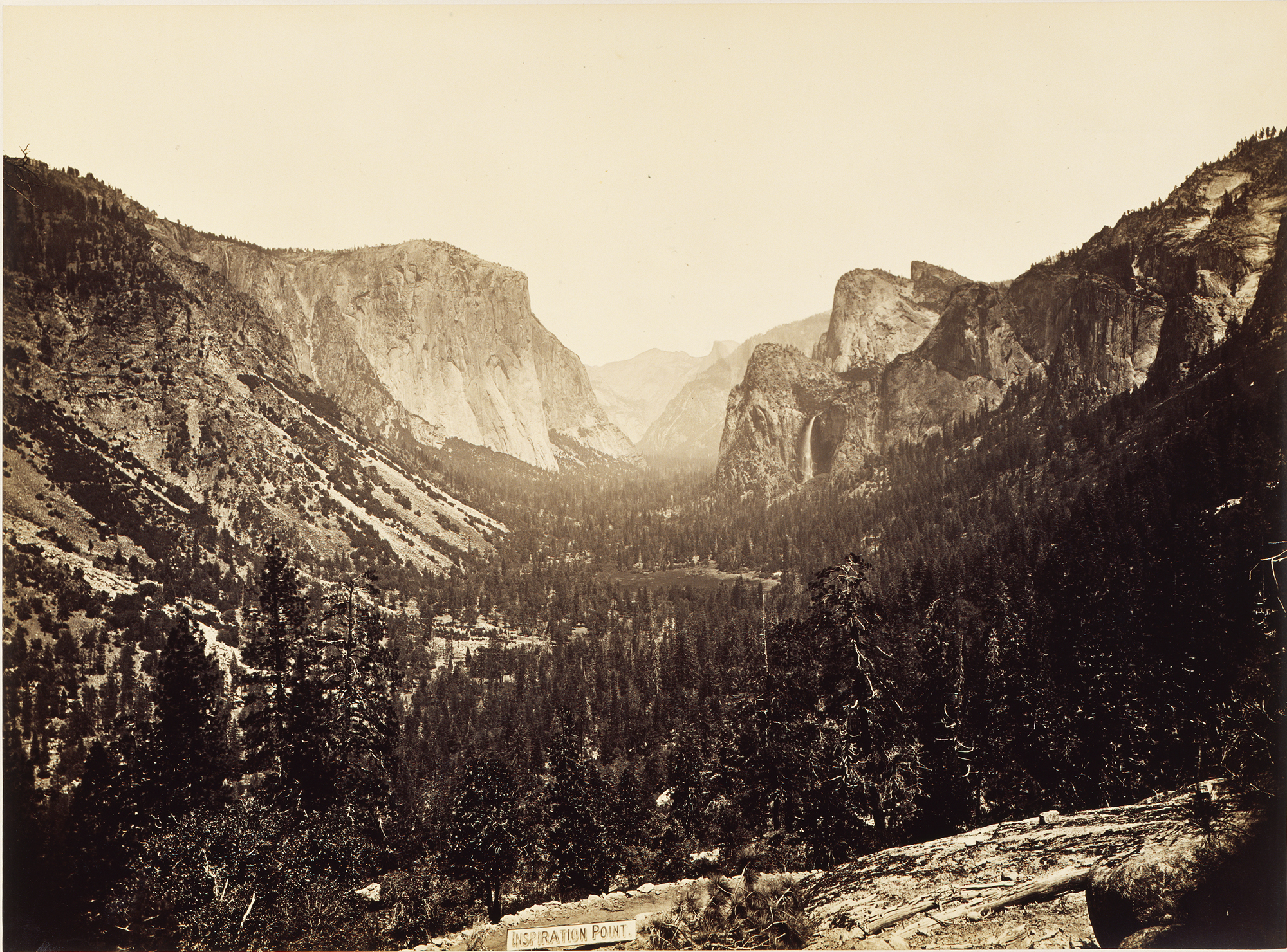
Carleton Watkins, Widok z Inspiration Point, 1879
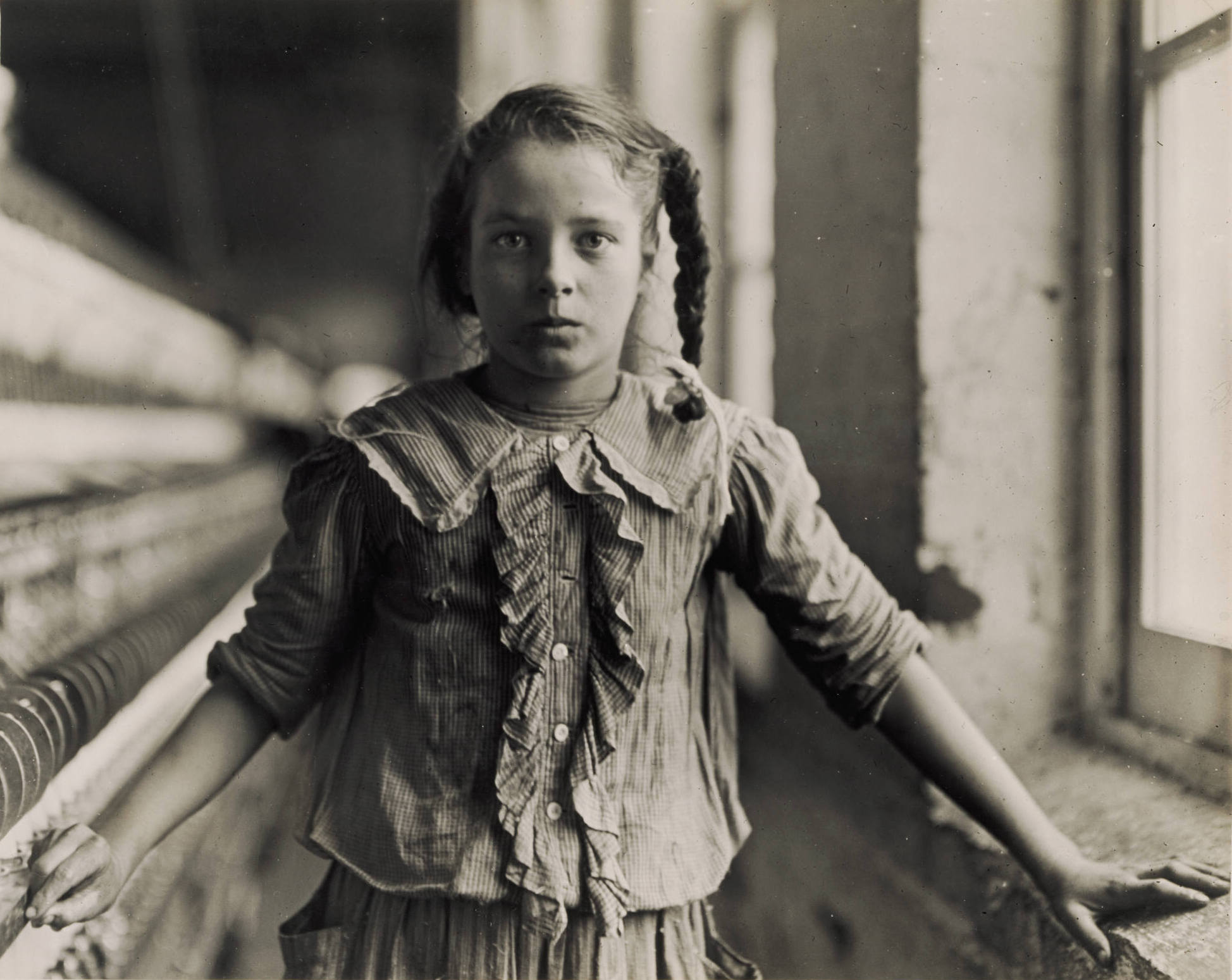
Lewis Hine, Nieletnia prządka w Carolina Cotton Mill, 1908

### Sztuka starożytna, bizantyńska i muzułmańska
Sztuka świata antycznego w kolekcji Muzeum znajduje się w dużej mierze od dnia jego założenia. Pierwszą dużą kolekcją, która trafiła do muzeum, były wazony egipskie, greckie, rzymskie i etruskie. Dziś kolekcja sztuki starożytnej liczy ponad 5 tysięcy eksponatów. Wczesne cywilizacje Mezopotamii, Iranu, Azji Mniejszej i Lewantu są reprezentowane poprzez różnorodne artefakty. Sztukę starożytnego Egiptu dokumentują kamienne i ceramiczne naczynia, kamienne płaskorzeźby, brązowe statuetki, malowidła ścienne, amulety i mumie. Zbiór sztuki greckiej obejmuje główne dzieła malarstwa wazowego z Attyki (styl czarno i czerwonofigurowy), archaiczne statuetki z brązu, hellenistyczną biżuterię i figurki z terakoty, ceramikę z Cypru, Koryntu i Rodos oraz marmurowe nagrobki i płaskorzeźby wotywne.
Na dziedzictwo starożytnej Italii składają się wazy etruskie oraz rzeźby i metaloplastyka, dominujące w sztuce starożytnego Rzymu. Kolekcja rzymska obejmuje portrety z marmuru i brązu, rzeźby bogów, satyrów i nimf, sarkofagi i pomniki nagrobne, szklane naczynia i rzeźbione płaskorzeźby z kości, srebrne i złote monety, pieczęcie z agatu i chalcedonu, statuetki z brązu, bursztynu, kości słoniowej i gliny oraz rzadki, srebrny, pozłacany kubek do wina. Badania archeologiczne, prowadzone w Syrii przez Princeton dokumentują rzeźby bazaltowe z regionu Hauran, pogrzebowe płaskorzeźby z miasta Palmyra oraz cenna kolekcja kolorowych mozaikowych posadzek z Antiochii.
Sztukę bizantyńską i świata islamu reprezentują malowane ikony, srebrna i złota biżuteria oraz misterne wyroby kości słoniowej z Konstantynopola oraz malowana ceramika, wzorzysta metaloplastyka i flizy z Syrii, Egiptu, Iranu i innych ośrodków kultury muzułmańskiej.

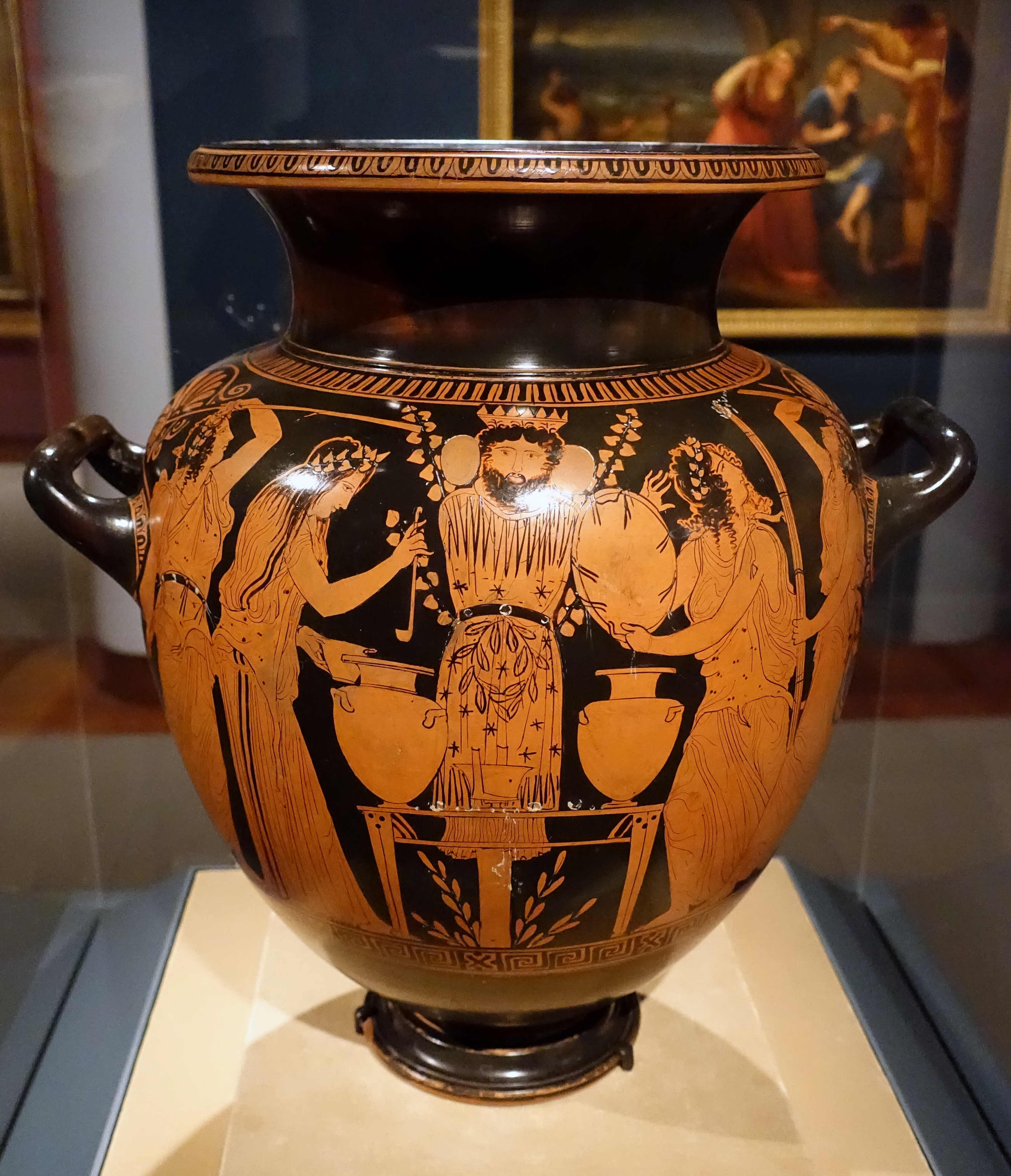
Dinos (atrybucja), Stamnos z menadami i totemem Dionizosa, ceramika czerwonofigurowa, 430–420 r. p.n.e.
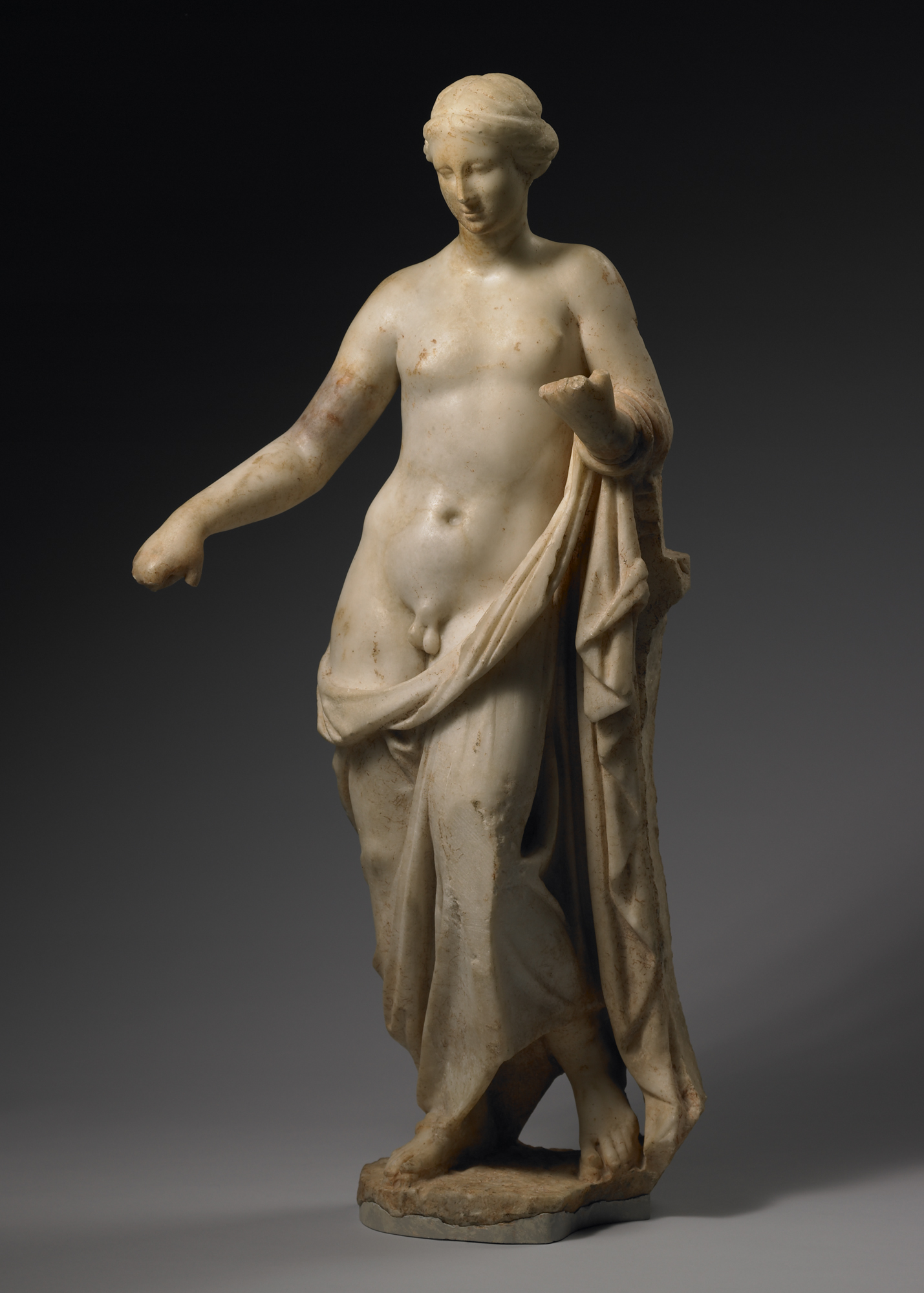
Starogrecka statuetka Hermafrodyty, II w. p.n.e.
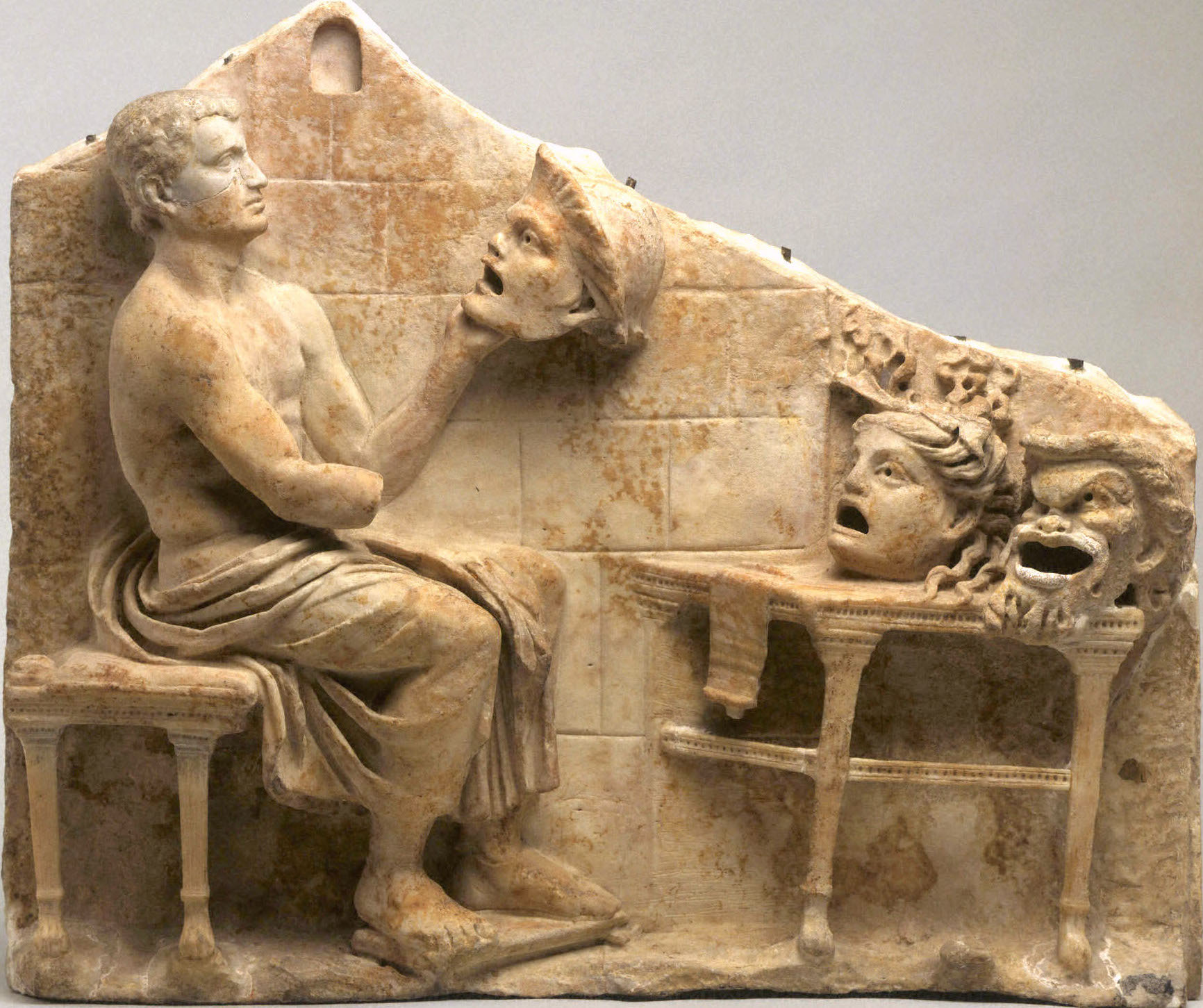
Rzymska płaskorzeźba, Poeta (Menander) z maską z komedii starogreckiej, I w. p.n.e. – pocz. I w. n.e.
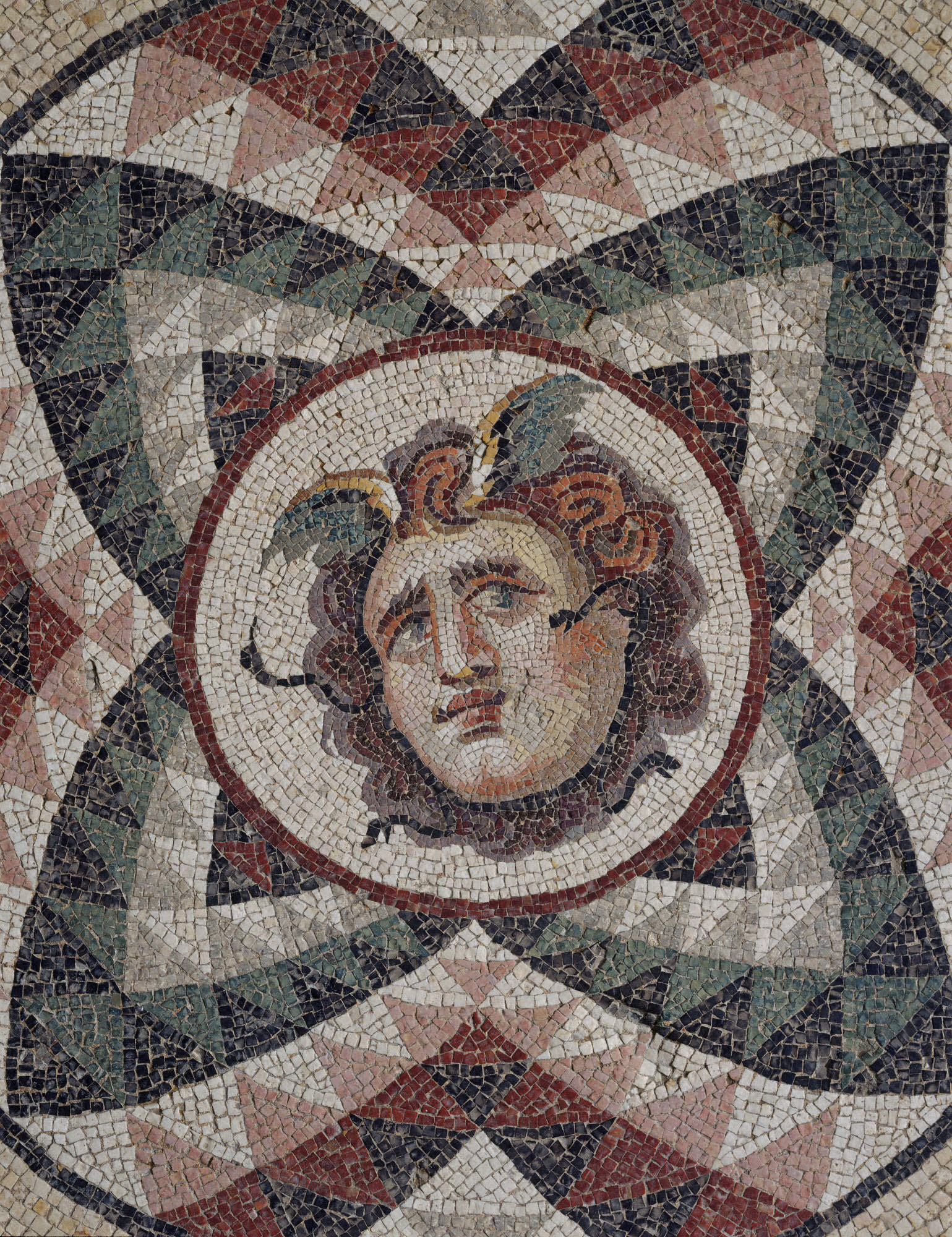
Rzymska mozaika podłogowa z Antiochii, głowa Meduzy, koniec II w. n.e.
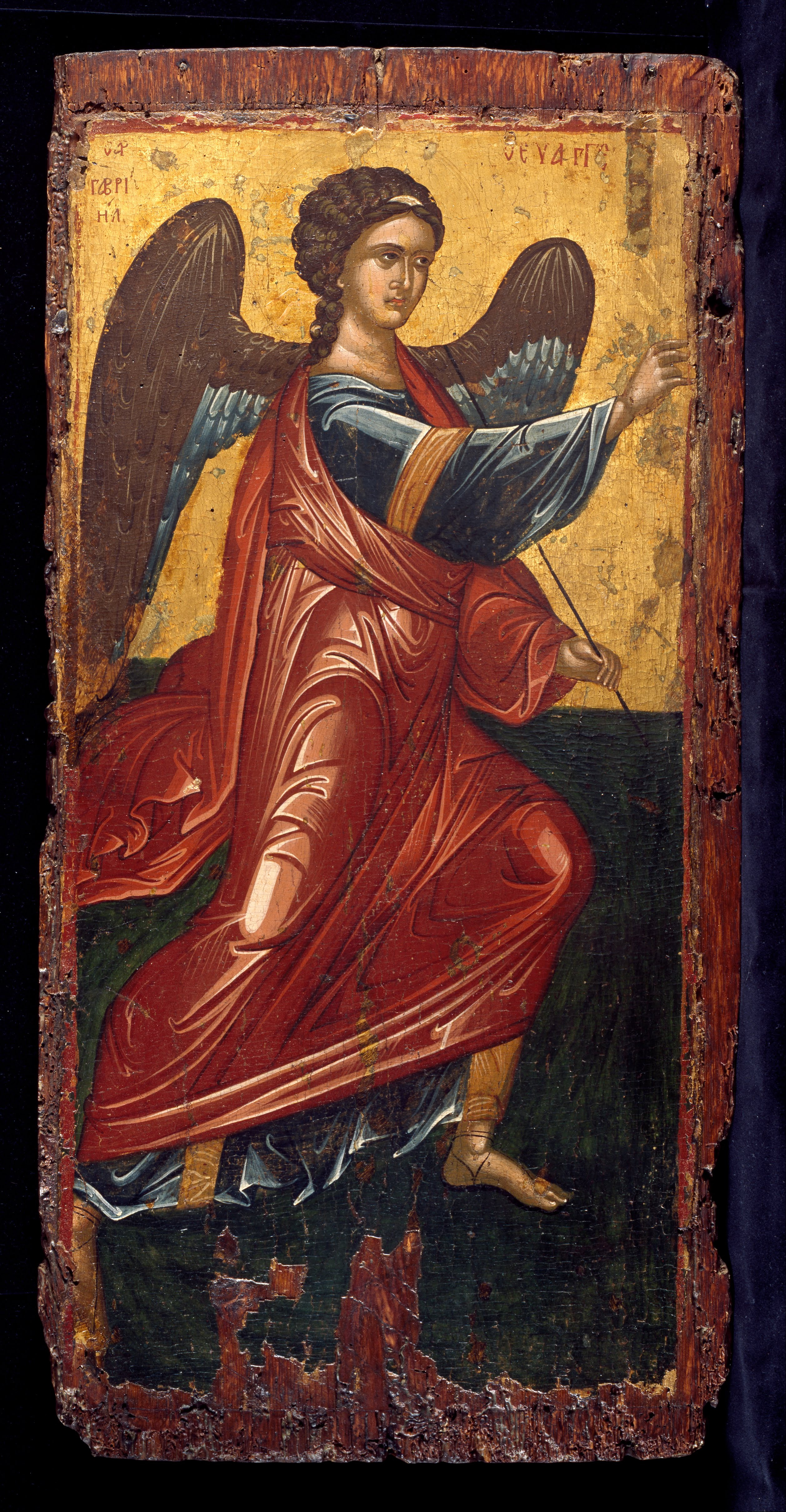
Archanioł Gabriel – fragment sceny Zwiastowania z późnobizantyńskiego ikonostasu, II poł. XV w.
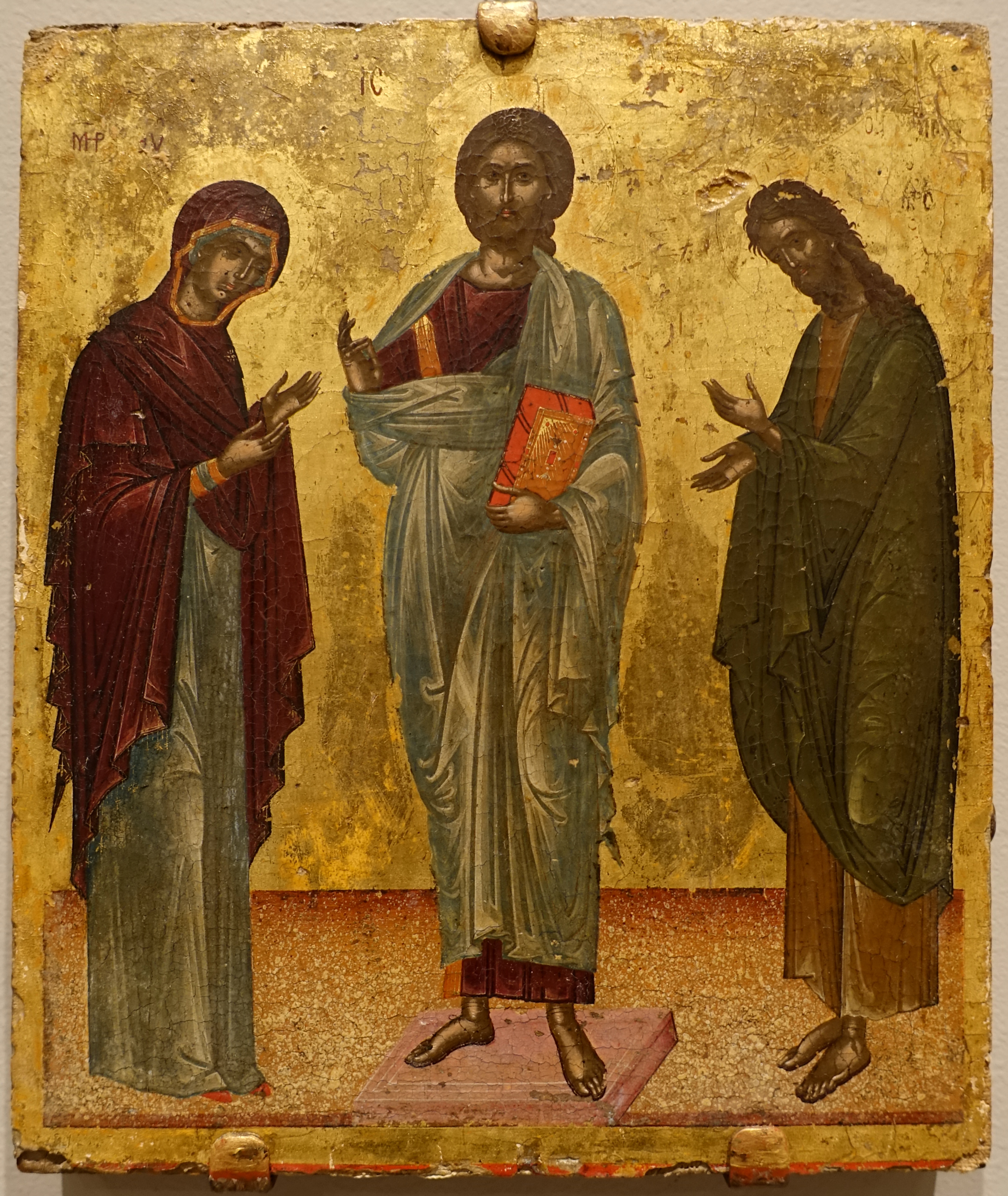
Deezis, Chrystus między Maryją a św. Janem Chrzcicielem, Kreta, późne Bizancjum, pocz. XVI w.

### Sztuka prekolumbijska i sztuka tubylczych Amerykanów
W dziale tym prezentowane są zarówno dzieła sztuki prekolumbijskiej jak i sztuki tubylczych Amerykanów z czasów współczesnych. Geograficznie kolekcja obejmuje obszar od Chile (kultura plemion Diaguita) po Alaskę (szczególnie sztuka Eskimosów i Tlingit) i Grenlandię (sztuka grenlandzka). Sztuka prekolumbijska w kolekcji muzeum obejmuje szczególnie dzieła pochodzące z kultury Olmeków i Majów. Zbiór sztuki prekolumbijskiej zapoczątkowany został w latach 60. XX wieku dzięki kolekcjonerowi Gillettowi G. Griffinowi, miłośnikowi olmeckiej ceramiki i wyrobów jadeitowych oraz figurek Majów z wyspy Jaina. Jego zamiłowanie do niewielkich obiektów – rzeźby, biżuterii i innych elementów ubioru stało się inspiracją dla kilku pokoleń absolwentów i przyjaciół Uniwersytetu w Princeton do zbierania dzieł starożytnej sztuki amerykańskiej.

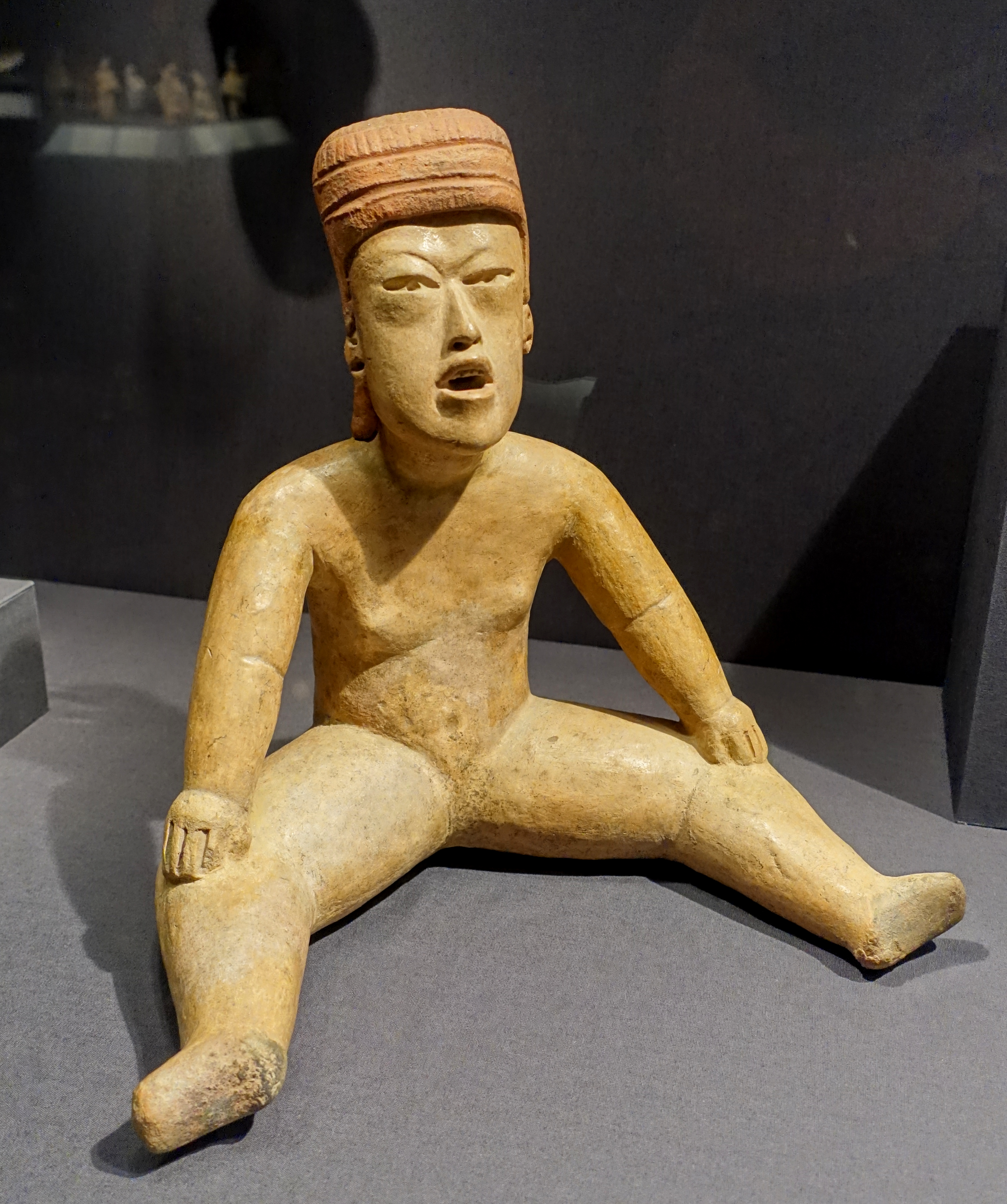
Postać siedząca, (rzeźba w stylu olmeckim), Veracruz, Meksyk, 1200–900 p.n.e.
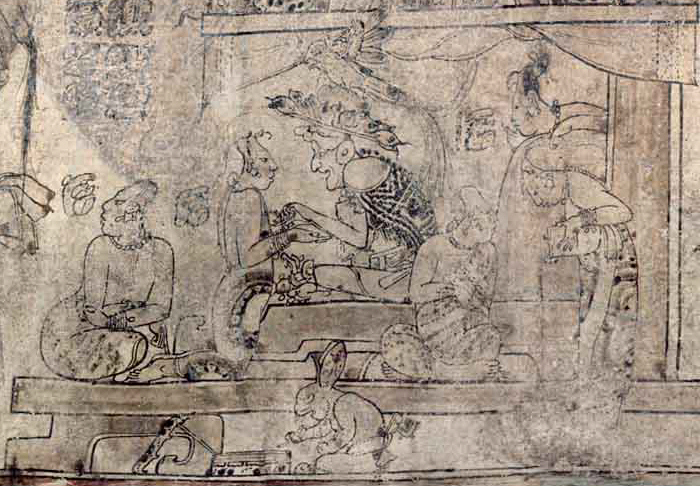
Tzw. Waza z Princeton, zabytek sztuki Majów z okresu klasycznego, 670–750
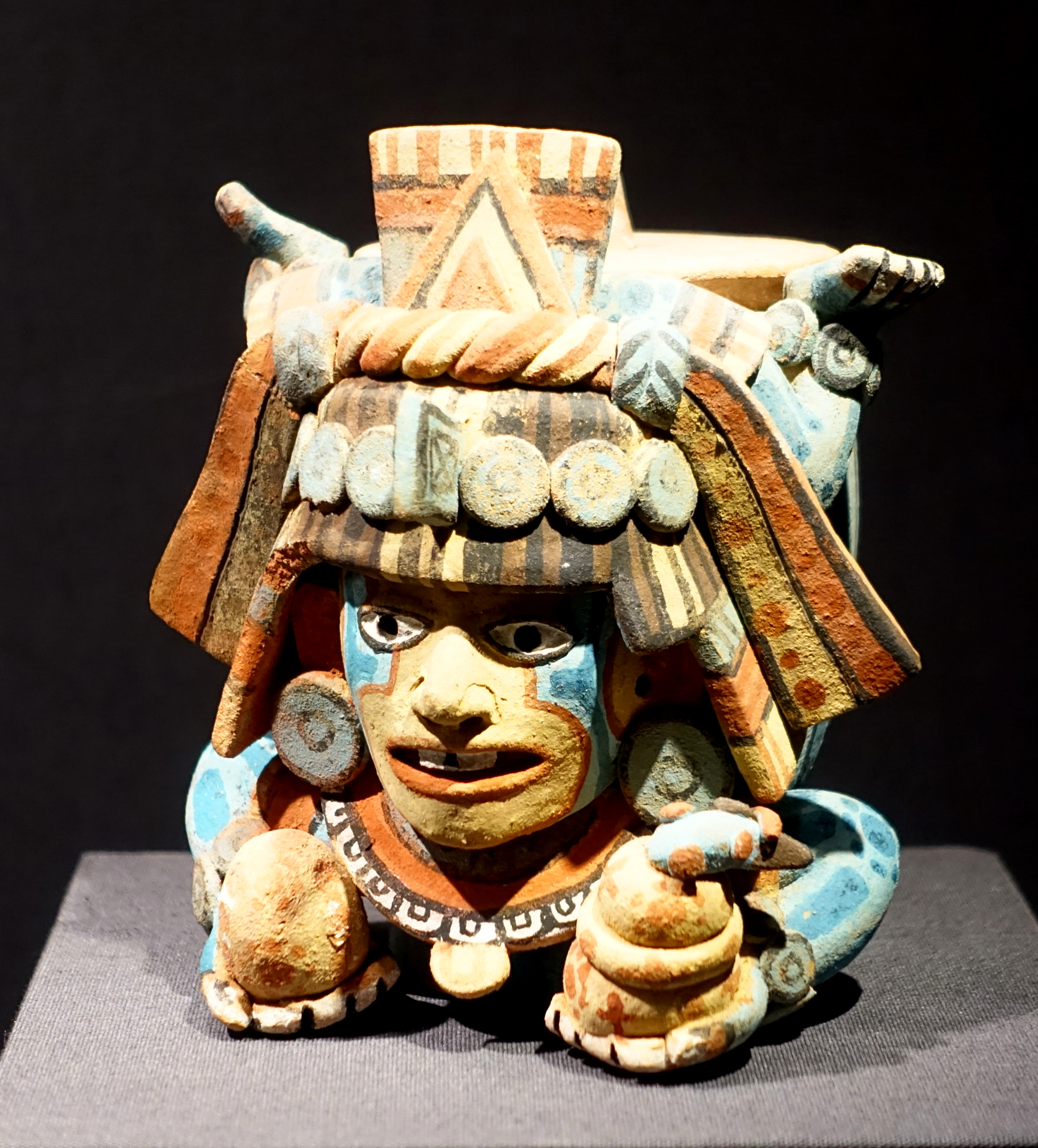
Naczynie ceramiczne w formie głowy bożka, kultura Majów, północne Belize lub Quintana Roo
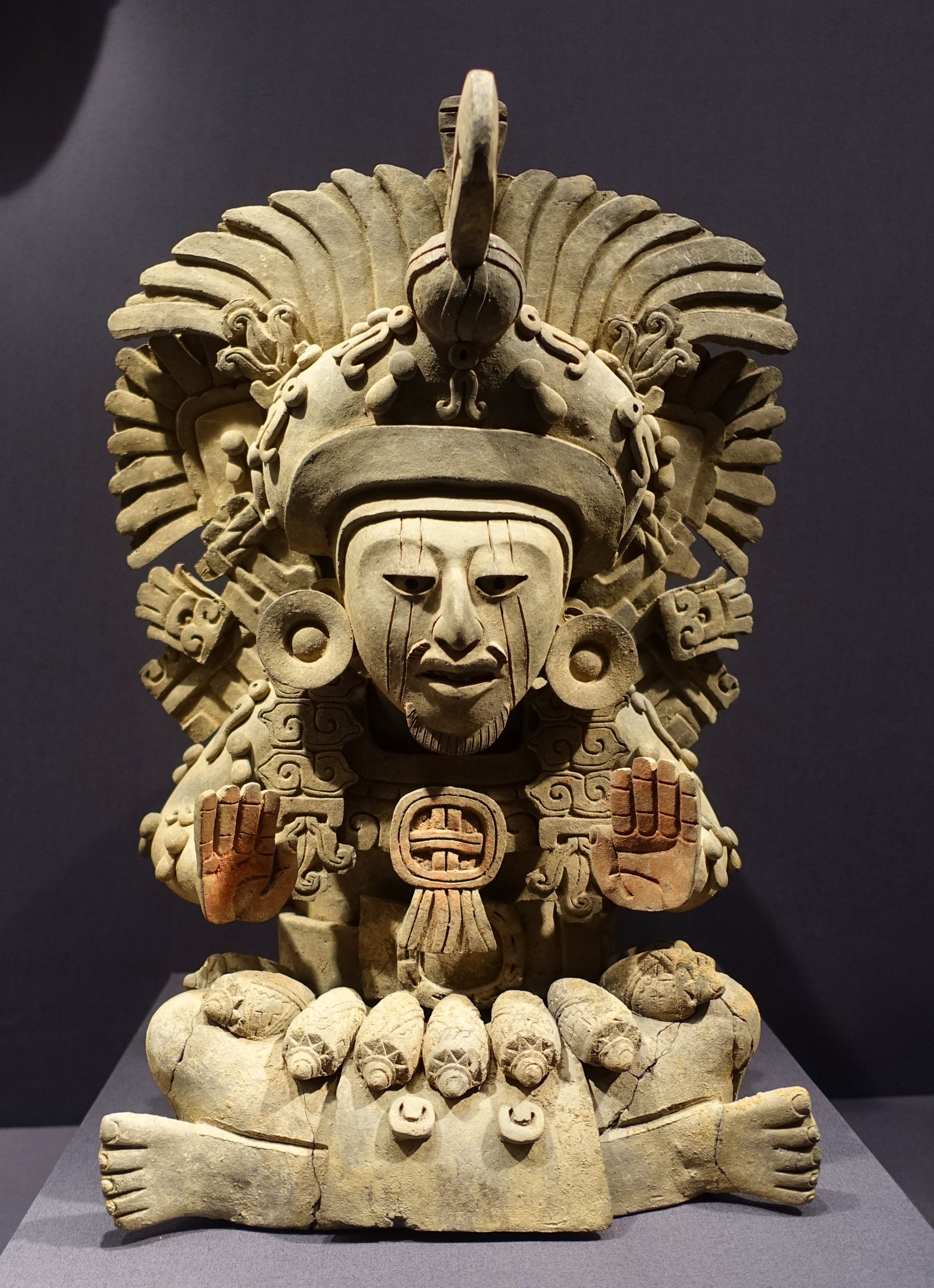
Zapotecka urna ceramiczna w kształcie brodatego mężczyzny
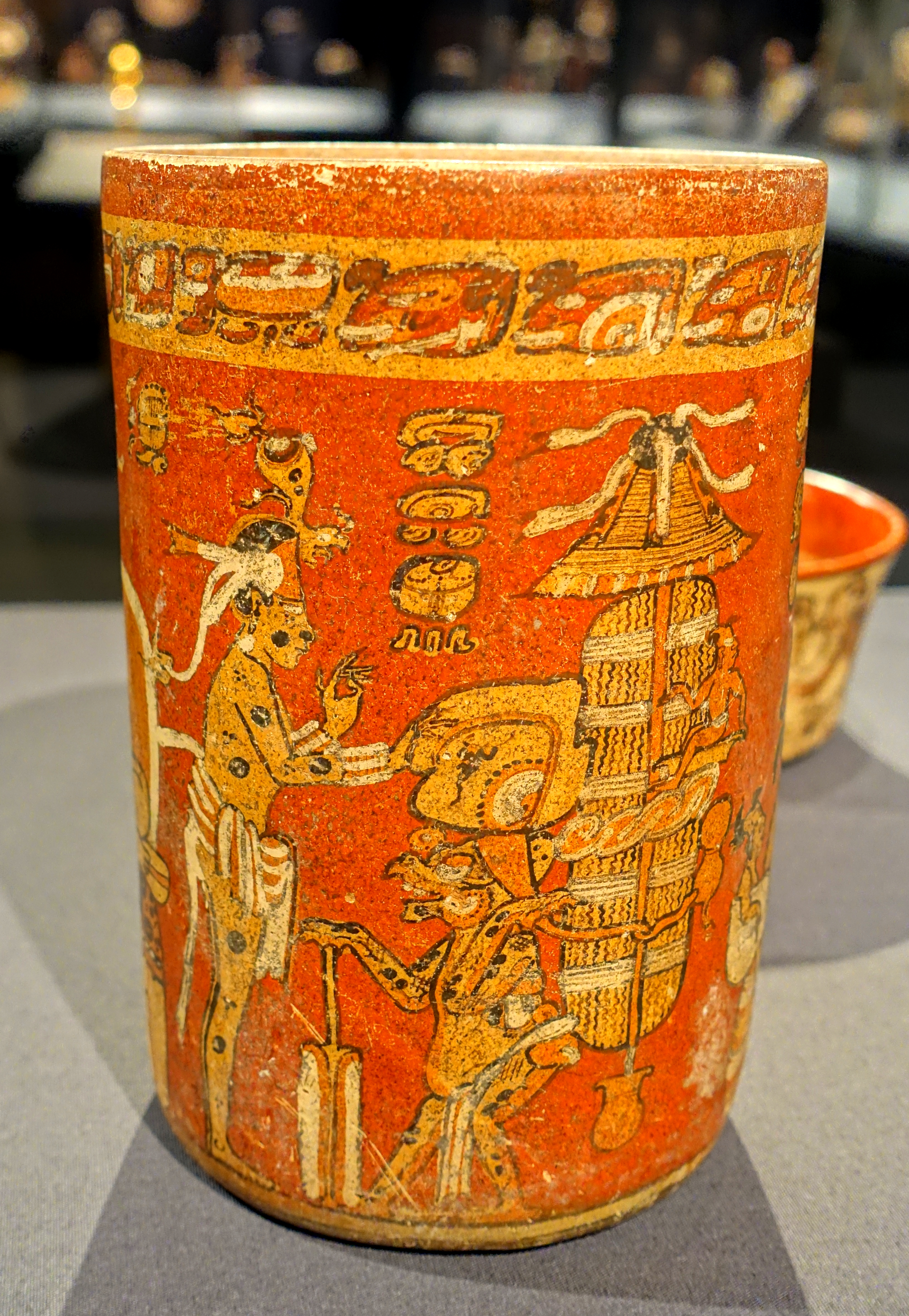
Ceramiczny kubek do czekolady ze sceną mitologiczną, sztuka Majów, El Zotz, Gwatemala, 650–800

### Sztuka azjatycka
Kolekcja sztuki azjatyckiej zawiera różnorodne eksponaty z Chin, Japonii, Korei, Azji Południowo-Wschodniej i Azji Środkowej oraz Indii, począwszy od neolitu do czasów współczesnych. W kolekcji wyróżnia się sztuka chińska i japońska, począwszy od ceramiki i wyrobów z jadeitu z epoki neolitu, starożytnych, rytualnych naczyń z brązu, ceramiki, wyrobów z laki, wyrobów metalowych i rzeźb, po drzeworyty, malarstwo i kaligrafię. Zbiory chińskiej kaligrafii i chińskiego malarstwa należą do najcenniejszych poza Azją. Prace kaligraficzne obejmują buddyjskie i taoistyczne pisma z epoki dynastii Tang po wiersze, zapiski i listy z dynastii Song. Wśród obrazów są rzadkie arcydzieła z dynastii Song i Yuan oraz dzieła późniejszych mistrzów. Kolekcja zawiera także kości wróżebne dynastii Shang, starożytne, rytualne naczynia z brązu, naczynia ceramiczne i figurki, rzeźbę buddyjską oraz malowane drewniane płyty nagrobne i deski trumienne z czasów dynastii Liao lub dynastii Jin. W kolekcji sztuki japońskiej znajduje się ceramika, począwszy od epoki Jōmon do czasów nowożytnych, rzeźba z epoki Heian i Kamakura oraz malarstwo, kaligrafia, parawany i drzeworyty od epoki Heian po współczesność. Sztukę koreańską reprezentuje ceramika celadonowa i porcelanowa, a sztukę Azji Południowo-Wschodniej, Indii, Gandhary i innych regionów Azji Środkowej – rzeźby z metalu, kamienia i terakoty.

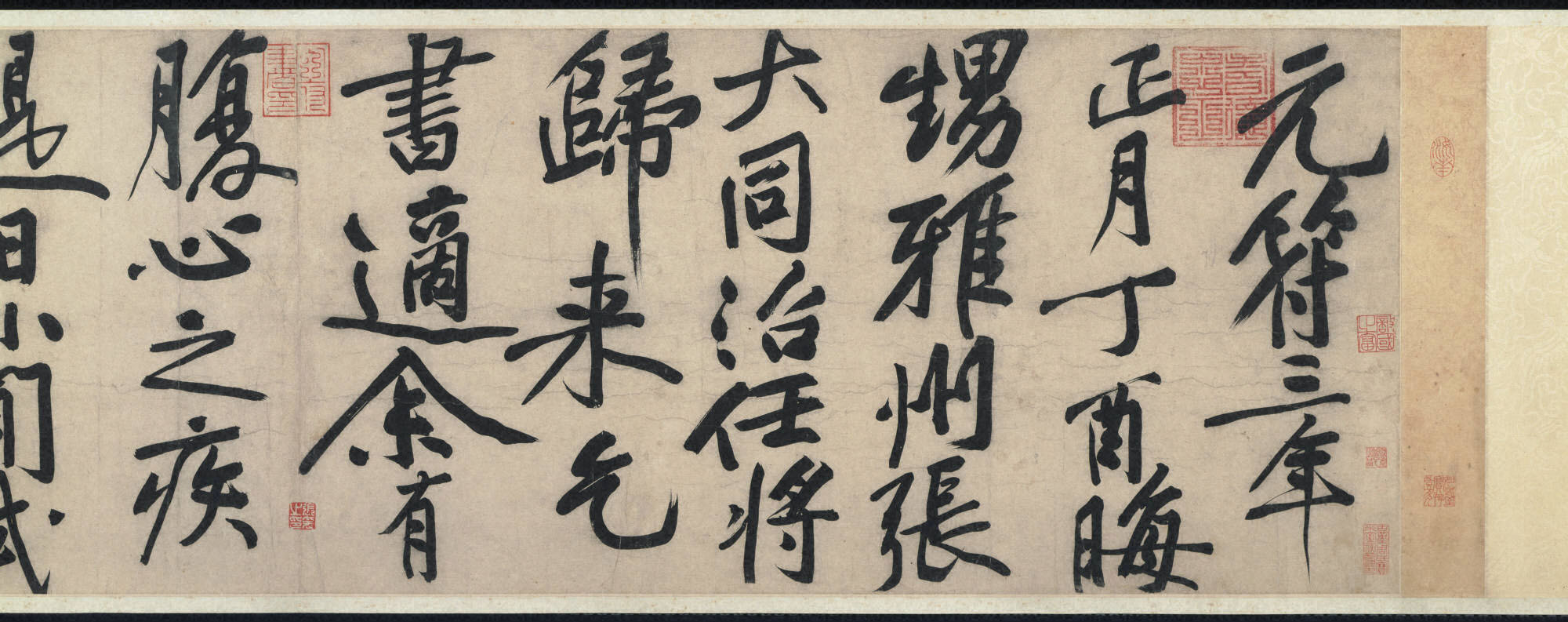
Huang Tingjian, Zwój dla Zhang Datonga (przykład chińskiej kaligrafii), 1100
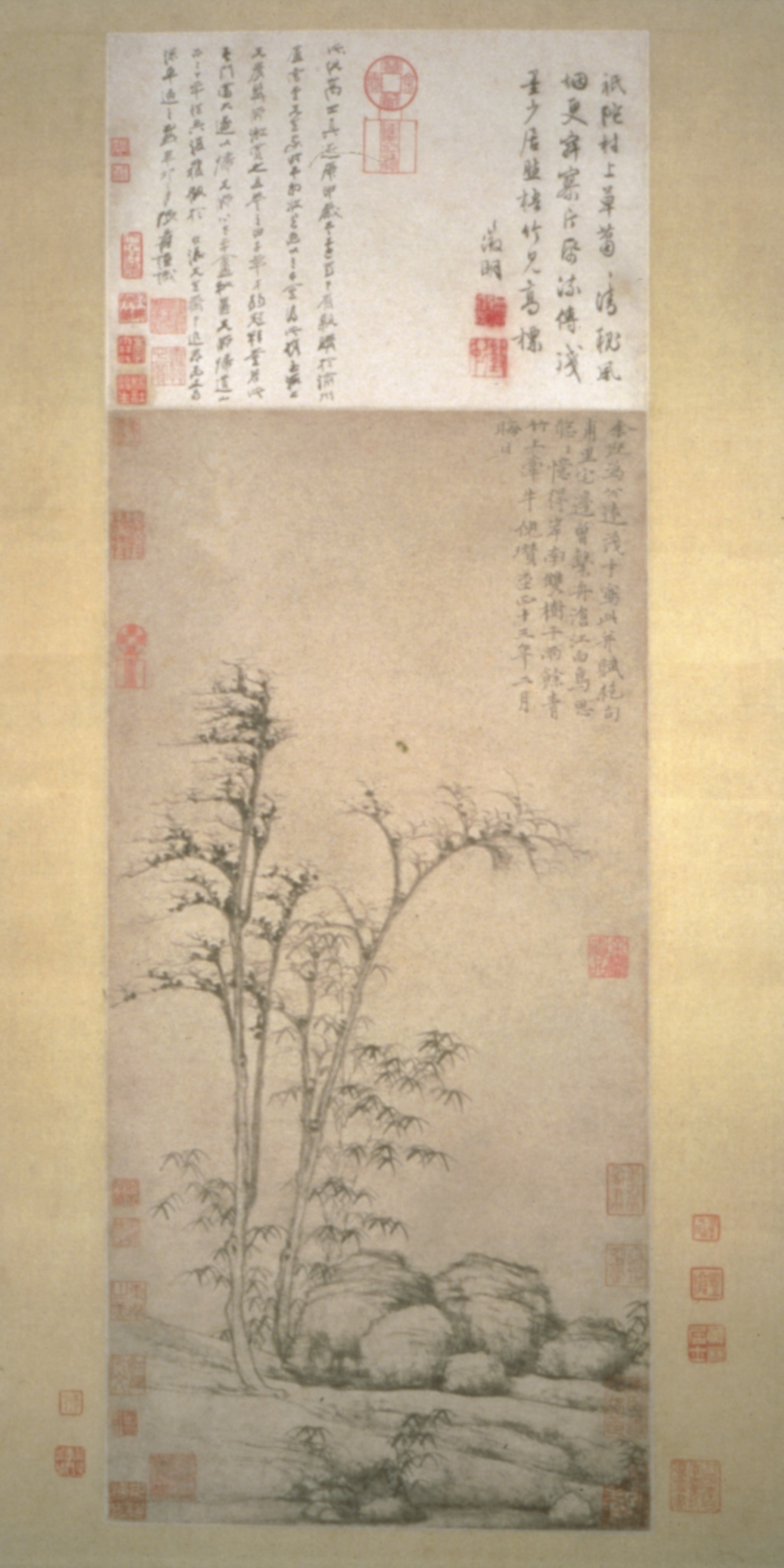
Ni Zan(倪瓚), Podwójne drzewa na Południowym Brzegu (Annan shuangshu), 1353
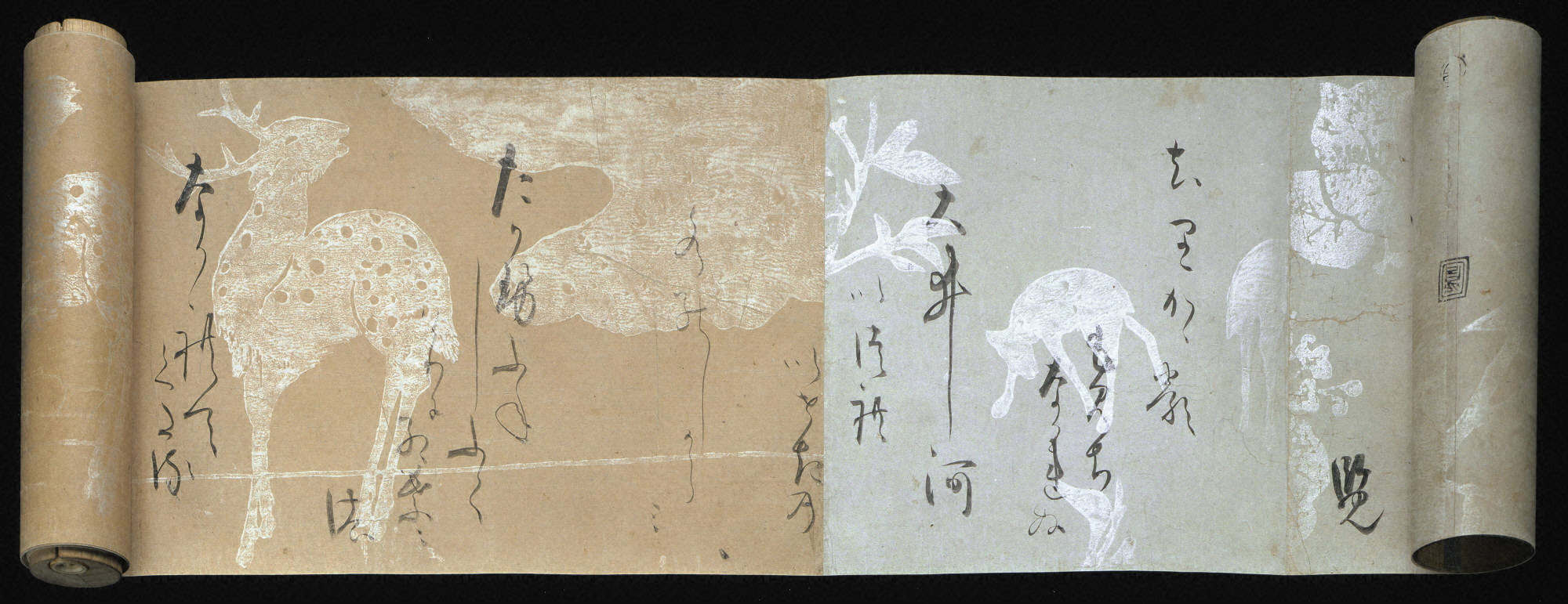
Kōetsu Hon’ami, Wybór z nowej kolekcji japońskich poematów ze starożytności i współczesności (Shinkokin wakashū) z drukowanymi wzorami roślin i zwierząt, przed 1615

### Sztuka afrykańska

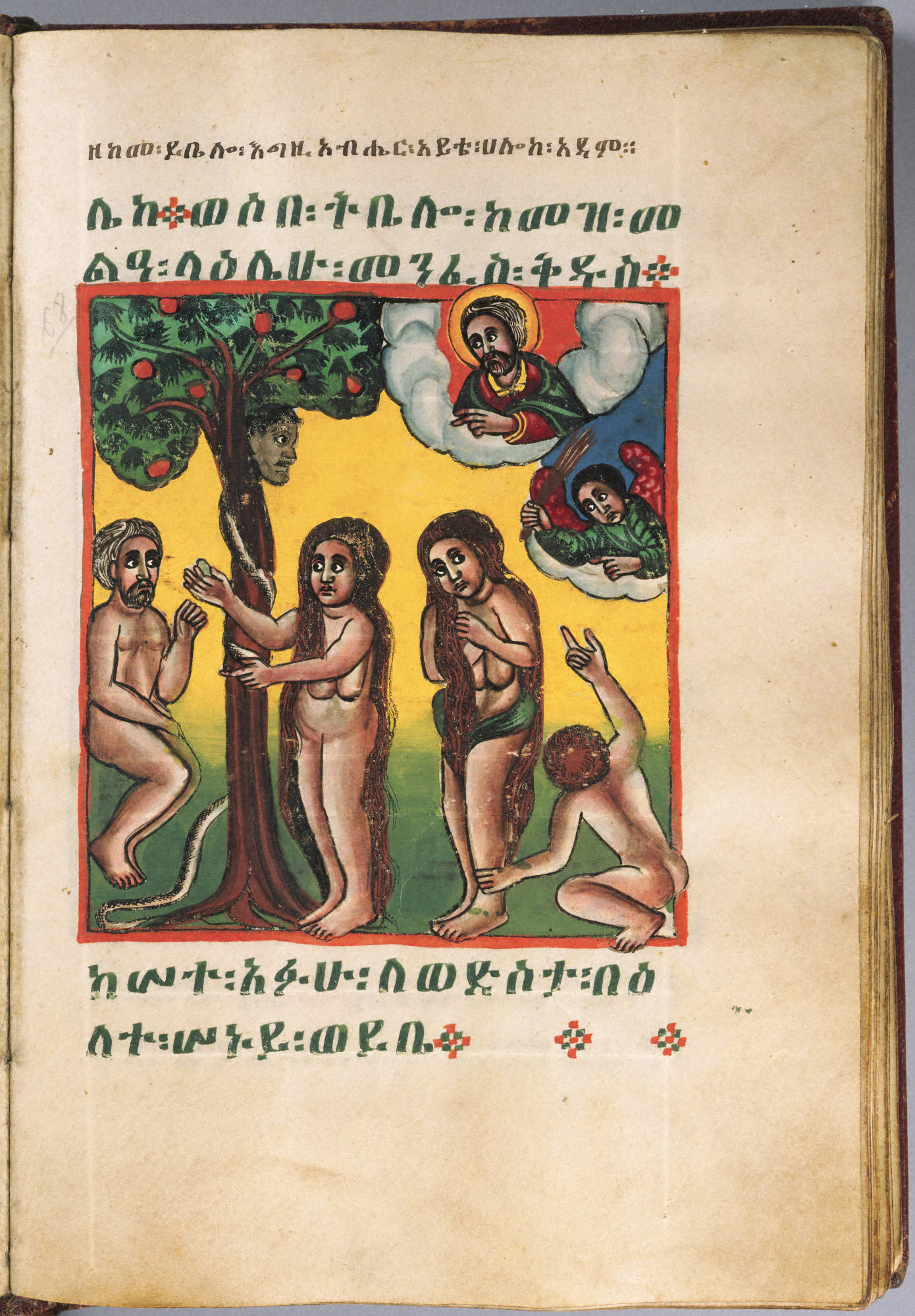
Etiopski manuskrypt iluminowany (XVIII w.)

Eksponaty w dziale sztuki afrykańskiej ukazują różnorodność produkcji artystycznej kontynentu. Znajdują się tu prace z terenów Afryki subsaharyjskiej, w tym przedmioty luksusowe i codziennego użytku, regalia królewskie i rzeźby Królestwa Kuby, ludów Akan, Joruba, Bamum, Pende i innych. Kolekcja zawiera maski i figurki, wykonane z drewna, ceramiki, metalu, tkanin, czy tkanin pokrytych koralikami, mających znaczenie rytualne. Pierwszy zapis sztuki afrykańskiej na rzecz muzeum, dokonany w 1953 przez Donalda B. Doyle’a na pamiątkę jej męża, zawierał dzieła zebrane przed 1923 na terenie dzisiejszej Demokratycznej Republiki Konga, w tym rzadki zagłówek, wyrób ludu Chokwe i pudełko z królestwa Kuby. Wiele późniejszych darów dotarło do Princeton z kolekcji Perry’ego E.H. Smitha, (krzesło ludu Chokwe i maskotka ludu Lega), a także z H. Kelly Rollingsa (emblemat Stowarzyszenia Leoparda z regionu Cross River w Nigerii). W 1998 zbiory muzeum wzbogacił kolejny zapis, Johna B. Elliotta, zawierający przedmioty codziennego użytku i ozdoby. Nabycie w 2003 stołka ludu Joruba przyczyniło się do rozwoju kolekcji dzieł sztuki tego ludu w Muzeum, podobnie jak kolejne, cenne eksponaty: para królewskich figurek ibeji, rytualna tunika królewska i misa wróżebna Ifa, wyrzeźbiona przez Areoguna z Osi-Ilorin, maska słoniowa, wyrób ludu Bamileke z Kamerunu). Darowizny i zakupy z kolekcji Holly i Davida Rossa oznaczały kolejne wzbogacenie zbiorów o wartościowe dzieła. Muzeum zorganizowało kilka wystaw sztuki afrykańskiej, w tym Life Objects: Rites of Passage in African Art (2009), Kongo across the Waters (2014) oraz Surfaces Seen and Unseen: African Art at Princeton (2016).